# Melilha
Melilha ou Melilla (em espanhol: Melilla; em berbere: Mritch ou Mrič; em árabe: مليلية) é uma cidade autônoma espanhola localizada no norte da África, às margens do Mar Mediterrâneo. Aninhada no coração da região do Rife, tem uma população de 86.487 habitantes (INE 2019) e apresenta várias peculiaridades fruto da sua posição geográfica e da sua história, tanto na composição da sua população, como na sua atividade económica, e em sua cultura, fruto da convivência de cristãos, muçulmanos e judeus desde o século XIX.
Estende-se por cerca de 12 km² de superfície na parte oriental do Cabo das Três Forcas. Faz fronteira marítima com o Mar de Alborão (a leste) e com Marrocos por terra, especificamente com as comunas de Mariguari e Farkhana a norte e oeste e com a cidade de Beni Ansar a sul. Também está incluído na zona geográfica natural de Guelaya.
Possui uma fortaleza, Melilla La Vieja, construída entre os séculos XVI e XVIII, equipada com armazéns, cisternas, baluartes, fossos, fortes, grutas, minas, capelas (uma delas, a única obra religiosa gótica em África) e hospitais, que o tornam o mais completo desta margem do Mediterrâneo, para além dos fortes exteriores neo-medievais, construídos durante o século XIX. O patrimônio arquitetônico da cidade, localizado no chamado Ensanche de Melilla, é considerado um dos melhores expoentes do estilo modernista espanhol do início do século XX.

## Etimologia
O primeiro nome conhecido da cidade de Melilla foi Russadir ou Rusaddir, como colônia fenícia tiria no século VIII a.C.. Essa denominação perdurou durante as épocas cartaginesa e romana até o Século VII O nome de Melilla tem uma etimologia incerta. Uma possibilidade é que o nome de Melilla venha do latim Mellitus ou grego Melita, pela cunhagem de moedas no século I a.C. na época fenícia com abelhas entre espigas e a inscrição púnica do fenício Russadir, e que essa denominação tenha perdurado nos tempos do desenvolvimento comercial marítimo da época da província romana da mauritania tingitana. No século IX o geógrafo Yaqubi menciona a população de Malila e no século XIII os Almóadas fortificam a população de Maliliyya. O vocábulo utilizado pelos rifeños autóctones da região é Mritch, que vem da raiz etimológica da língua berbere tamazight Tamlilt, que significa literalmente ‘A Branca’, em referência à pedra calcária de cor branca sobre a qual se assenta Melilla.

## Geografia

### Clima
O clima de Melilha é um clima mediterrâneo do tipo Csa de acordo com a classificação climática de Köppen, embora no período de 1981-2010 esteja perto do limite entre os climas semiáridos e não semiáridos. Trata-se de um clima temperado, com ventos de ponente e levante, além de ocasionalmente ventos do Saara. A temperatura média anual gira em torno de 19 °C. Os invernos são suaves, com uma média ligeiramente acima dos 13 °C em janeiro, e os verões são quentes, com uma média no mês de agosto de cerca de 26 °C. Em agosto, o mês mais quente do verão, as máximas médias ficam um pouco abaixo dos 30 °C, mas as mínimas são superiores a 22 °C. A precipitação anual fica ligeiramente abaixo de 400 mm. As chuvas mais intensas concentram-se nos meses de inverno, primavera e outono, enquanto o verão é uma estação muito seca, com uma média de precipitação em julho que mal atinge 1 mm. As horas de sol anuais são muito elevadas, cerca de 2600 horas.

### Relevo
O relevo de Melilha é caracterizado por sua variedade, incluindo uma península rochosa, uma meseta elevada e um maciço vulcânico. A península de Melilha, que se projeta para o mar Mediterrâneo, é dominada por um relevo elevado. A sudeste encontra-se a lagoa litoral de Mar Chica, e ao sul, o maciço vulcânico do Gurugú. A altitude máxima da cidade supera os 200 metros acima do nível do mar. Melilha está construída sobre uma colina que desce suavemente em direção ao mar no leste, enquanto o oeste apresenta um terreno mais acidentado. A costa leste tem falésias rochosas com vistas panorâmicas para o mar. Esse relevo diversificado influenciou a configuração urbana, com o centro histórico adaptado às irregularidades do terreno e os bairros mais modernos se estendendo nas áreas mais planas.

### Hidrografia
O principal rio de Melilha é o Rio de Oro, que nasce no monte Gurugú, em Marrocos, onde é chamado de Rio Meduar, a sudoeste da cidade, e deságua entre as praias de San Lorenzo e Los Cárabos, na baía de Melilha.
Fica seco na maior parte do ano, tendo caudal apenas quando ocorrem chuvas contínuas, como as de 26 de outubro de 2008, que derrubaram a cerca de Melilha e causaram o transbordamento do rio de Ouro e seus riachos, destruindo uma pequena represa próxima à cerca de Melilha, no rio Nano. O rio segue um curso aproximado de SO-NE e recebe, pela esquerda, os riachos de Tigorfaten, a Cañada de la Muerte, o rio Nano e o barranco de las Cabrerizas. Pela direita, recebe os riachos Farhana e de Sidi-Guariach.

## Demografia
Melilha conta com uma população de aproximadamente 86.450 habitantes, segundo os dados do censo de 2021.

### Gráfico de evolução da população
Mostra-se a evolução demográfica de Melilha desde 1877 até 2021, com dados do Instituto Nacional de Estatística (INE), refletindo um notável crescimento desde 1009 habitantes em 1877 até 86.450 em 2021.

### População e Nacionalidade
A população de Melilha é distribuída principalmente entre os cidadãos de nacionalidade espanhola (88%) e estrangeiros (12%). Em 2022, os dados do Instituto Nacional de Estatística mostram que a população espanhola é composta por 37.662 homens e 36.257 mulheres, totalizando 73.919 habitantes. Os estrangeiros, em sua maioria marroquinos, somam 12.531 pessoas, com uma distribuição de 6.161 homens e 6.370 mulheres.
| Nacionalidade | Homens | Mulheres | Total  | %     | Proporção |
| ------------- | ------ | -------- | ------ | ----- | --------- |
| Española      | 37 662 | 36 257   | 73 919 | 88.0% |           |
| Estrangeira   | 6 161  | 6 370    | 12 531 | 12.0% |           |

### Imigração
Em 2021, foram registrados 12.586 estrangeiros em Melilha, dos quais 11.371 eram marroquinos. Além disso, a cidade tem sido um importante ponto de chegada para imigrantes irregulares que buscam acessar a União Europeia, o que gerou conflitos diplomáticos entre Espanha e Marrocos.
A imigração em Melilha é um tema relevante, devido à sua localização fronteiriça com Marrocos e à situação dos trabalhadores transfronteiriços. Em 2020, havia cerca de 5.000 trabalhadores transfronteiriços que, devido ao fechamento das fronteiras por causa da pandemia de COVID-19, enfrentaram dificuldades econômicas e sociais.
Esse fenômeno tem sido um tema recorrente nos debates sobre a gestão das fronteiras exteriores da União Europeia e a pressão migratória que a cidade enfrenta.

### Idiomas
O idioma oficial em Melilha é o espanhol, com uma variante andaluza predominante. No entanto, também se falam outras línguas que representam a identidade cultural das diferentes comunidades. A comunidade hindu usa principalmente o hindi, enquanto os judeus falam haquetía, uma variante do ladino ou judeoespanhol. Os muçulmanos, em sua maioria, falam berbere ou tamazight.

## História
A cidade de Melilha remonta sua história ao estabelecimento no século VII a. C.[carece de fontes?] de comerciantes fenícios que aproveitaram sua privilegiada localização próxima ao Estreito de Gibraltar e às rotas comerciais do Mediterrâneo ocidental para prosperar, alcançando seu esplendor até o século II a. C. Com a decadência fenícia e cartaginesa, o território permaneceu abandonado até que, a partir do século VII, foi ocupado por uma população berbere, integrando o califado de Córdova e mantendo estreitas relações com Al-Andalus.
A expansão dos portugueses e castelhanos no norte do reino de Fez durante o século XV culminou na entrada de Pedro Estopiñán na cidade em 1497, quando a cidade passou a depender do ducado de Medina-Sidonia e, a partir de 1556, da coroa hispânica. Em 1497, passou a depender da Coroa de Castela. Em 1860, o Tratado de Wad-Ras estabeleceu os limites fronteiriços da cidade com o sultanato de Marrocos, sendo desde então até o primeiro terço do século XX, cenário de combates intermitentes que desencadearam a Guerra do Rif.

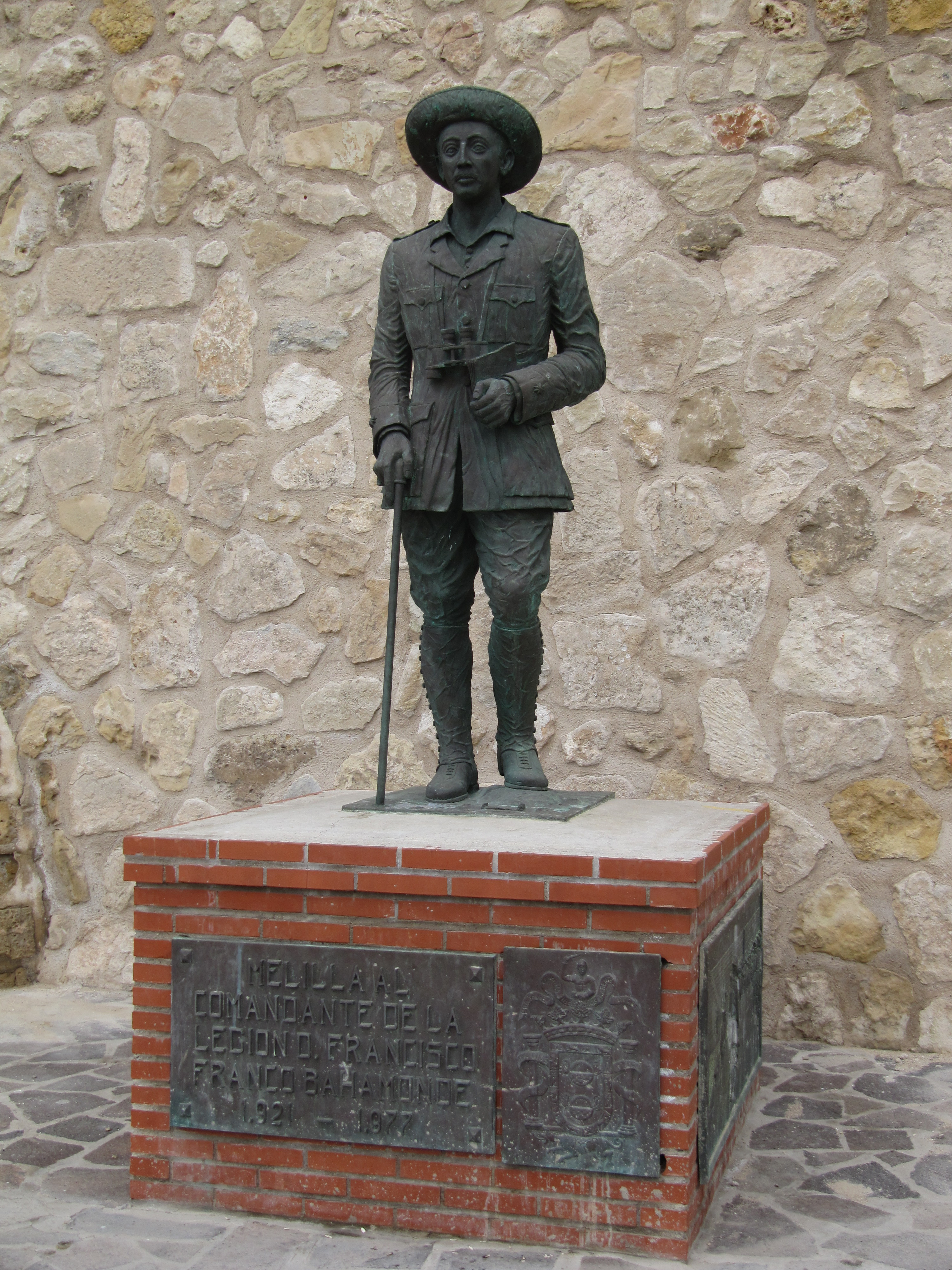
A última estátua de Franco na Melilha, Espanha

## Política e governo

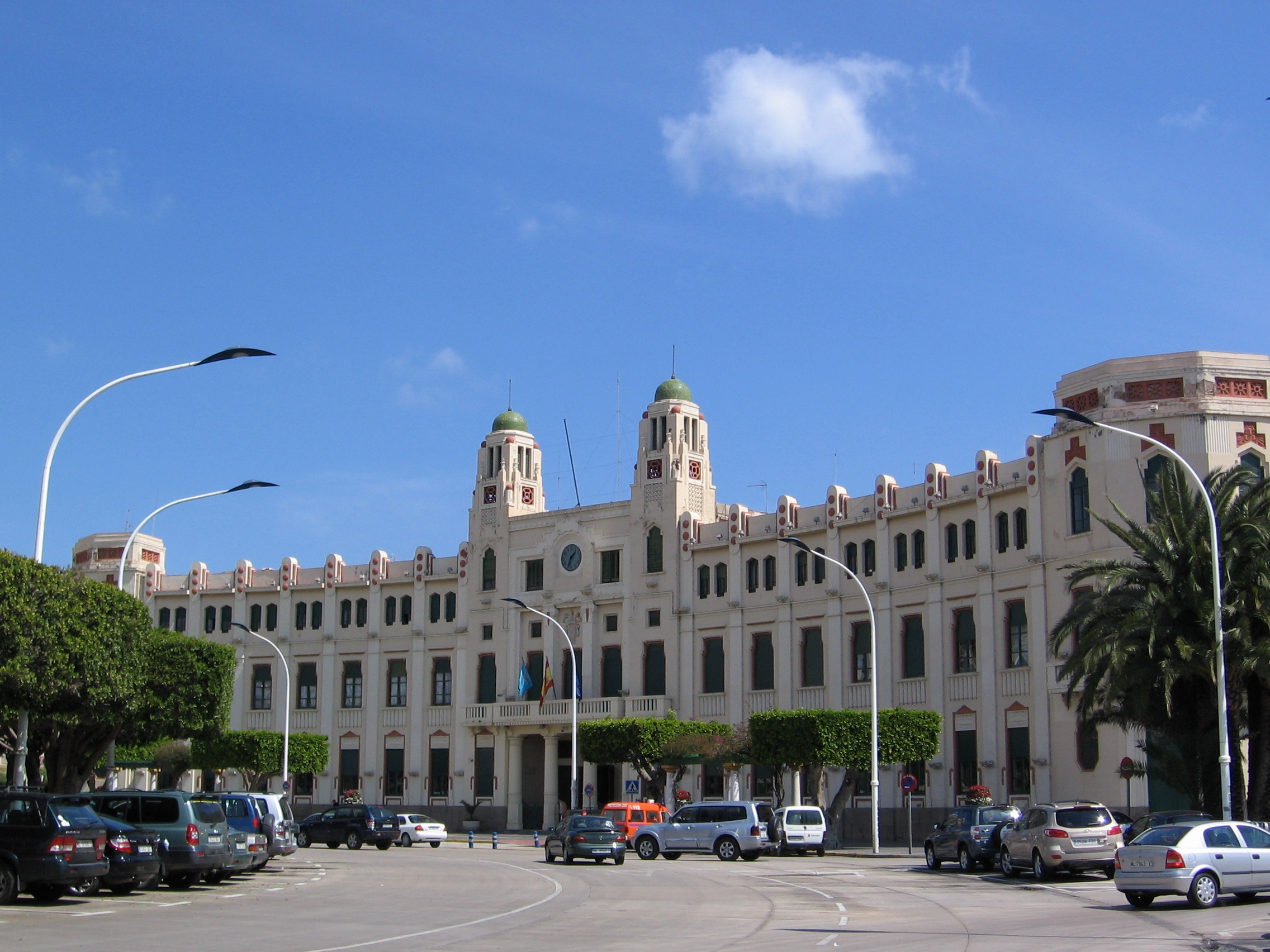
Governo municipal de Melilha, situada na Praça de Espanha.

A Constituição espanhola de 1978 estabeleceu, em sua disposição transitória quinta, que "As cidades de Ceuta e Melilha poderão constituir-se em Comunidades Autónomas se assim o decidam seus respectivos governos municipais". Desde a aprovação do Estatuto de Autonomia de Melilha (Lei Orgânica) 2/1995, de 13 de março), a cidade é considerada "Cidade Autónoma". Antes de passar a ser cidade autónoma, Melilha pertencia à província de Málaga, região da Andaluzia.

### Alcaides-presidentes

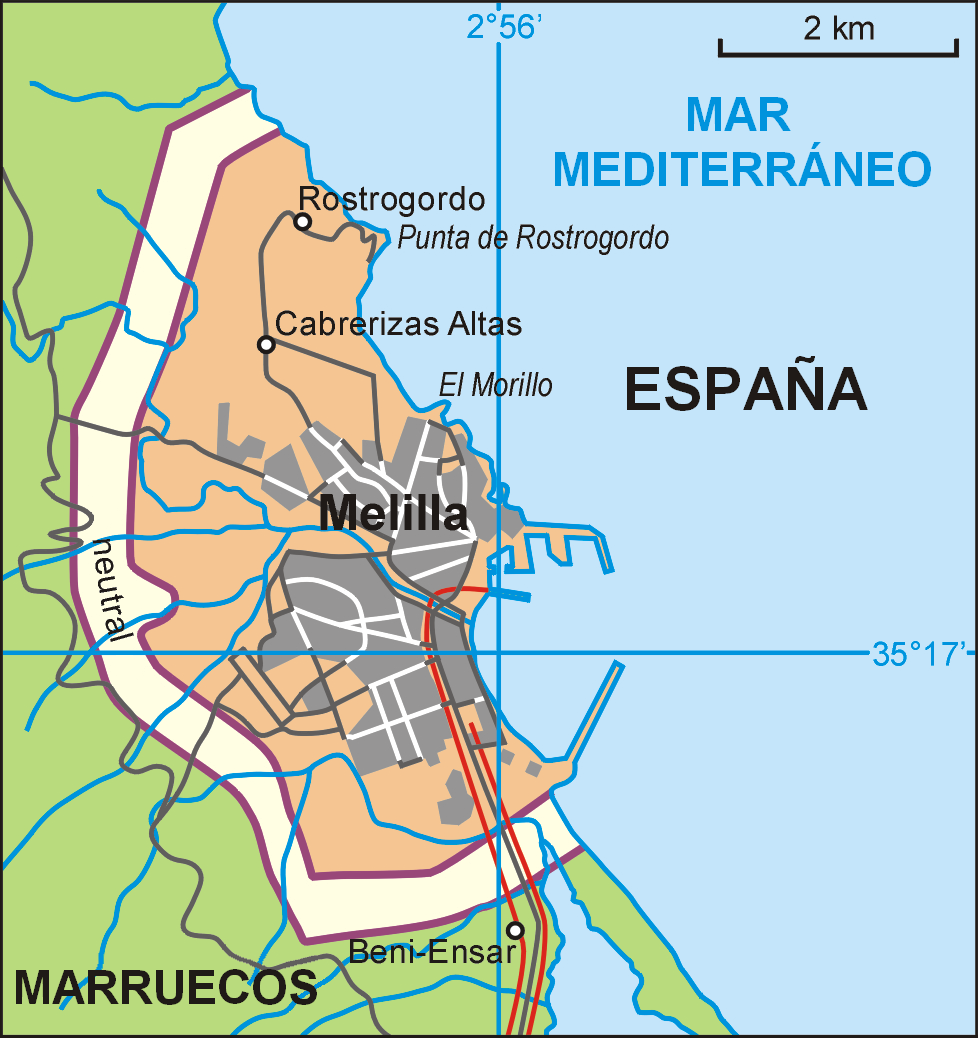
Mapa de Melilla

Melilha possui o estatuto de cidade autónoma desde 1995. Desde então, os seus presidentes foram:
- Ignacio Velázquez (PP)
- Enrique Palacios (Grupo Mixto)
- Mustafa Hamed Moh (CpM)
- Juan José Imbroda Ortiz (PP)

## Subdivisões
Melilha está subdividida em oito bairros (barrios):
1. Barrio de Medina Sidonia
2. Barrio del Real
3. Barrio de la Victoria
4. Barrio de los Héroes de España
5. Barrio del General Gómez Jordana
6. Barrio del Príncipe de Asturias
7. Barrio del Carmen
8. Barrio de La Paz

## Economia

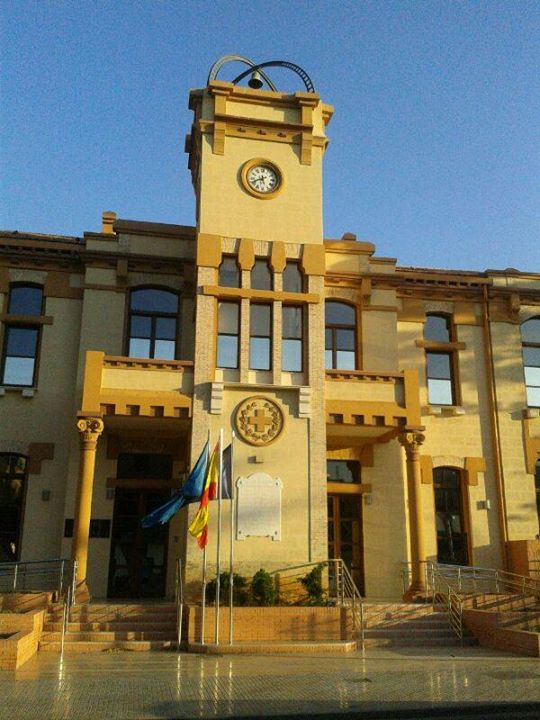

De acordo com os dados da Agência Tributária, Melilla é a quinta região da Espanha em renda bruta anual, situada entre Ilhas Baleares e Astúrias, com 29.556 €, acima da média da Espanha (2018). Em relação aos dados do INE, seu PIB per capita de 18.482 € por habitante, situando-se na penúltima posição, à frente de Extremadura e atrás de Andaluzia. Esta situação é explicada pelo crescimento de sua população acima da média, 32% no período de 2000-2018.

### Setor terciário
O setor econômico que mais gera riqueza e emprego é o setor de serviços, que representa 80% dos 1564 milhões de euros de PIB em 2018, e que emprega 32% da população (2021).

#### Comércio
Em Melilla, é possível encontrar diversos estabelecimentos comerciais, incluindo o Centro Comercial Parque Melilha, vários grandes armazéns, hipermercados e supermercados. Entre os mais destacados estão aqueles pertencentes às grandes cadeias de distribuição, como o hipermercado Carrefour, com uma filial na cidade, Mercadona, com uma loja, Dia, com três locais, Lidl, com uma unidade e Aldi, com uma loja.
Além disso, o comércio com o Marrocos tem sido historicamente chave para a economia de Melilla, especialmente através da aduana comercial, que facilitava o tráfego de mercadorias essenciais para a cidade. No entanto, em 2018, o Marrocos fechou essa aduana, afetando gravemente os comerciantes melillenses e os cerca de 5.000 trabalhadores transfronteiriços que dependiam do comércio informal. Em 2020, o fechamento das fronteiras devido à pandemia exacerbou ainda mais a situação, limitando o intercâmbio comercial.
Em 2025, após quase três anos de negociações, Espanha e Marrocos acordaram reabrir as aduanas comerciais, embora com novas restrições sobre os produtos que poderiam cruzar e um limite no número de caminhões diários. Este acordo, embora limitado, permitiu uma recuperação parcial do comércio transfronteiriço, oferecendo alívio aos setores mais afetados de Melilla.

#### Administração Pública
Melilla é uma região onde as Administrações Públicas, em especial o Ministério de Defesa, têm um peso maior dentro da sua economia, representando 47%, um valor que compartilha com Ceuta. Em 2015, foi inaugurado um Centro Tecnológico, com o objetivo de impulsionar o desenvolvimento das empresas TIC.

### Plano Estratégico Integral de Melilla

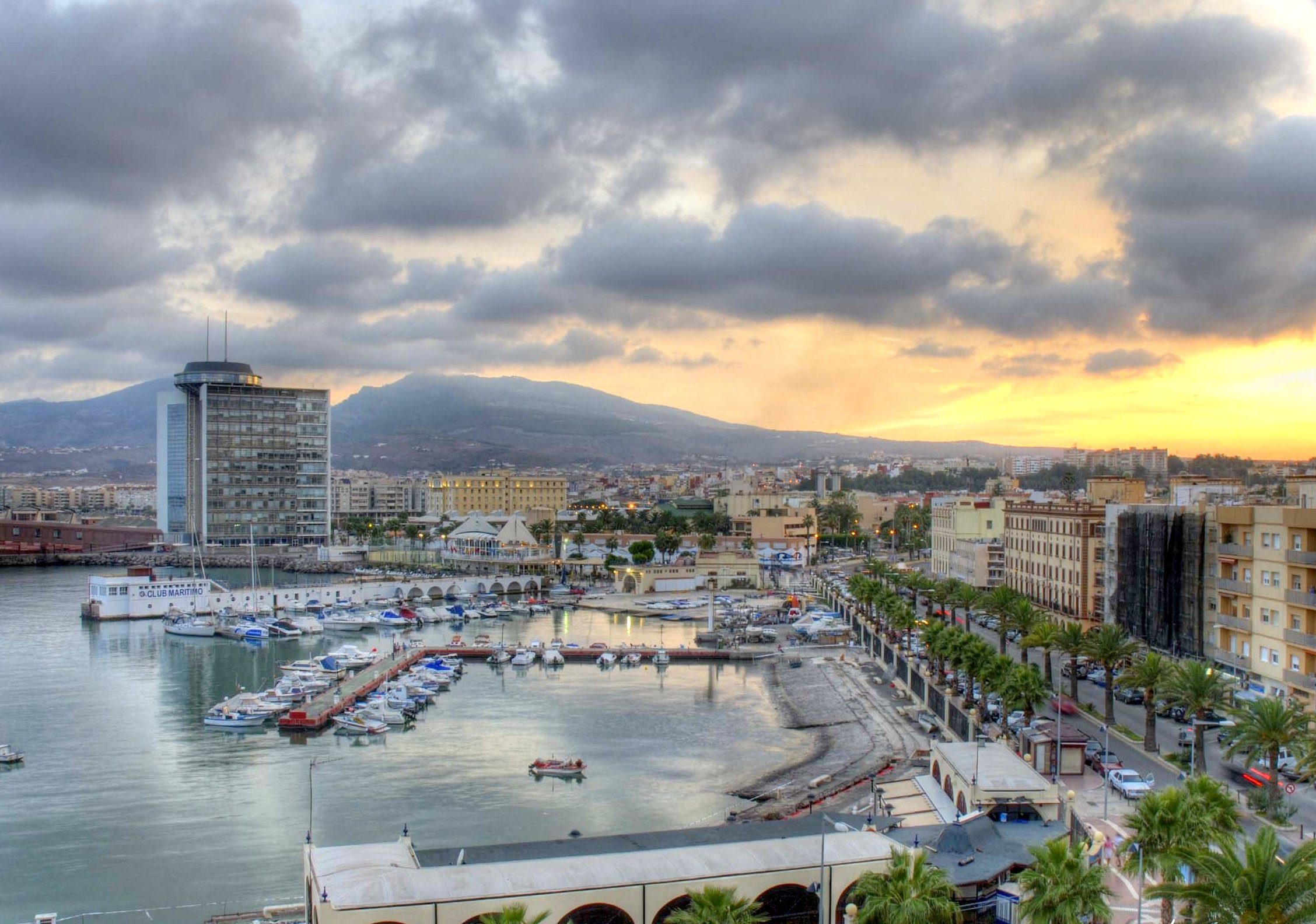

Melilla desenvolveu um Plano Estratégico Integral com o objetivo de transformar seu modelo produtivo, focando-se em três setores chave: o setor turístico, a economia digital e a economia verde e circular. Estes setores atualmente têm um impacto limitado na cidade, mas são considerados grandes oportunidades para diversificar a economia e melhorar o emprego.

#### Setor turístico
O setor turístico de Melilla tem um enorme potencial devido ao seu patrimônio histórico e as relações com o Marrocos. No entanto, enfrenta desafios como os altos preços de transporte e a falta de uma estratégia clara. O Plano Estratégico propõe a reabilitação do patrimônio histórico para fins turísticos, a elaboração de um plano de promoção internacional e a busca de financiamento para empresas turísticas. Além disso, propõe-se uma estratégia de resiliência turística para melhorar a infraestrutura e atrair mais visitantes.

#### Economia digital
Busca-se fortalecer a economia digital, modernizando o tecido industrial e as PMEs, investindo na digitalização e melhorando as capacidades de empresas e trabalhadores. Isso ajudaria a diversificar a economia e reduzir a dependência do setor público, além de aproveitar as oportunidades do mercado tecnológico.

#### Economia verde e circular
Para fomentar uma economia sustentável, o Plano inclui medidas para melhorar a reciclagem de resíduos, impulsionar o autoconsumo energético (com comunidades energéticas) e aumentar a eficiência energética, especialmente no setor turístico. Também se destacam projetos como a conservação marinha e a melhoria do abastecimento de água.
Com os dados de 2019 do Conselho Econômico e Social, 46% dos beneficiários de rendas mínimas de inserção em Melilla são estrangeiros, apenas à frente de La Rioja. Em relação à taxa de desemprego, esta é de 20,2%, (2021), a terceira mais alta da Espanha, atrás apenas de Andaluzia e Ceuta.
Trata-se de um território especial da União Europeia e um porto franco, que goza de um status especial em IVA, PAC e PPC.

### Porto franco

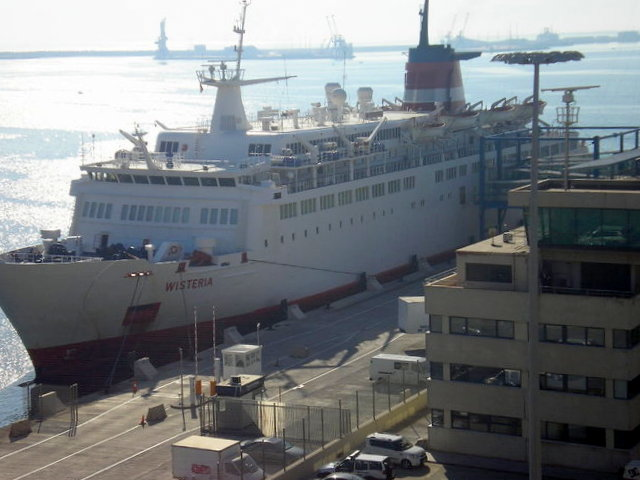
Transporte de passageiros pelo porto de Melilla

É porto franco desde 1863, porto franco ou território franco. Pertence ao espaço Schengen mas não à União Aduaneira Europeia, portanto, as importações de mercadorias não estão sujeitas a tarifas alfandegárias. As importações de mercadorias, além disso, em vez do IVA de importação, geram um imposto indireto próprio chamado Imposto sobre a Produção, Serviços e Importação, IPSI, além de encargos complementares de hidrocarbonetos e tabaco que são substitutos dos equivalentes impostos sobre consumos específicos no resto da Espanha.

### Regime Fiscal Especial de Ceuta e Melilla
Os tipos de imposto são próximos da metade do IVA europeu e a arrecadação é realizada e administrada 100% pela cidade autônoma, financiando com isso um terço de seu orçamento anual. Além disso, os residentes fiscais em Melilla, sejam pessoas físicas ou jurídicas, têm bonificações nos impostos diretos estaduais, como IRPF ou Imposto de Sociedades e impostos indiretos como o Imposto sobre o Valor Acrescentado (IVA). Como contrapartida, a cidade não recebe ajuda direta do Fundo Europeu de Desenvolvimento Regional nem do Fundo Social Europeu nem do Fundo Europeu Agrícola de Desenvolvimento Rural.

## Infraestrutura

### Transportes

#### Transporte aéreo

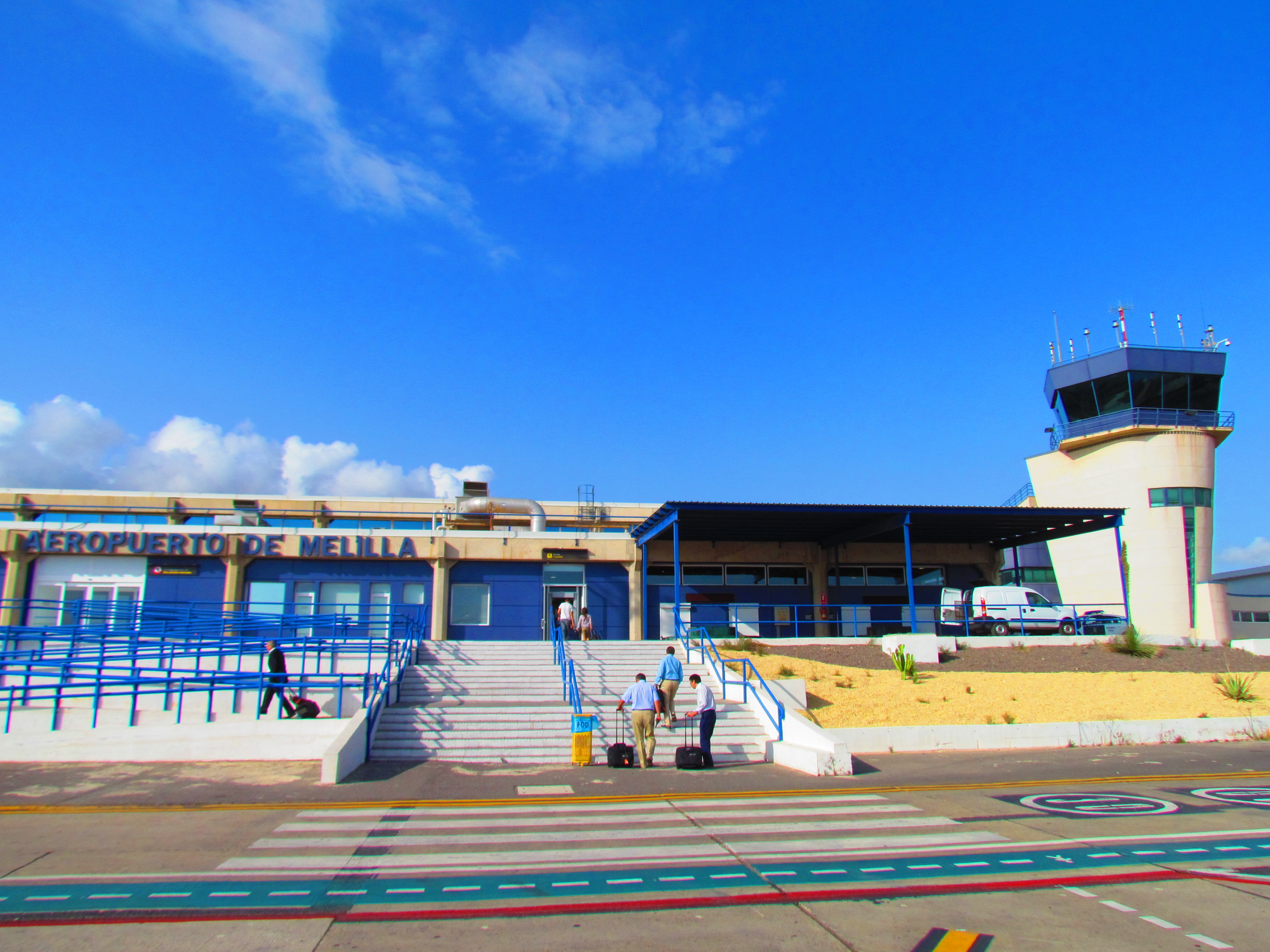
Aeroporto de Melilha

O aeroporto de Melilha oferece voos diários a partir dos aeroportos de Málaga AGP/LEMG, Madrid MAD/LEMD, Barcelona BCN/LEBL,Granada GRX/LEGR, Almeria LEI/LEAM e Sevilha SVQ/LEZL, Palma de Mallorca PMI/LEPA e Gran Canaria LPA/GCLP; e sazonais (nas temporadas de férias ou esporádicos) a partir de Asturias OVD/LEAS, Santiago de Compostela SCQ/LEST e Tenerife TFN/GCXO.
Em 2024, alcançou os 507.957 passageiros. A única companhia aérea que atualmente opera a partir e para o aeroporto é Iberia Regional/Air Nostrum.
| Cidades                | Nome do aeroporto                             | Companhias aéreas                        | Aeronaves  | Frequências   |         |
| Espanha                | Espanha                                       | Espanha                                  | Espanha    | Espanha       | Espanha |
| ---------------------- | --------------------------------------------- | ---------------------------------------- | ---------- | ------------- | ------- |
| Almería                | Aeroporto de Almería                          | Air Nostrum                              | ATR 72-600 | L M X J V S D |         |
| Asturias               | Aeroporto de Asturias                         | Air Nostrum (Estacional: agosto)         | ATR 72-600 | LM X J V S D  |         |
| Barcelona              | Aeroporto Josep Tarradellas Barcelona-El Prat | Air Nostrum                              | ATR 72-600 | L M X J V S D |         |
| Granada                | Aeroporto Federico García Lorca Granada-Jaén  | Air Nostrum                              | ATR 72-600 | L M X J V S D |         |
| Gran Canaria           | Aeroporto de Gran Canaria                     | Air Nostrum                              | ATR 72-600 | L M X J V S D |         |
| Madrid                 | Aeroporto Adolfo Suárez Madrid-Barajas        | Air Nostrum                              | ATR 72-600 | L M X J V S D |         |
| Málaga                 | Aeroporto de Málaga-Costa del Sol             | Air Nostrum                              | ATR 72-600 | L M X J V S D |         |
| Palma de Mallorca      | Aeroporto de Palma de Mallorca                | Air Nostrum                              | ATR 72-600 | L MX J VSD    |         |
| Santiago de Compostela | Aeroporto de Santiago-Rosalía de Castro       | Air Nostrum (Estacional: julho a agosto) | ATR 72-600 | L M X J V S D |         |
| Sevilha                | Aeroporto de Sevilha                          | Air Nostrum                              | ATR 72-600 | LMXJ V S D    |         |
| Tenerife               | Aeroporto de Tenerife Norte                   | Air Nostrum (Estacional: julho a agosto) | ATR 72-600 | L M X J V S D |         |

#### Transporte marítimo

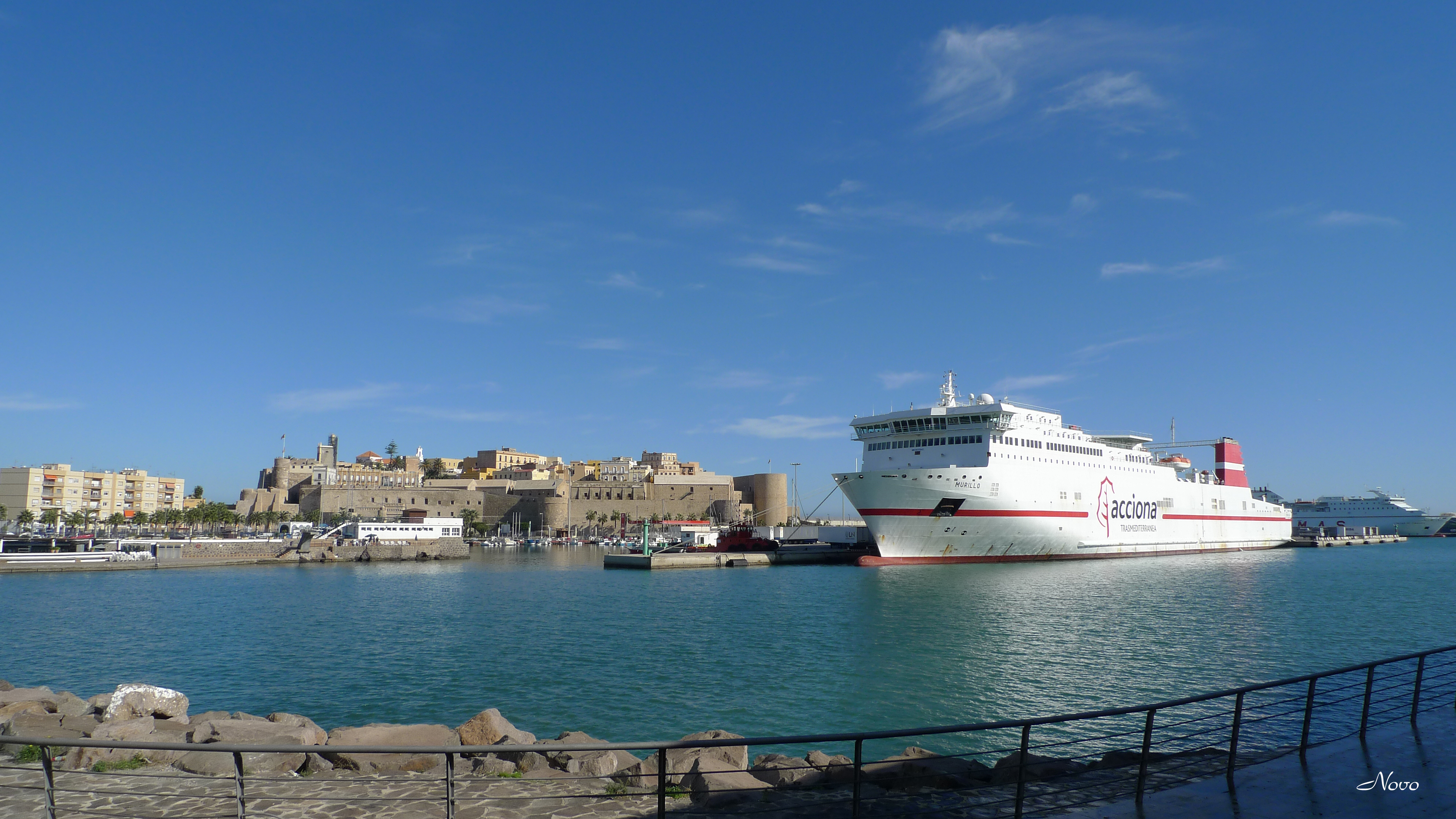
Porto de Melilha

O porto de Melilha conecta a cidade com ferries diários para Málaga, Almería e Motril.
Em 2024, alcançou os 711.900 passageiros. As companhias marítimas que conectam com Málaga e Almería são Baleària e Transmediterránea.
| Málaga  | Porto de Málaga  | Trasmediterránea/Baleària |
| Almería | Porto de Almería | Trasmediterránea/Baleària |
| Motril  | Porto de Motril  | Baleària                  |

| Passageiros Melilha     | Passageiros Melilha | Passageiros Melilha | Passageiros Melilha | Passageiros Melilha |
| ----------------------- | ------------------- | ------------------- | ------------------- | ------------------- |
| Ano                     | Barco               | Avião               | Total               | Dif.                |
| 2010                    | 633.044             | 292.608             | 925.652             |                     |
| 2011                    | 642.733             | 286.701             | 929.434             | 0,41 %              |
| 2012                    | 810.883             | 315.850             | 1.126.733           | 21,23 %             |
| 2013                    | 783.930             | 289.551             | 1.073.481           | -4,73 %             |
| 2014                    | 772.124             | 319.603             | 1.091.653           | 1,69 %              |
| 2015                    | 844.260             | 317.806             | 1.162.066           | 6,45 %              |
| 2016                    | 889.348             | 330.116             | 1.219.464           | 4,94 %              |
| 2017                    | 833.033             | 324.366             | 1.157.399           | -5,09 %             |
| 2018                    | 828.659             | 348.121             | 1.176.782           | 1,67 %              |
| 2019                    | 842.983             | 434.660             | 1.277.639           | 8,57 %              |
| 2020                    | 234.536             | 195.636             | 430.172             | -66,33 %            |
| 2021                    | 265.903             | 332.446             | 598.349             | 39,10 %             |
| 2022                    | 641.263             | 447.450             | 1.088.713           | 81,95 %             |
| 2023                    | 646.836             | 501.069             | 1.147.905           | 5,43 %              |
| 2024                    | 711.900             | 507.957             | 1.219.857           | 6,27 %              |
| Fonte: Porto de Melilha |                     |                     |                     |                     |

#### Transporte terrestre
As conexões com outras cidades por estrada atravessam os postos de fronteira de Mariguari, restrito aos alunos de um centro escolar marroquino, bairro chinês (pedonal), Farjana (rodado), ambos apenas para residentes de Melilha e da província de Nador, e o de Beni Enzar, o principal, rodado e aberto a qualquer pessoa com passaporte.

#### Ônibus urbanos
A cidade autônoma conta com suas próprias linhas de ônibus urbano, denominadas C.O.A., administradas pela empresa melilhense Cooperativa Ómnibus de Automóveis, com uma frota moderna de ônibus de cor azul. Estas são lentas e extremamente inadequadas para o tamanho da cidade, o que faz com que raramente transportem passageiros e a empresa concessionária esteja à beira da falência. A cidade conta com cinco linhas urbanas regulares:
| Linha   | Trajeto                                                   | Frequência                                         |
| ------- | --------------------------------------------------------- | -------------------------------------------------- |
| Linha 1 | Praça de Espanha - Real                                   | 20' - 30'                                          |
| Linha 2 | Mercado Central - Praça de Espanha - Fronteira Beni Enzar | 15' (segunda a sábado) - 20' (domingo e feriados)  |
| Linha 3 | General Marina - Alfonso XIII - Real                      | 20' - 30'                                          |
| Linha 5 | Torres Quevedo - Cabrerizas                               | 30'                                                |
| Linha 6 | Torres Quevedo - Reina Regente - Fronteira Mariguari      | 40'                                                |
| Linha 7 | Mercado Central - Fronteira de Farjana                    | 20' (segunda a sábado) - 40' (domingos e feriados) |

#### Transporte ferroviário
Melilha não conta com linhas ferroviárias, mas o transporte ferroviário de passageiros mais próximo é realizado pelo Comboio com destino à Ceuta.

#### Transporte de carga
A cidade conta com duas conexões ferroviárias para transportar mercadorias para o interior, uma para a cidade de Nador e outra para Tanger, pelo pólo industrial de Tanger.

## Patrimônio
Melilla possui um patrimônio interessante:

### Melilla la Vieja
Foi construída entre os séculos  XVI e XIX, seguindo modelos que vão desde o Renascimento até os baluartes da escola hispano-flamenga que se construiu durante o período borbônico. Conta, portanto, com uma cidade murada inicialmente construída por engenheiros italianos e posteriormente por espanhóis e profissionais vindos dos Países Baixos. No século XVIII, as suas muralhas foram reformadas e foram construídos uma série de baluartes e edifícios que refletiam o interesse dos reis espanhóis pela sua defesa.

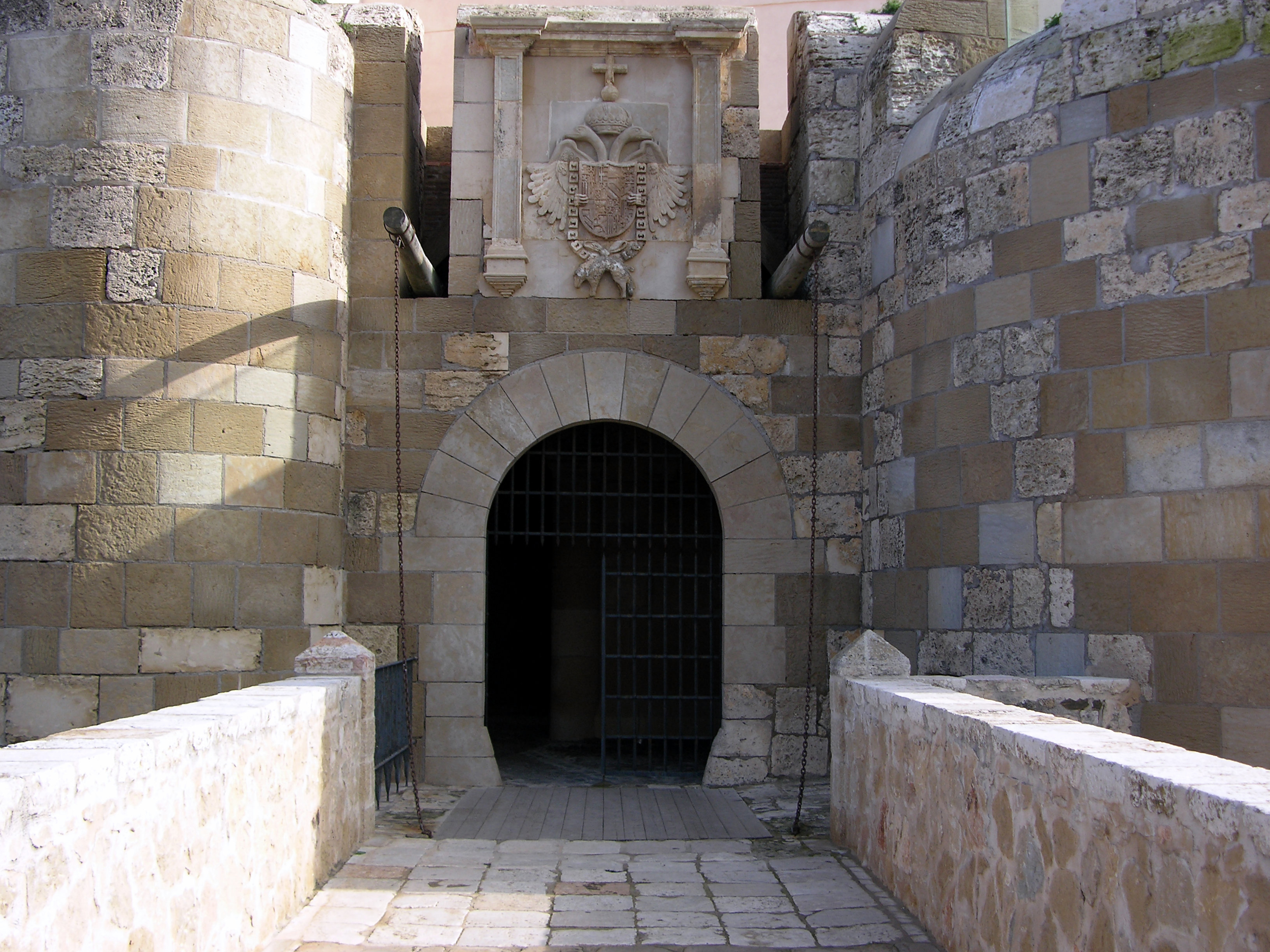
Porta de Santiago
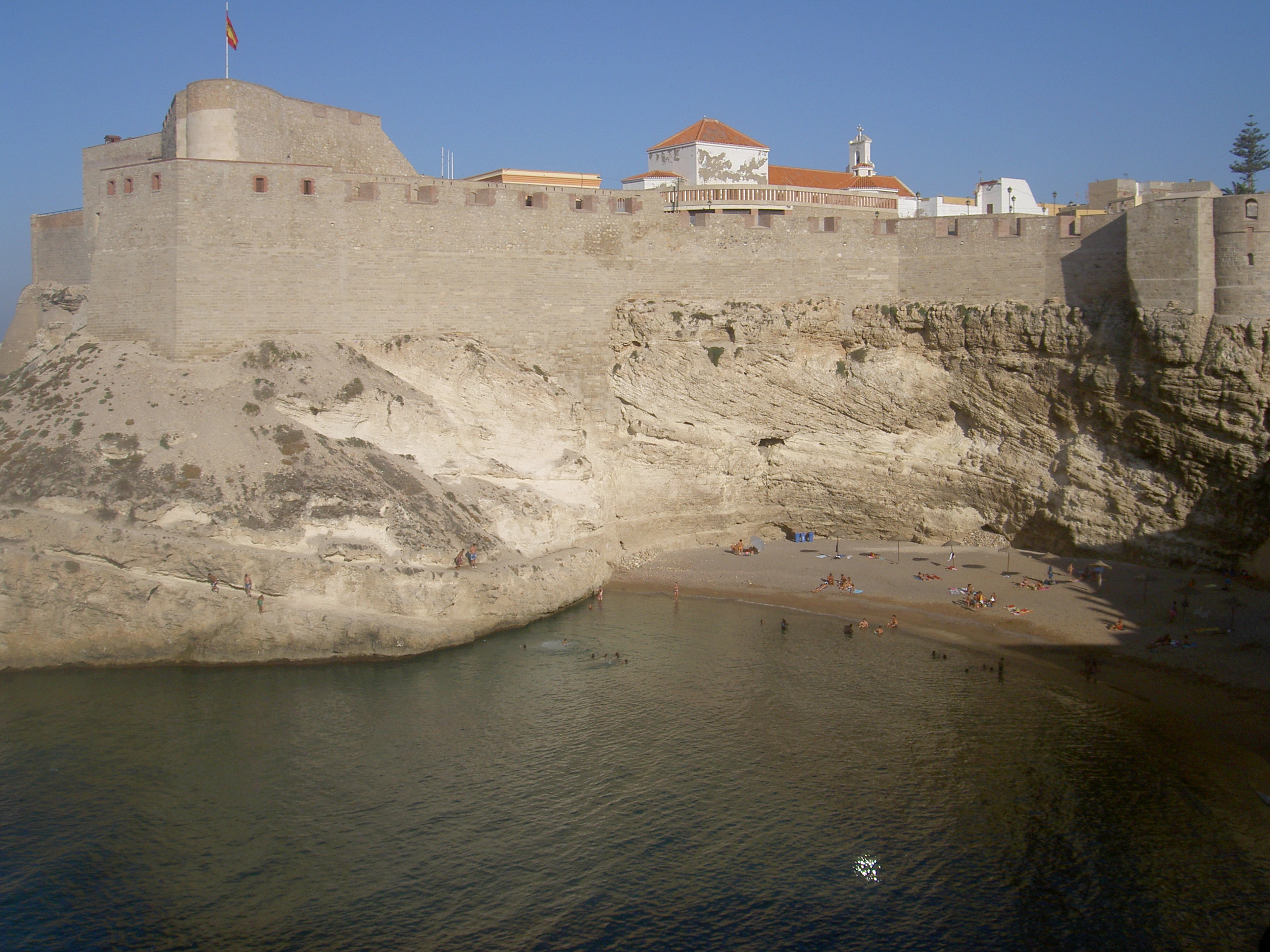
Frente de Tierra
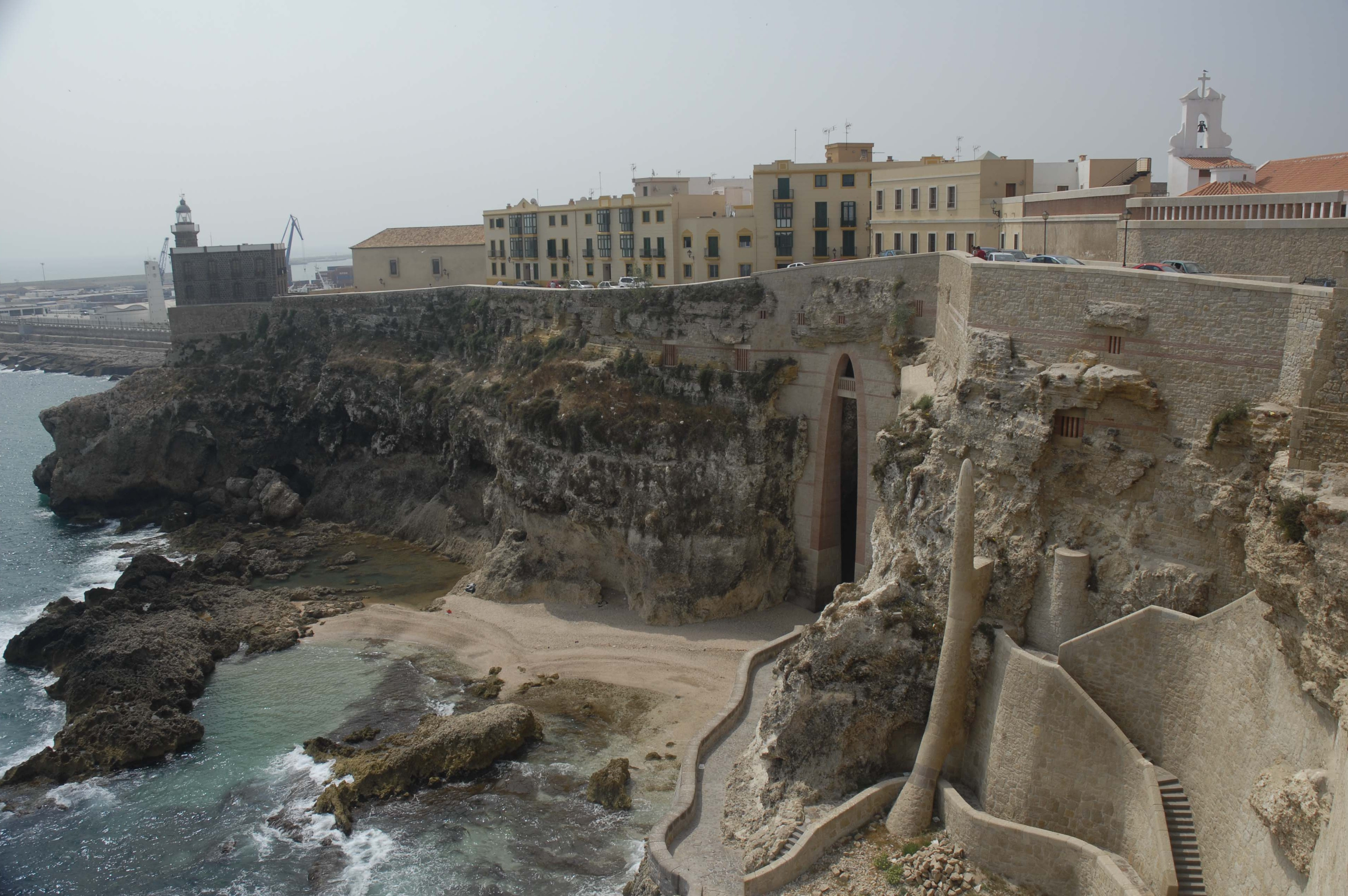
Frente de Trápana
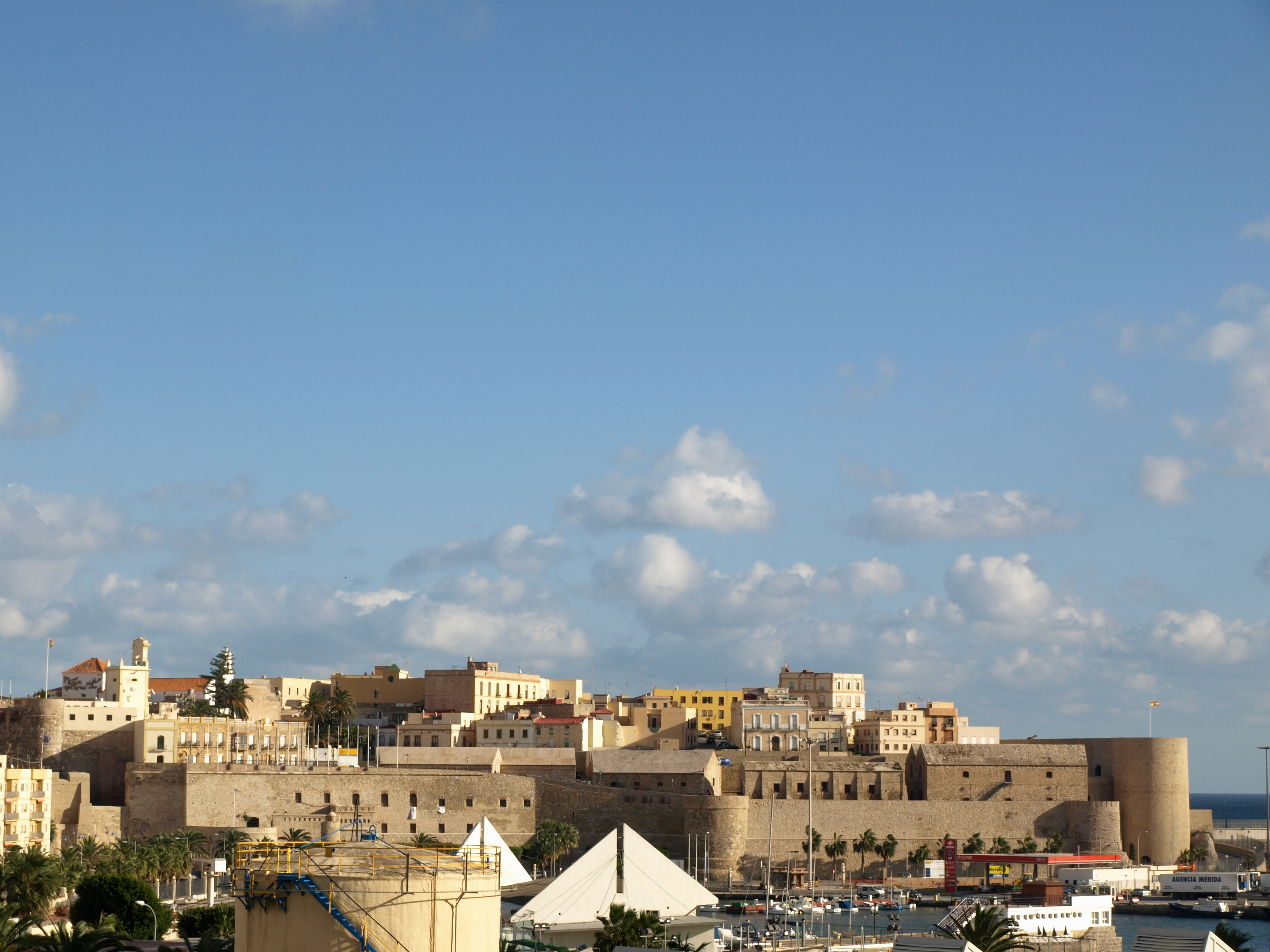
Frente de la Marina
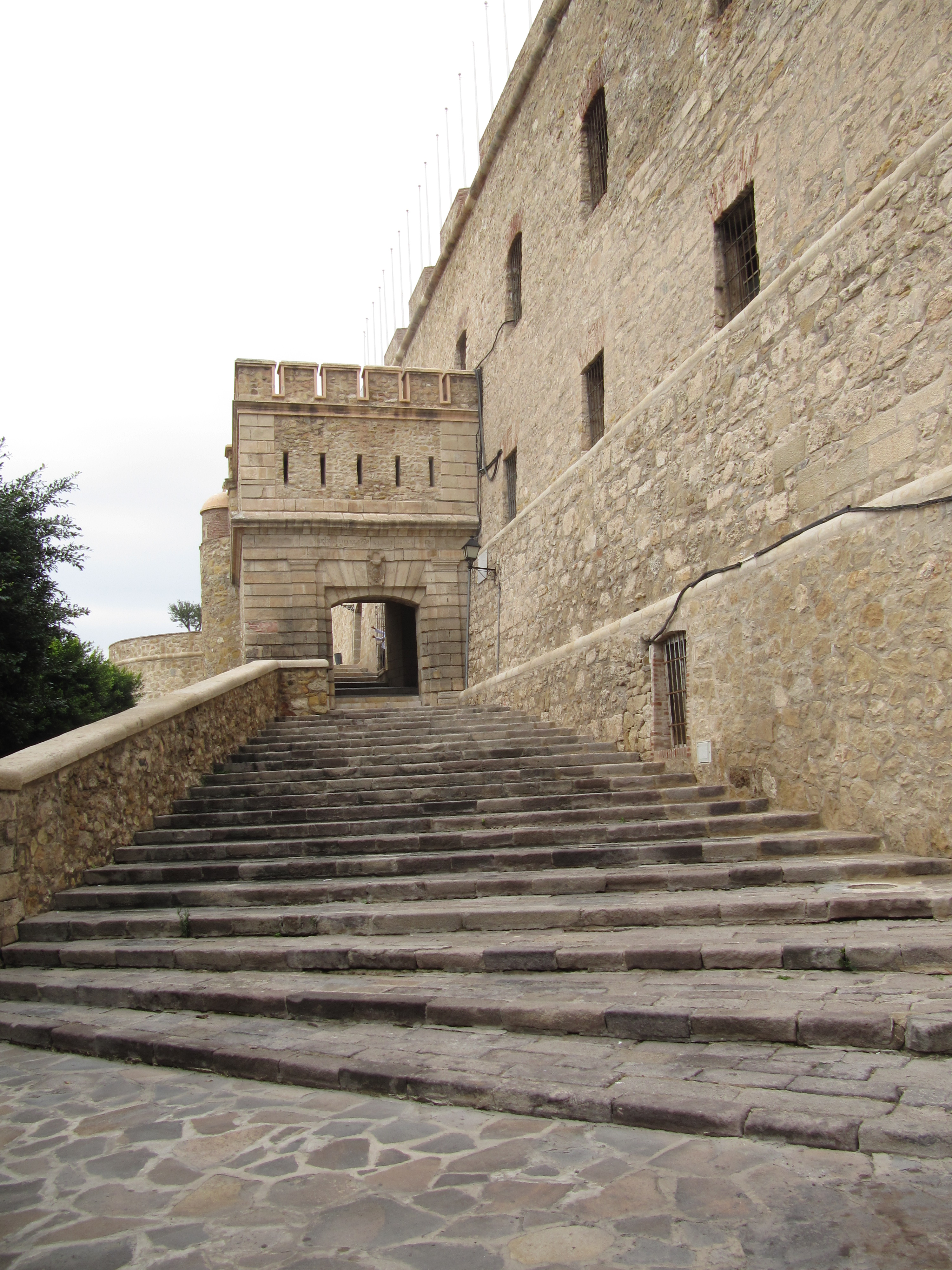
Puerta de la Marina
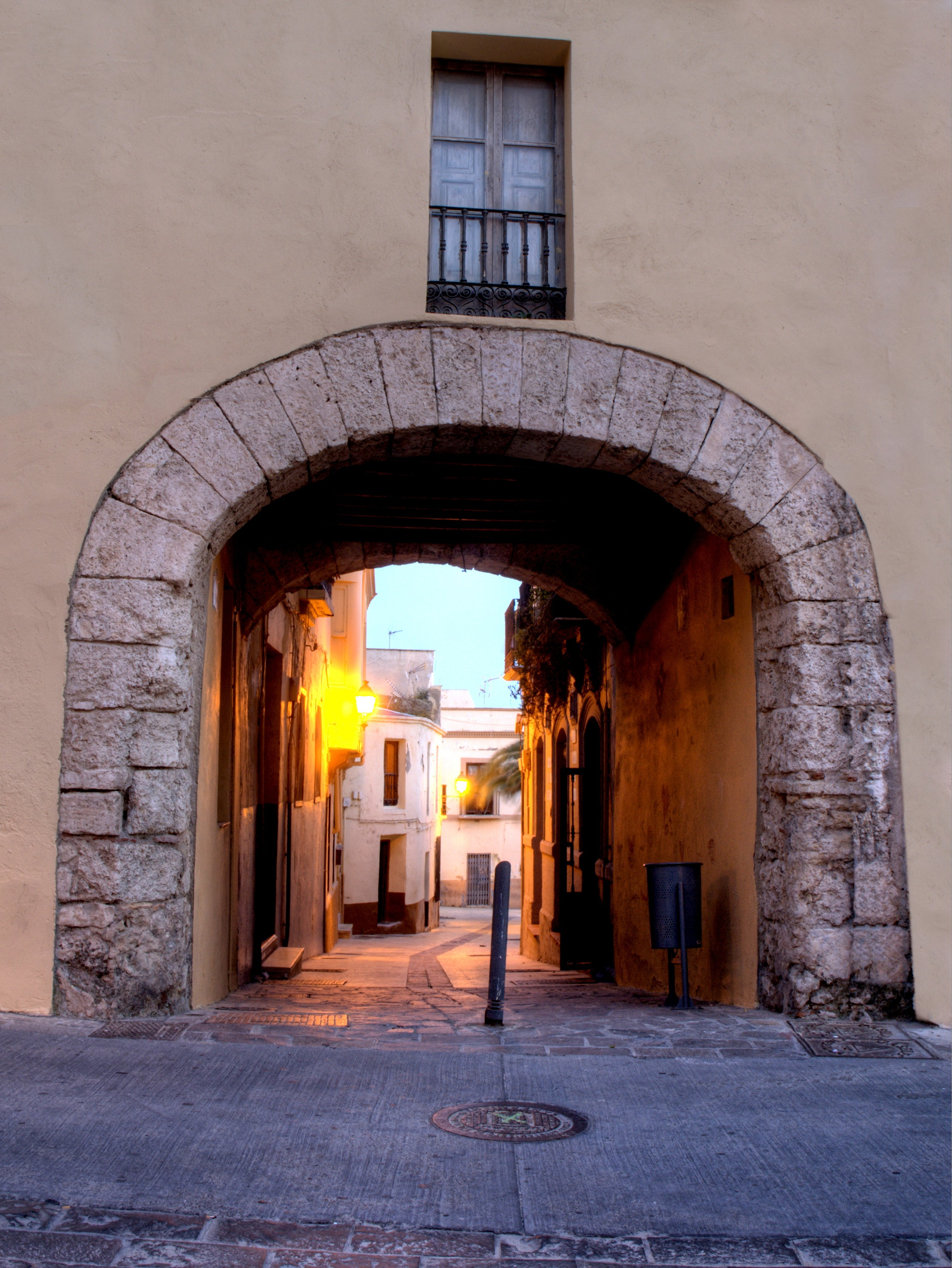
Hospital e botica de San Francisco
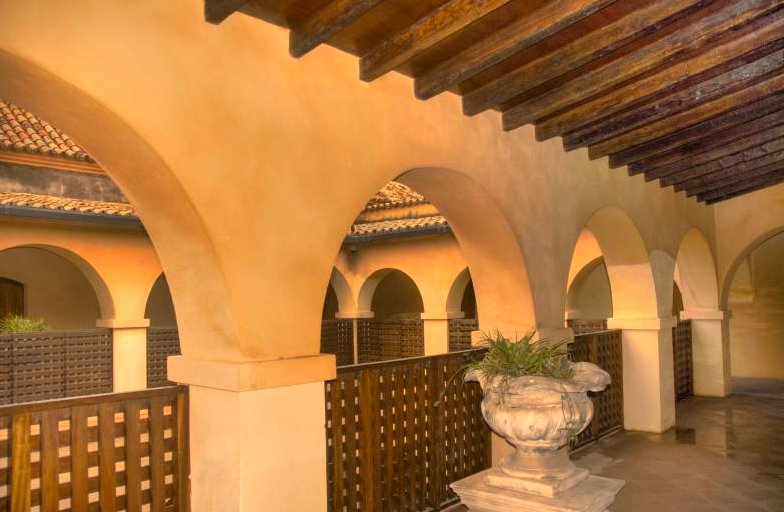
Hospital do Rei
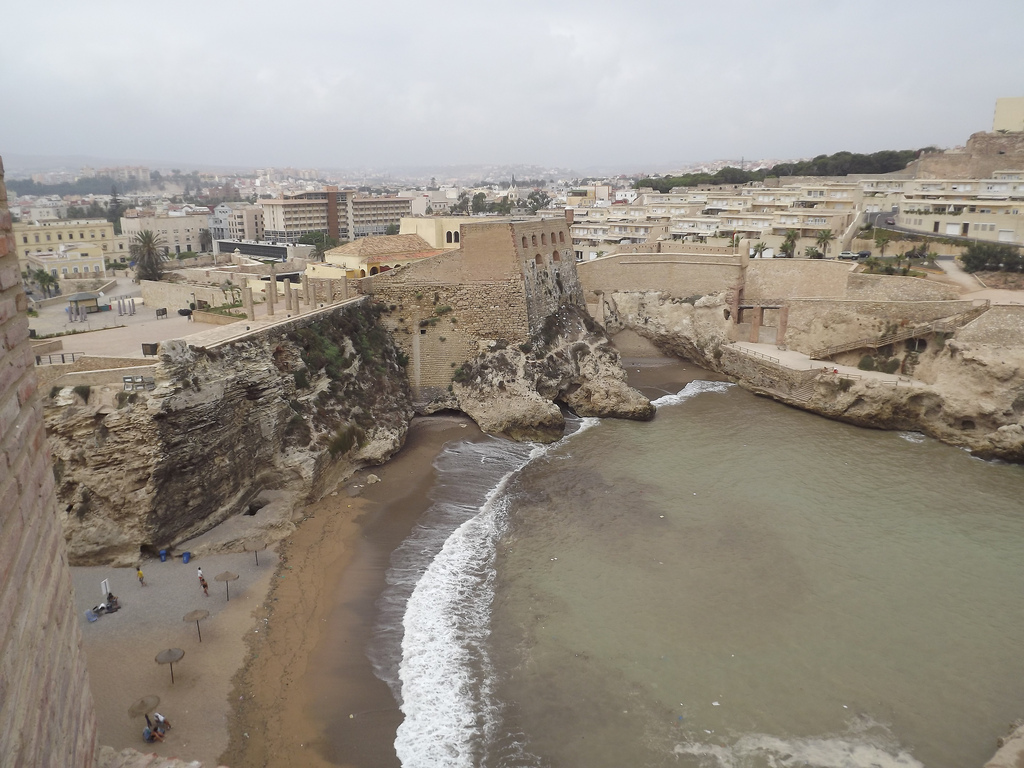
Ensenada de Los Galápagos
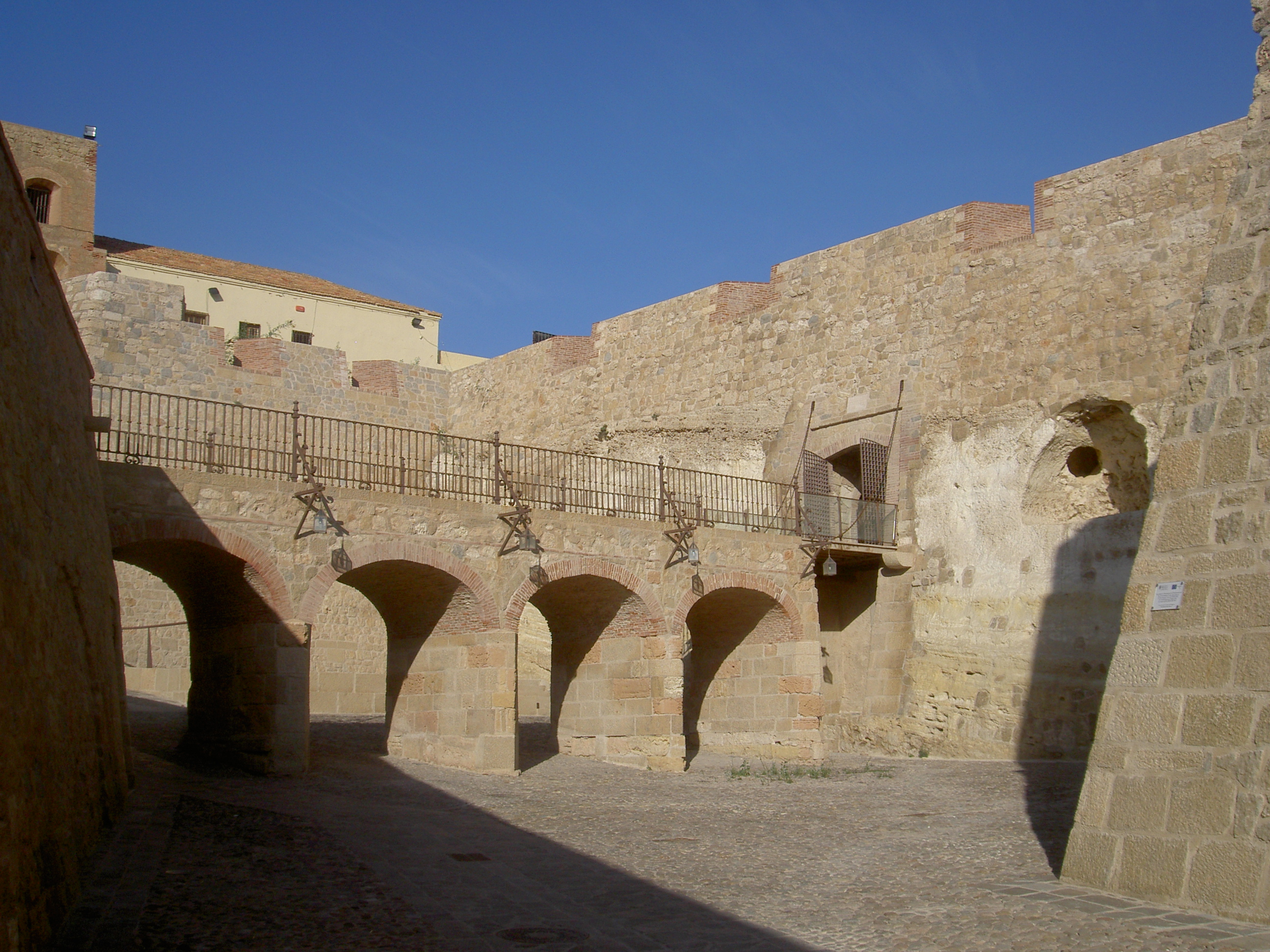
Foso do Hornabeque

### Fortes exteriores
São um conjunto de fortificações, fortes não conectados entre si e a uma grande distância uns dos outros, construídos na segunda metade do XIX em um estilo neomedieval bem mais gracioso do que ameaçador, transbordando de uma beleza que, em alguns casos, ao serem pintados com cores vivas, como o laranja, fazem esquecer sua função defensiva, parecendo mais elementos de jogos e diversão do que estruturas defensivas. Estão construídos com pedra da região para as paredes e tijolos maciços para os arcos e as abóbadas, com técnicas de fortificação obsoletas, incapazes de enfrentar a artilharia moderna, pois as kabilas rifanas, o inimigo de que deviam defender Melilla, não possuíam artilharia.

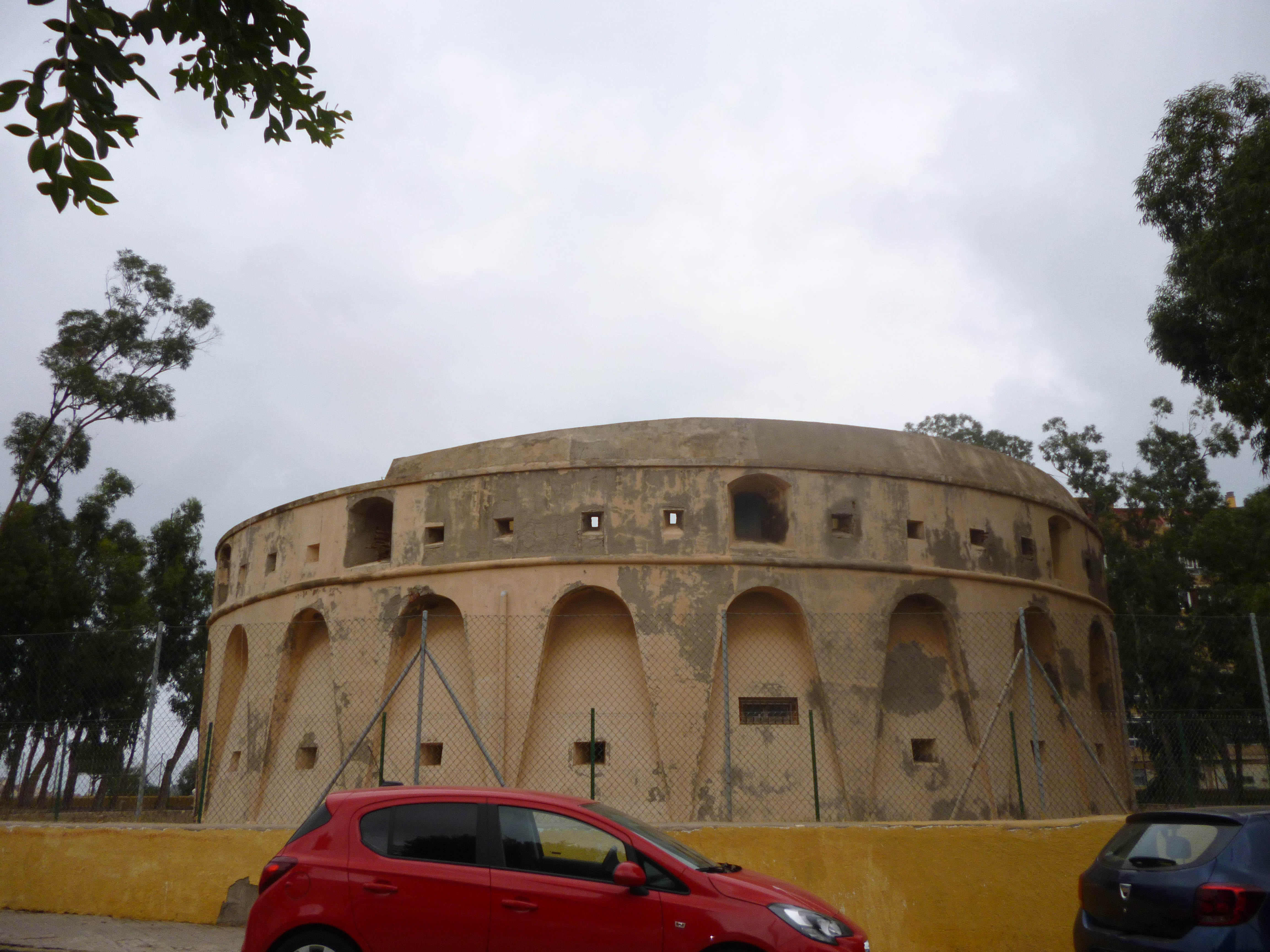
Forte de Camellos
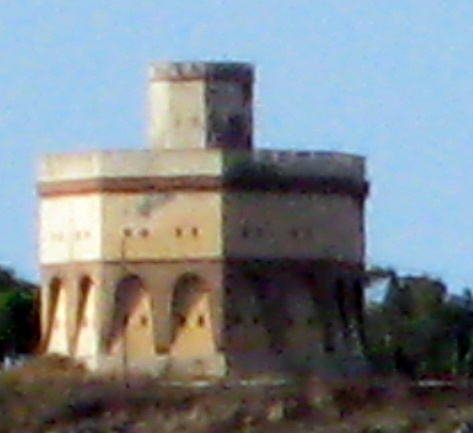
Fortim de Reina Regente
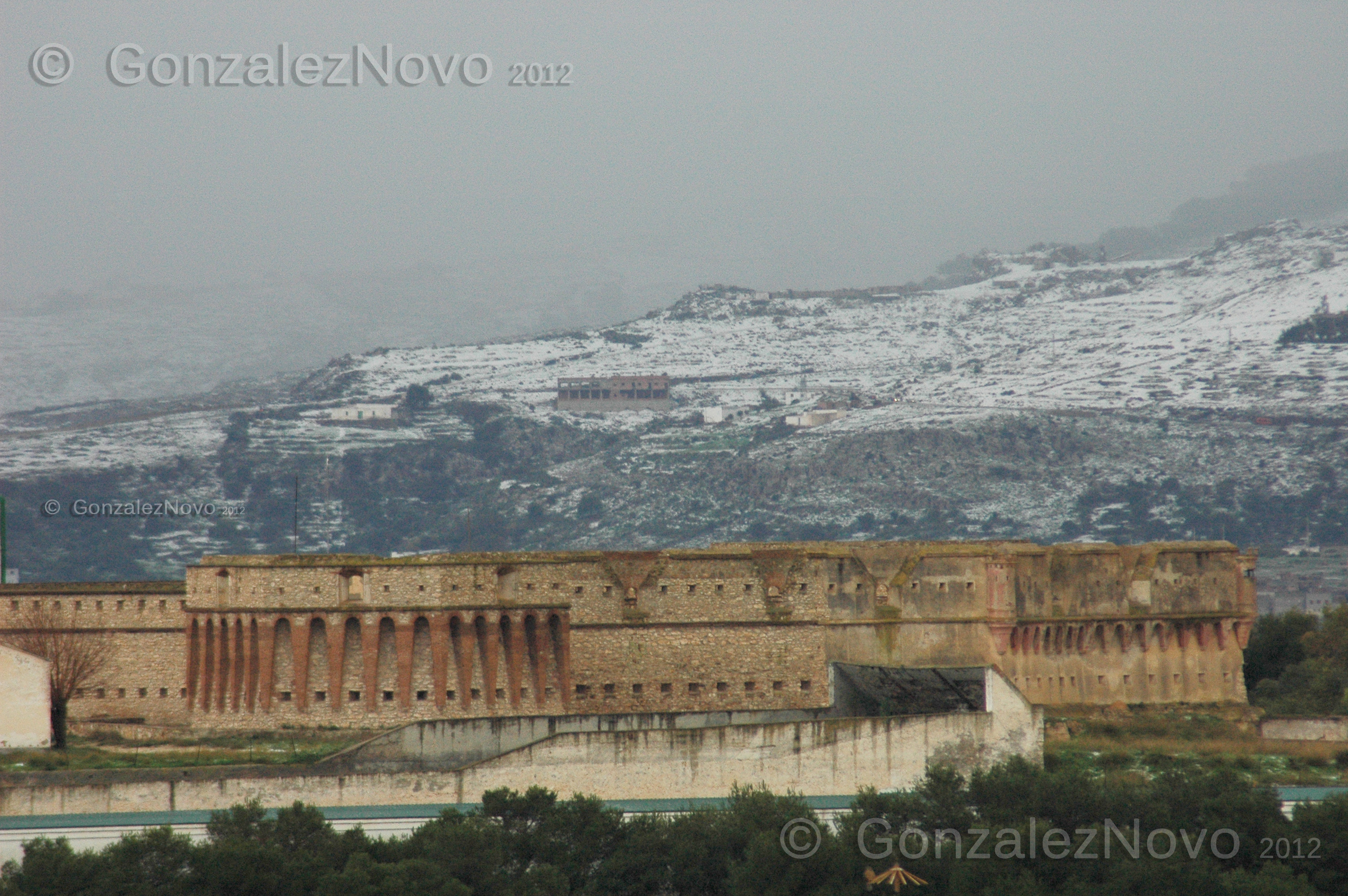
Forte de Cabrerizas Altas
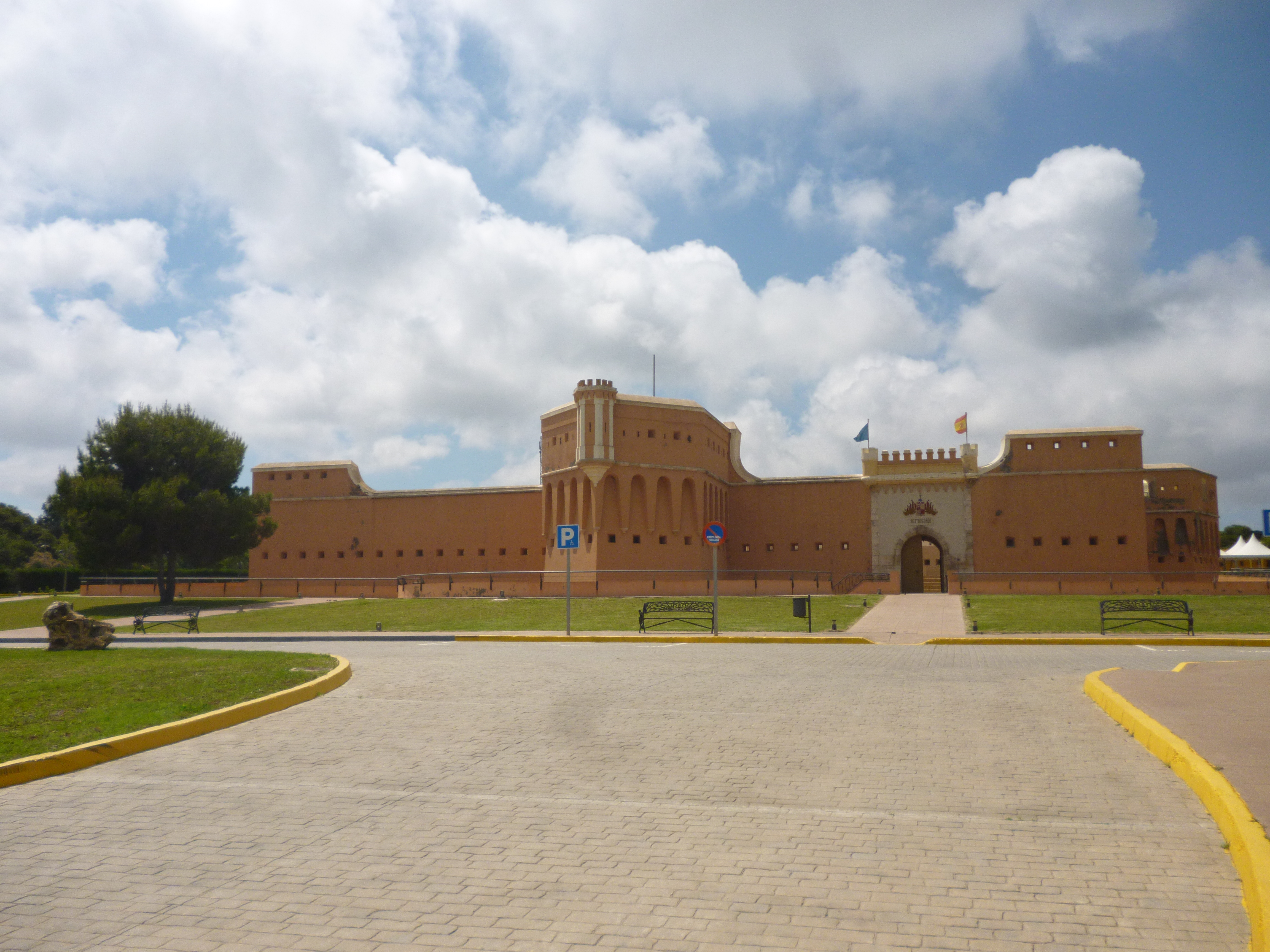
Forte de Rostrogordo

### Expansão
Desde o final do XIX inicia-se um período de esplendor que gera uma cidade moderna. Melilla é, depois de Barcelona, a cidade com maior representação de arquitetura modernista da Espanha e a maior representação do modernismo no continente africano. Centenas de edifícios (mais de 500 estão catalogados) estão espalhados pela expansão central e pelos seus bairros. Esta área moderna também está protegida como Bem de Interesse Cultural e conta com vários edifícios de um arquiteto da Escola de Barcelona radicado em Melilla, Enrique Nieto y Nieto, que produziu uma vasta obra modernista, como seguidor do arquiteto Lluis Domènech i Montaner. Destacam-se seus edifícios modernistas florais. Outros autores modernistas em Melilla foram principalmente Emilio Alzugaray Goicoechea e Tomás Moreno Lázaro.

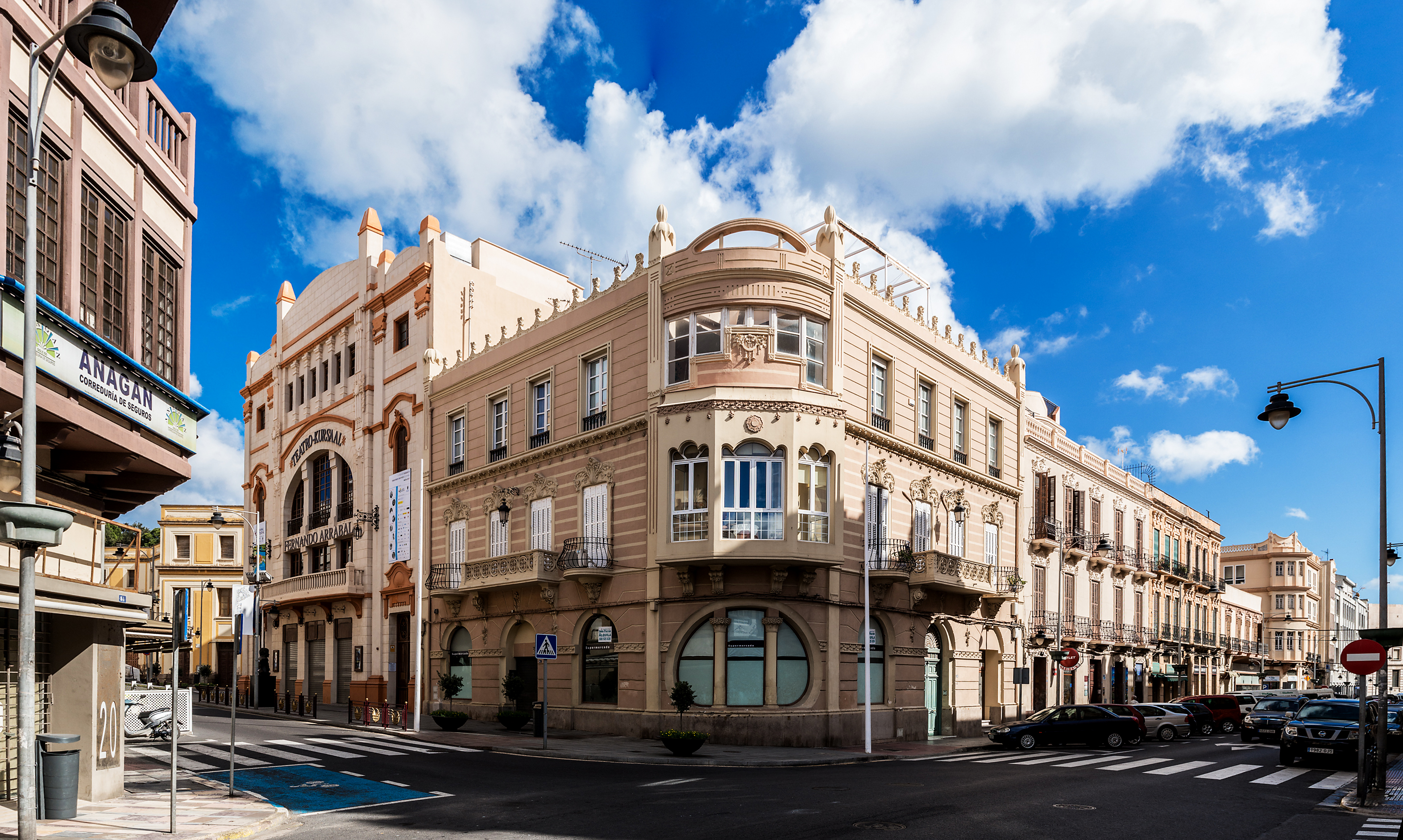
Antiga redação de El Telegrama del Rif
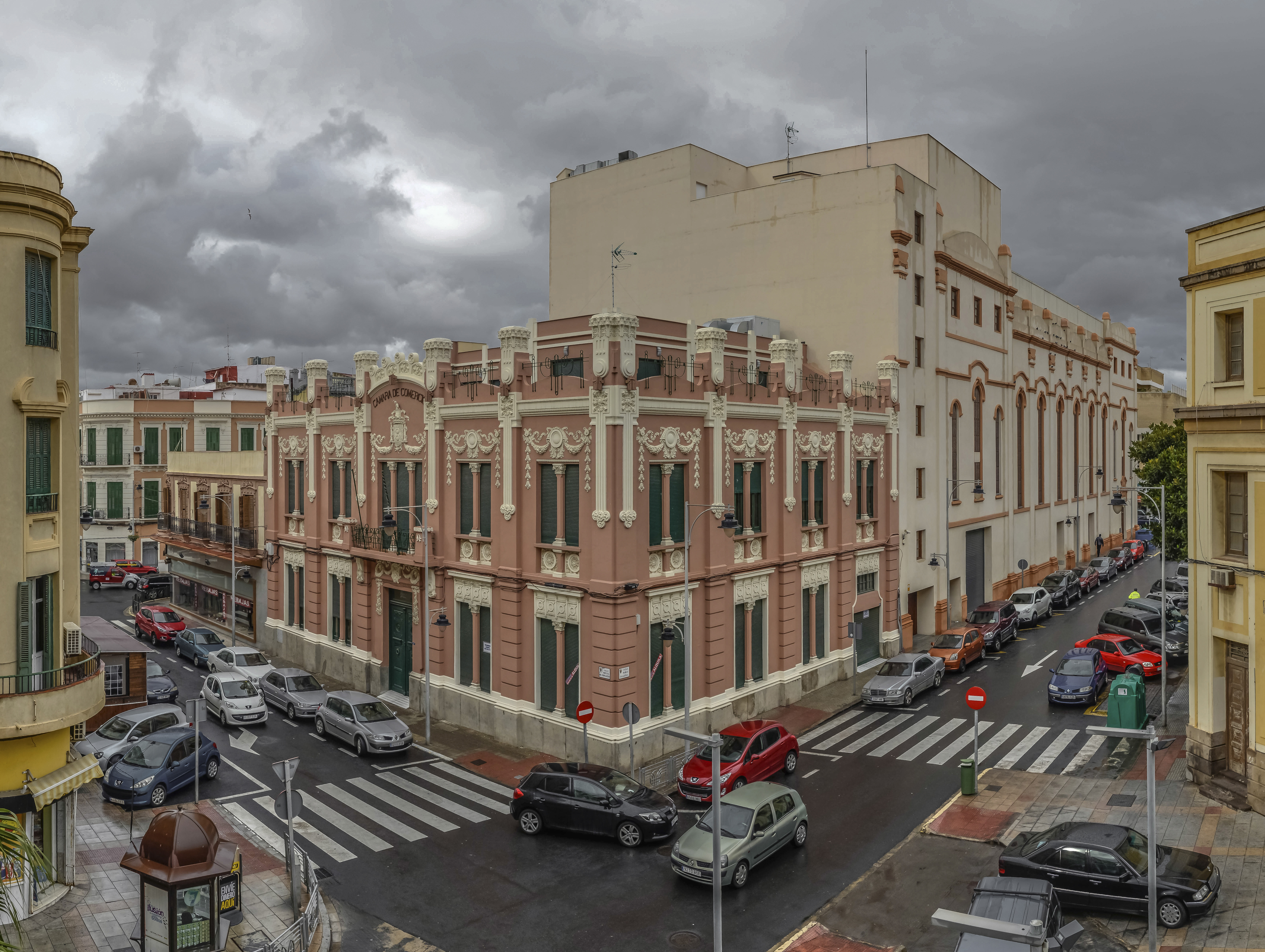
Câmara Oficial de Comércio, Indústria e Navegação
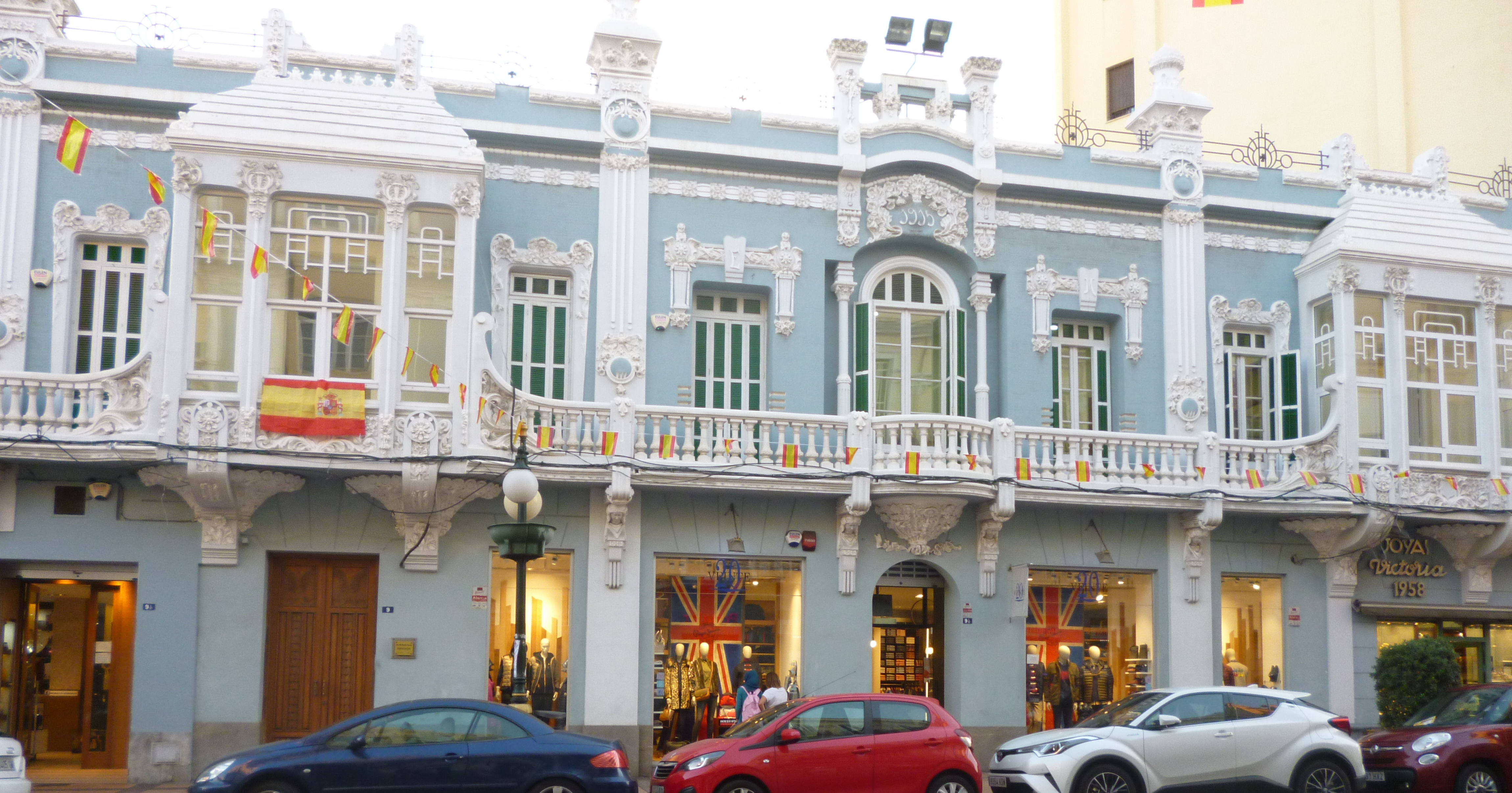
Antigo Economato Militar
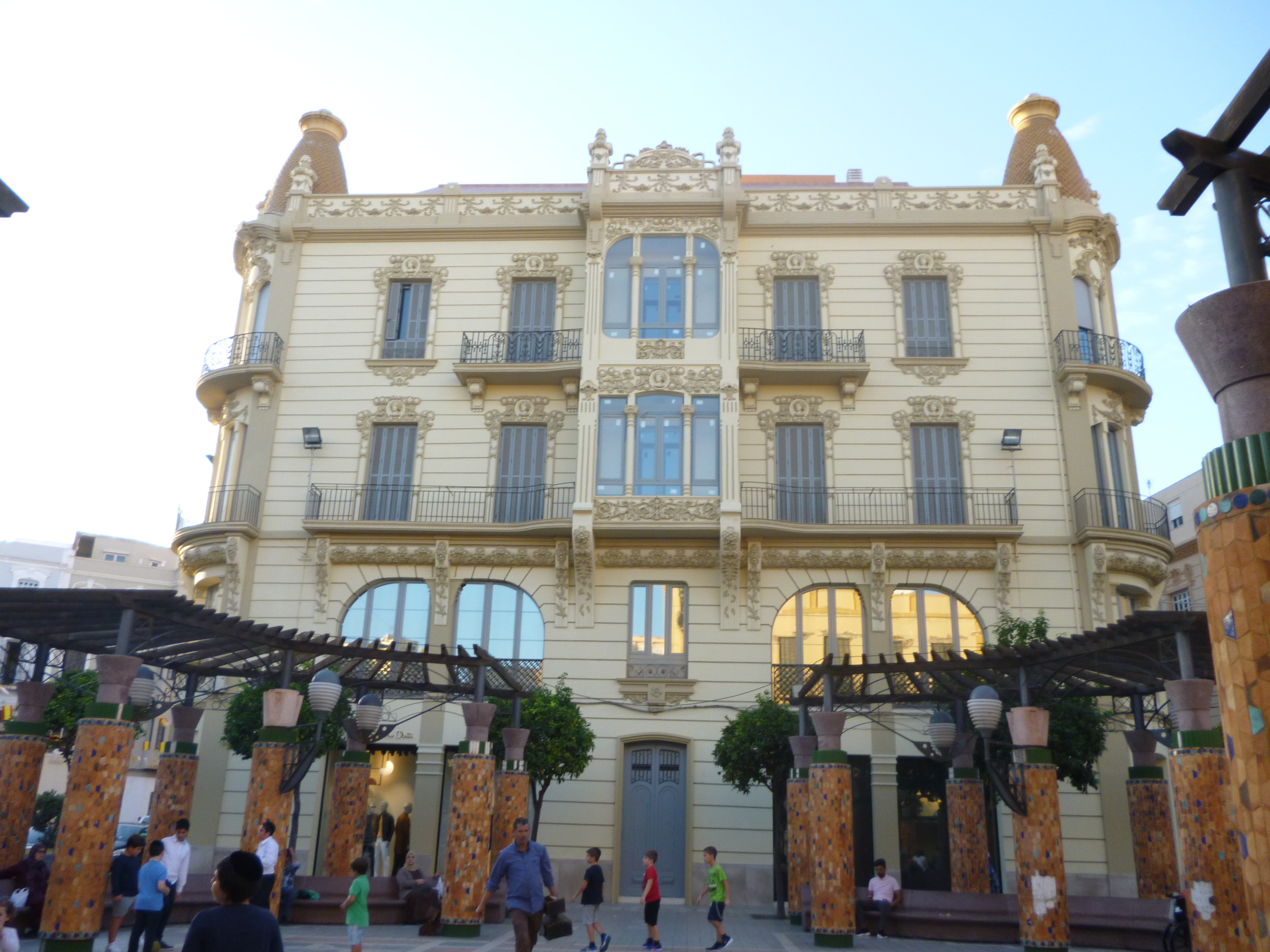
Antigos Grandes Armazéns La Reconquista
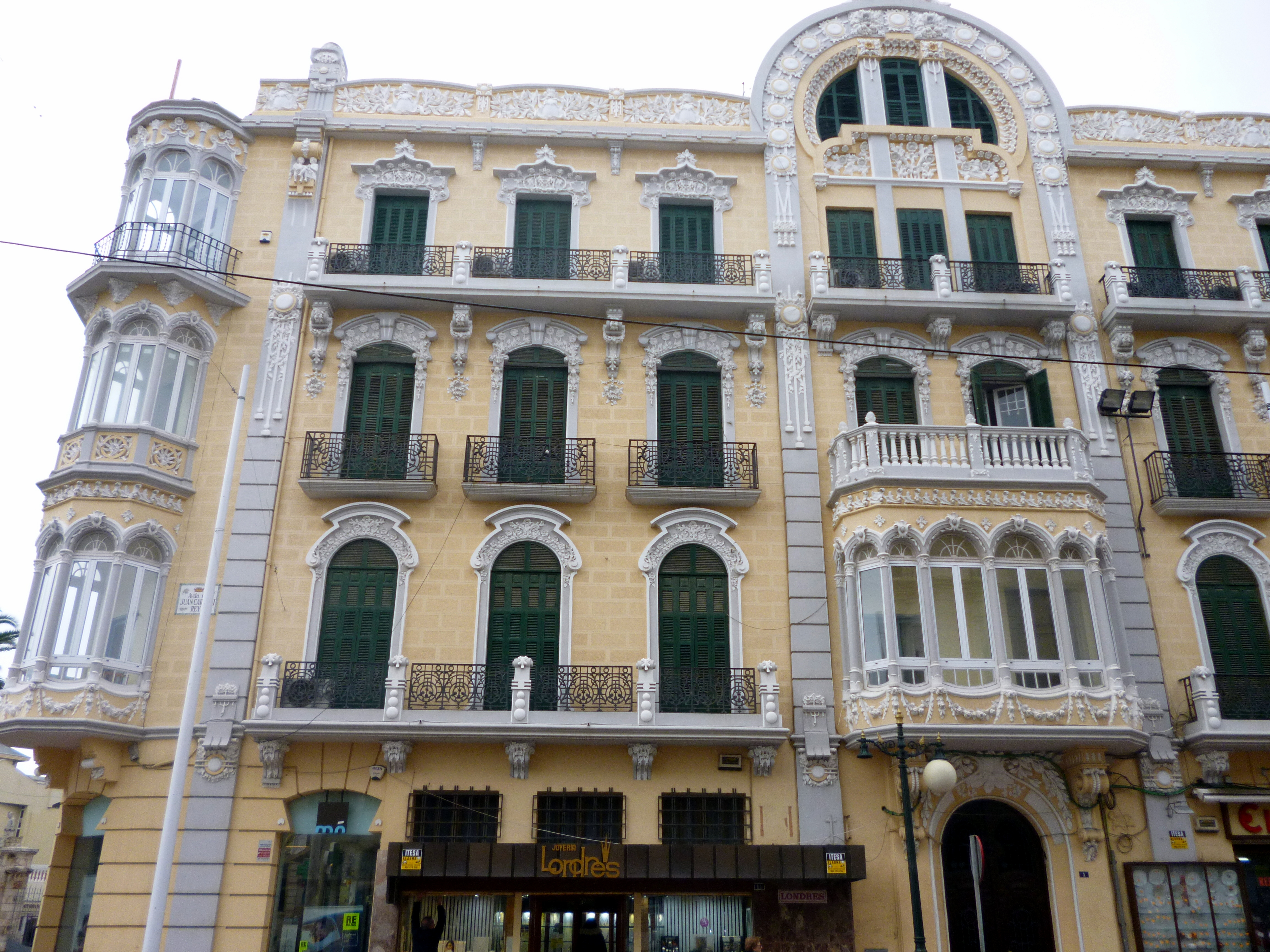
Casa David J. Melul
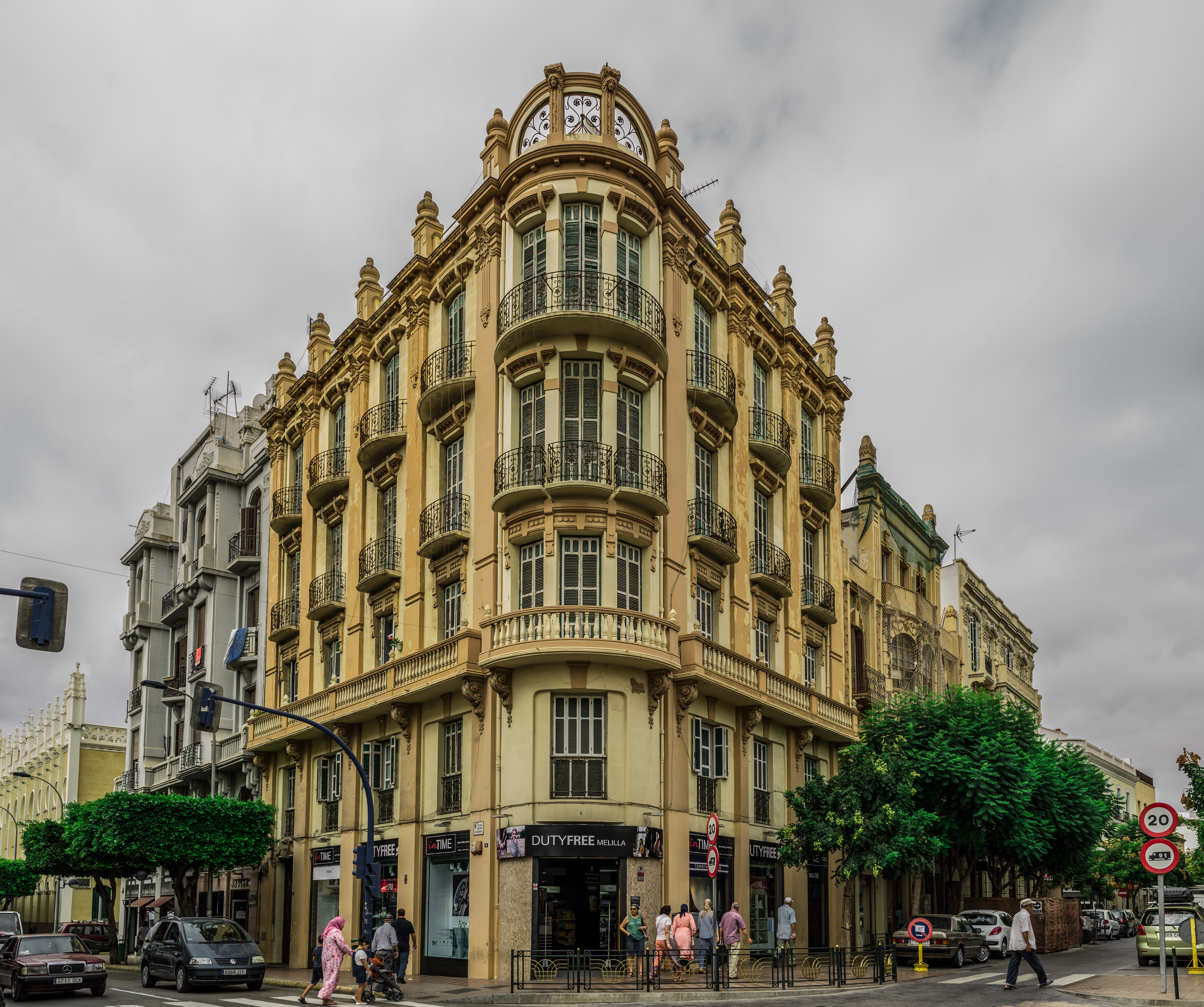
Casa de José García Álvaro
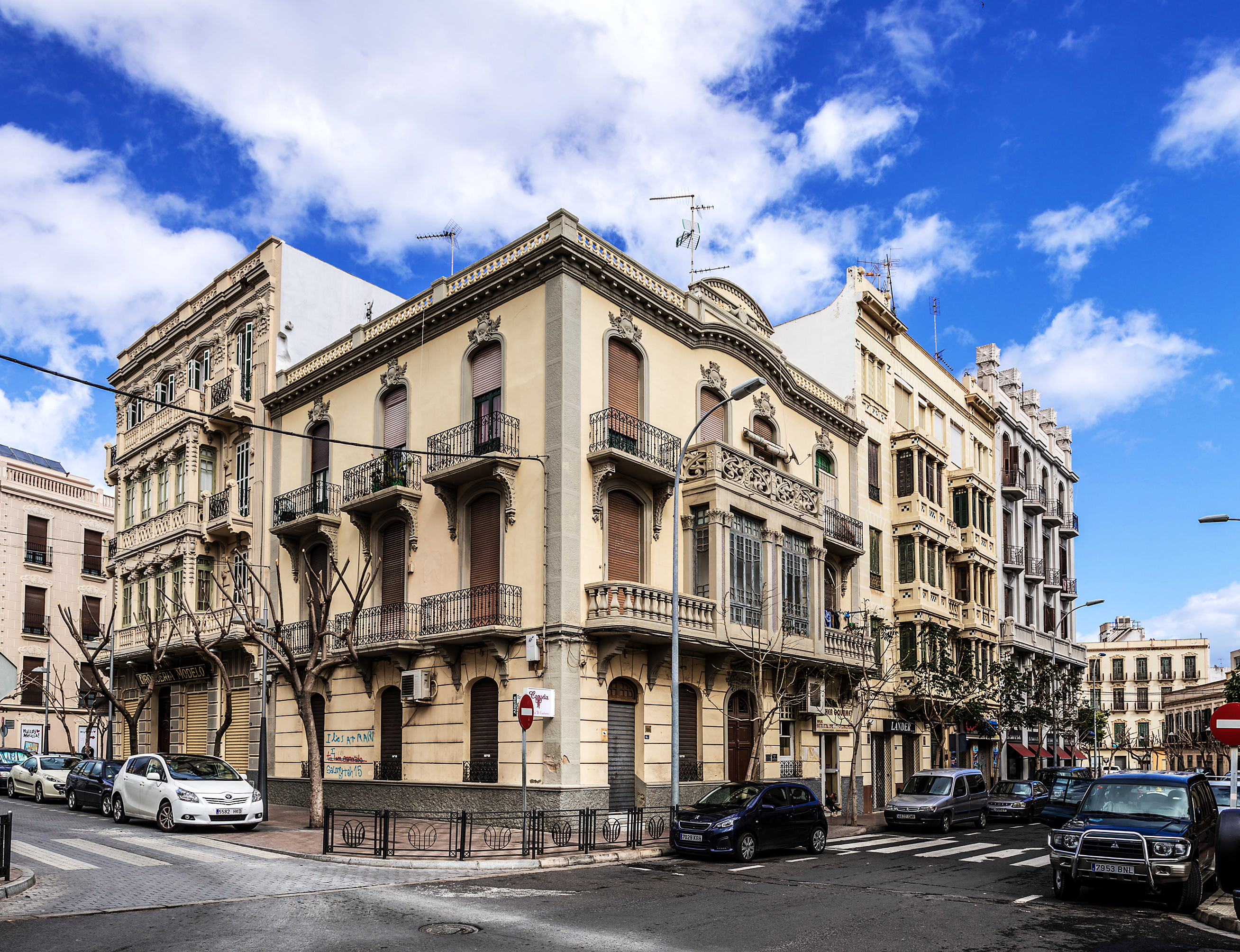
Casa de Miguel Gómez Morales
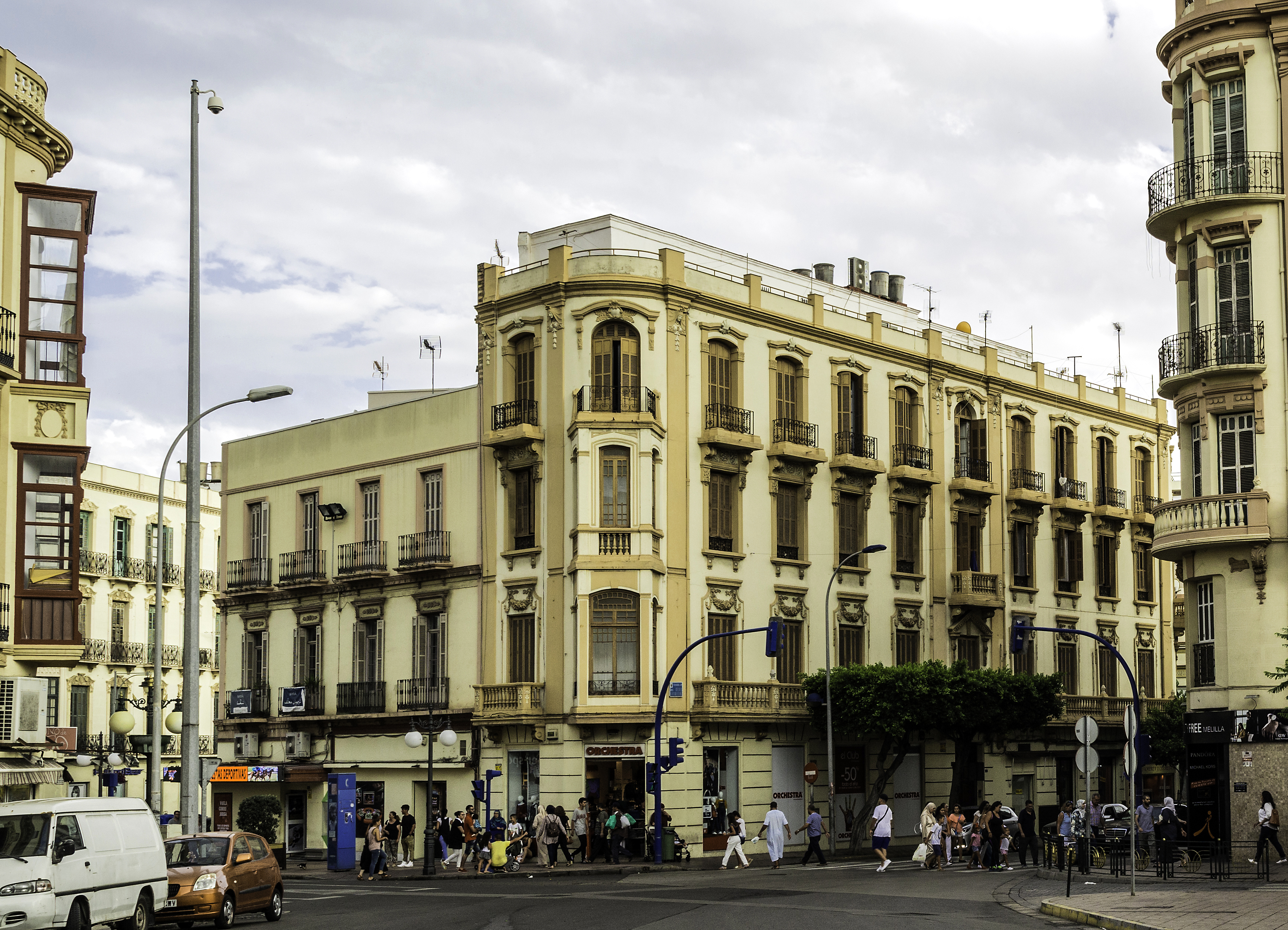
Casa de Juan Montes Hoyo

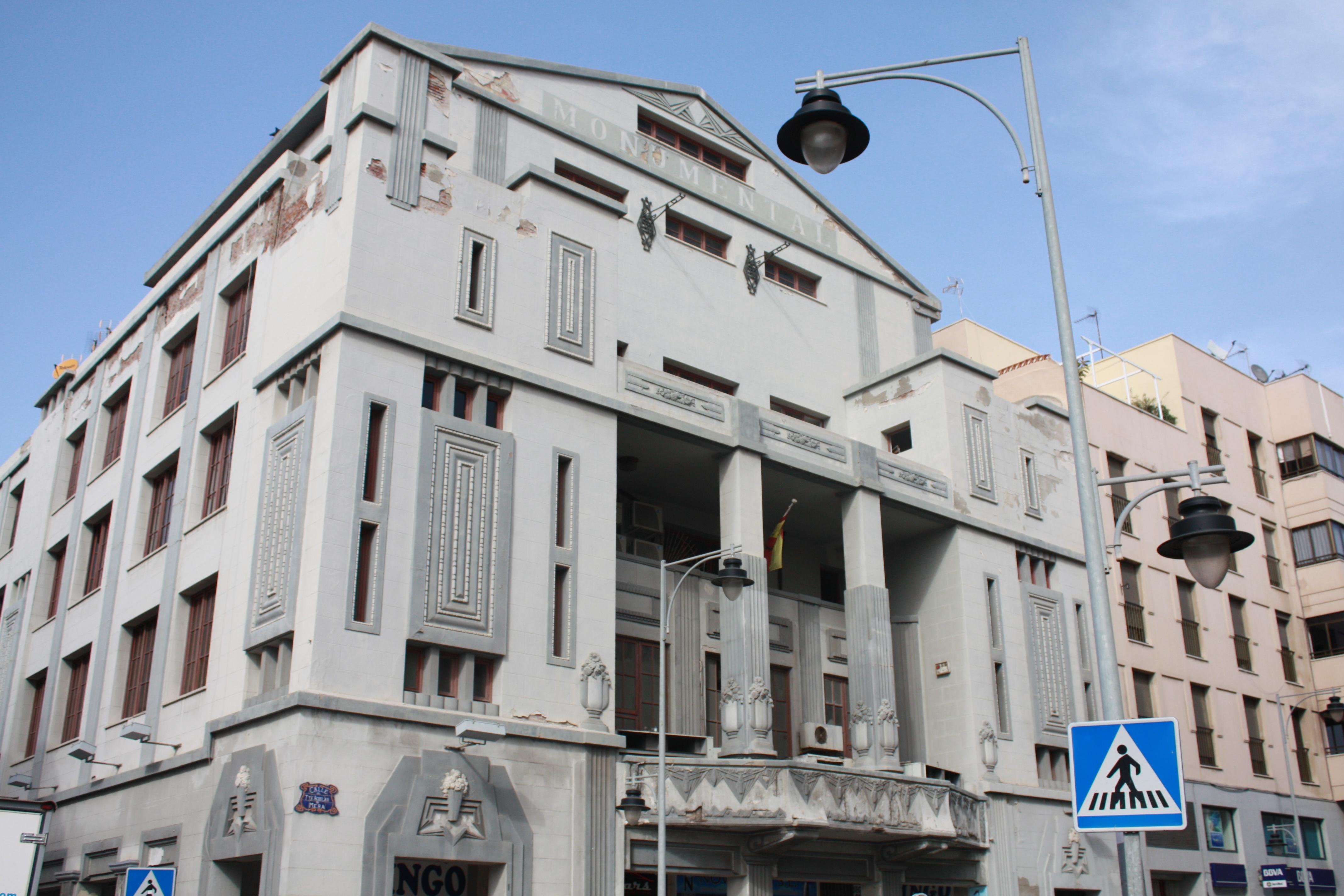
Cinema Monumental Sport
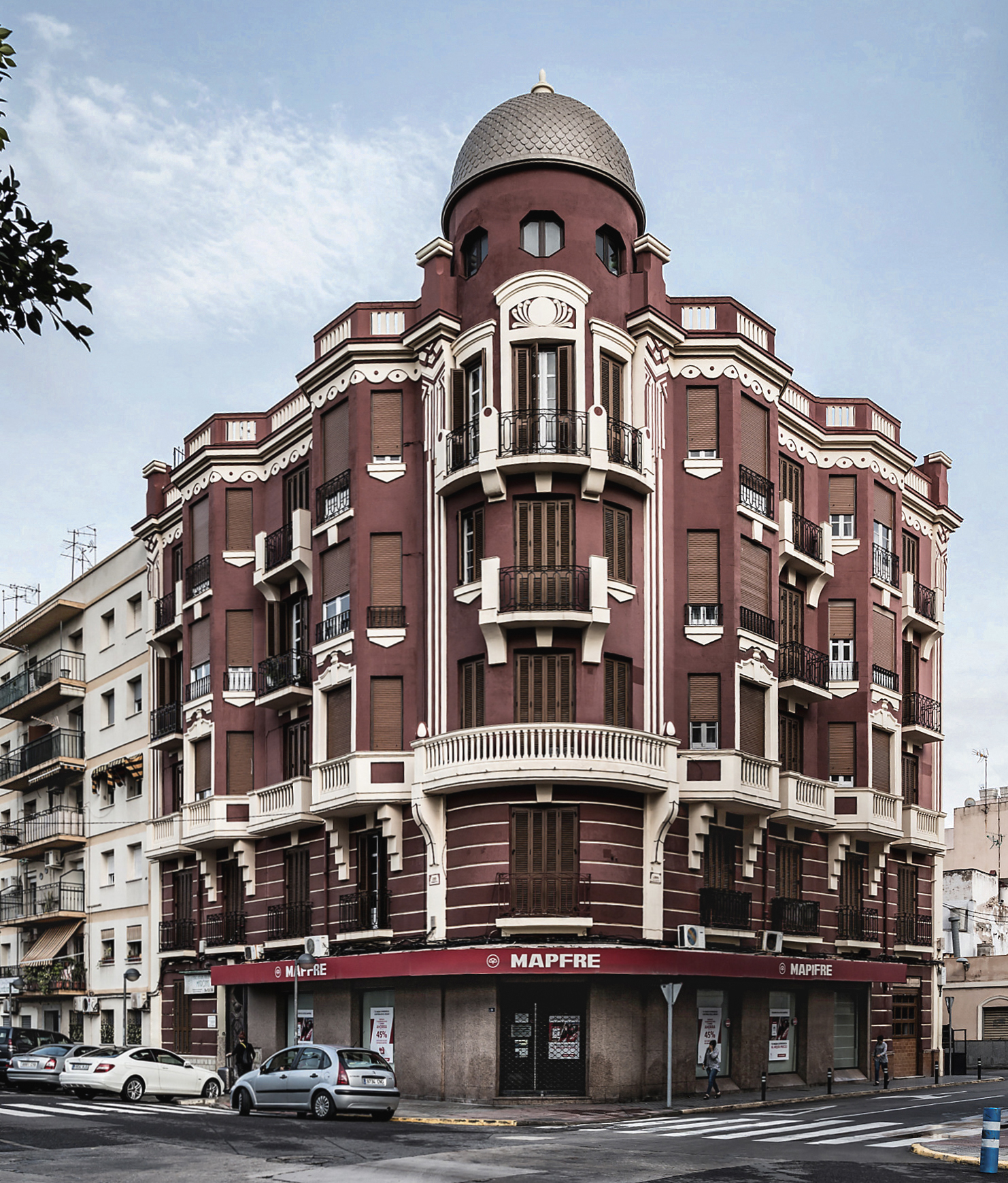
Edifício Rojo
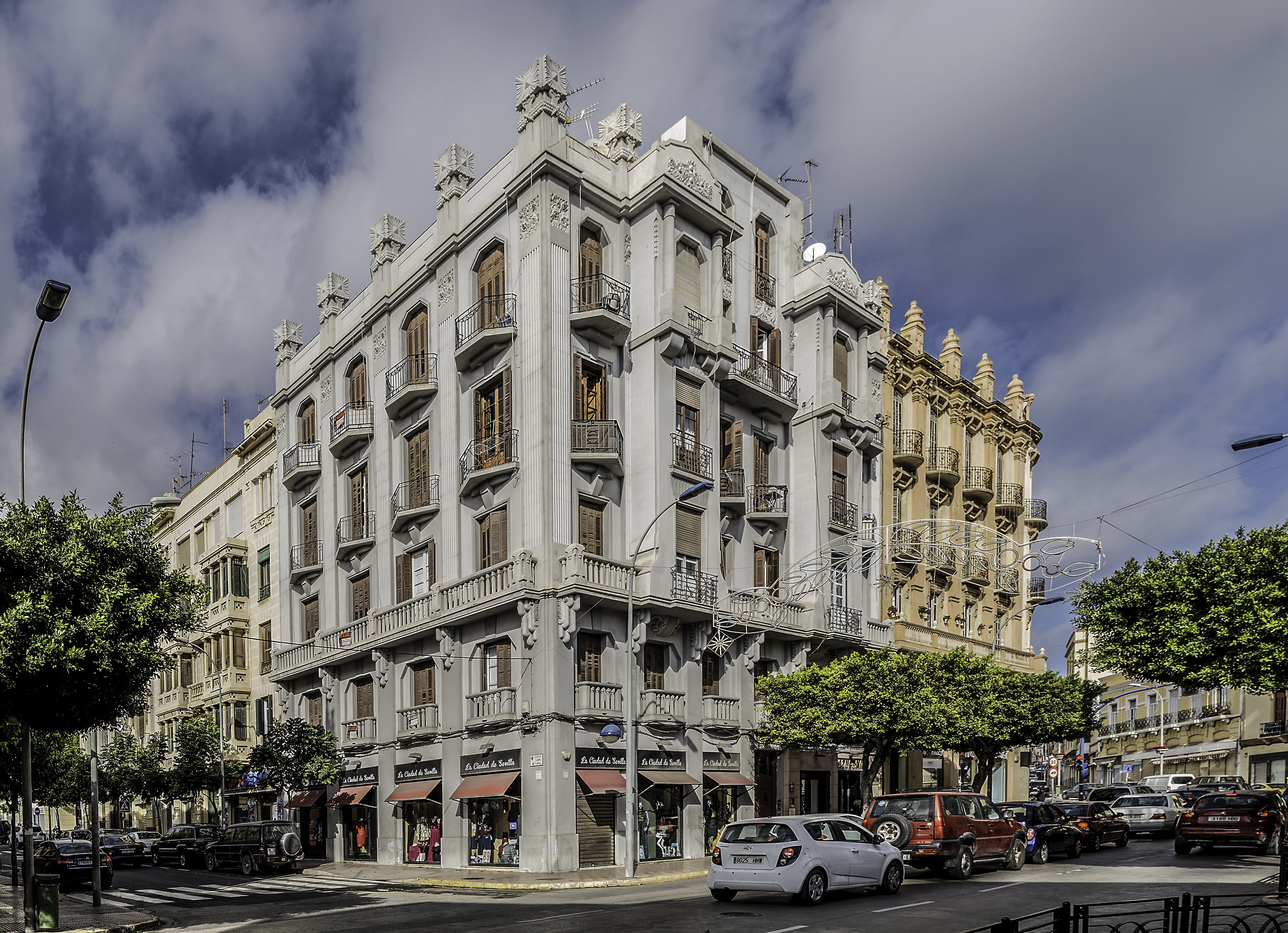
Casa de Enrique Nieto
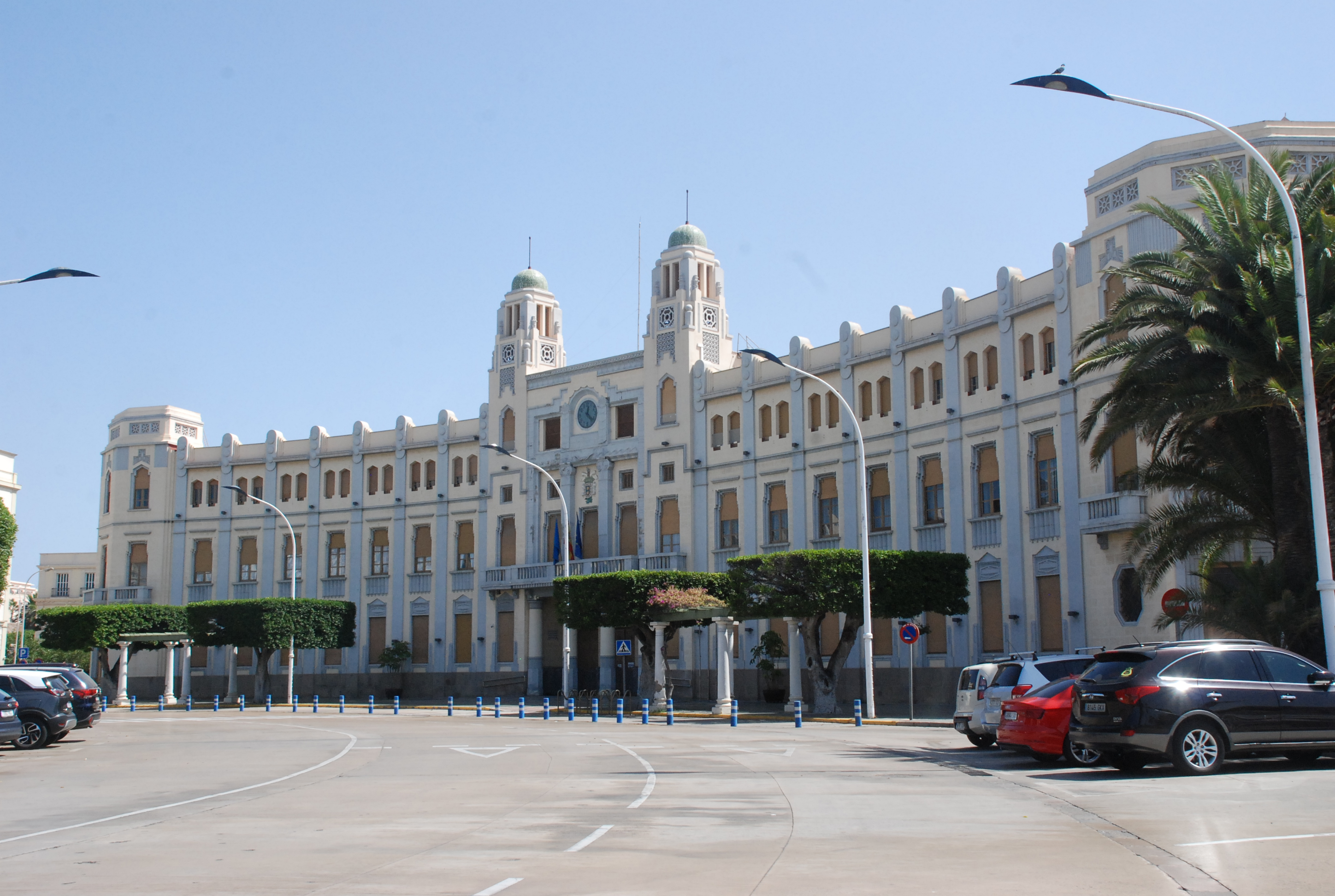
Palácio da Assembleia

Nos anos trinta, o art déco se estabelece na arquitetura de Melilla e arquitetos como Francisco Hernanz Martínez ou Lorenzo Ros Costa realizam edifícios espetaculares nos bairros da cidade.

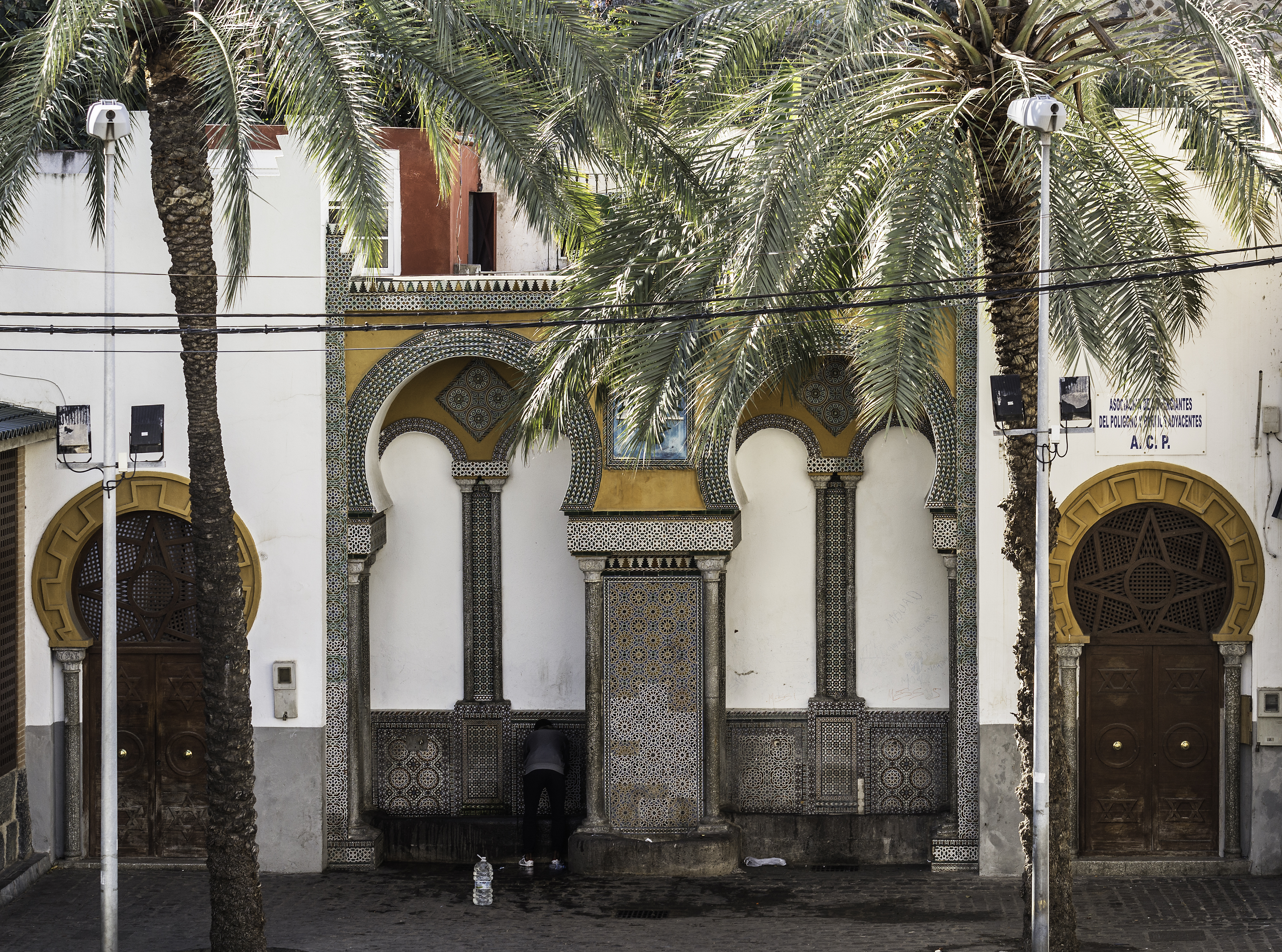
Fonte do Bombillo
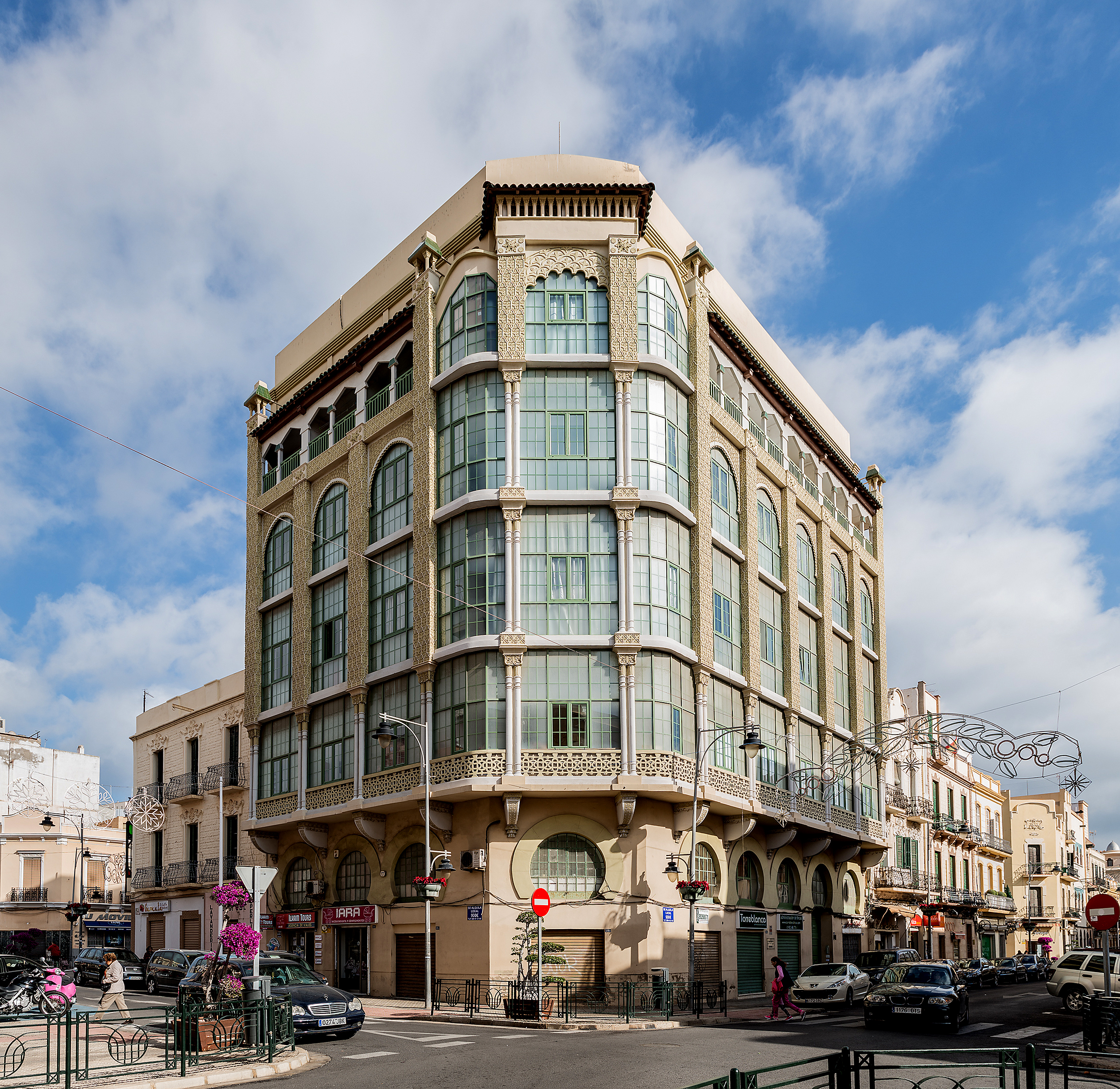
Casa dos Cristais
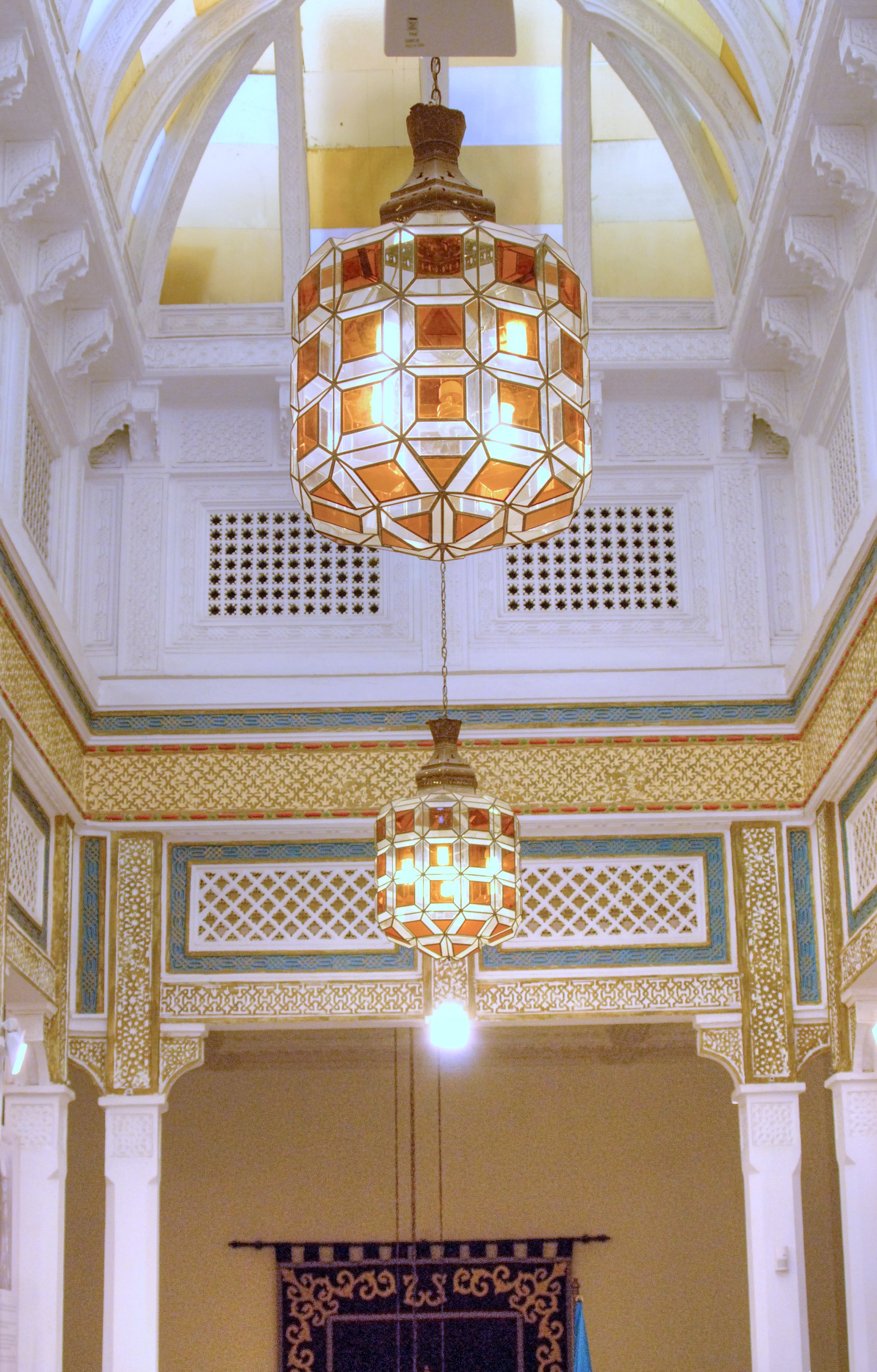
Casino Militar de Melilla
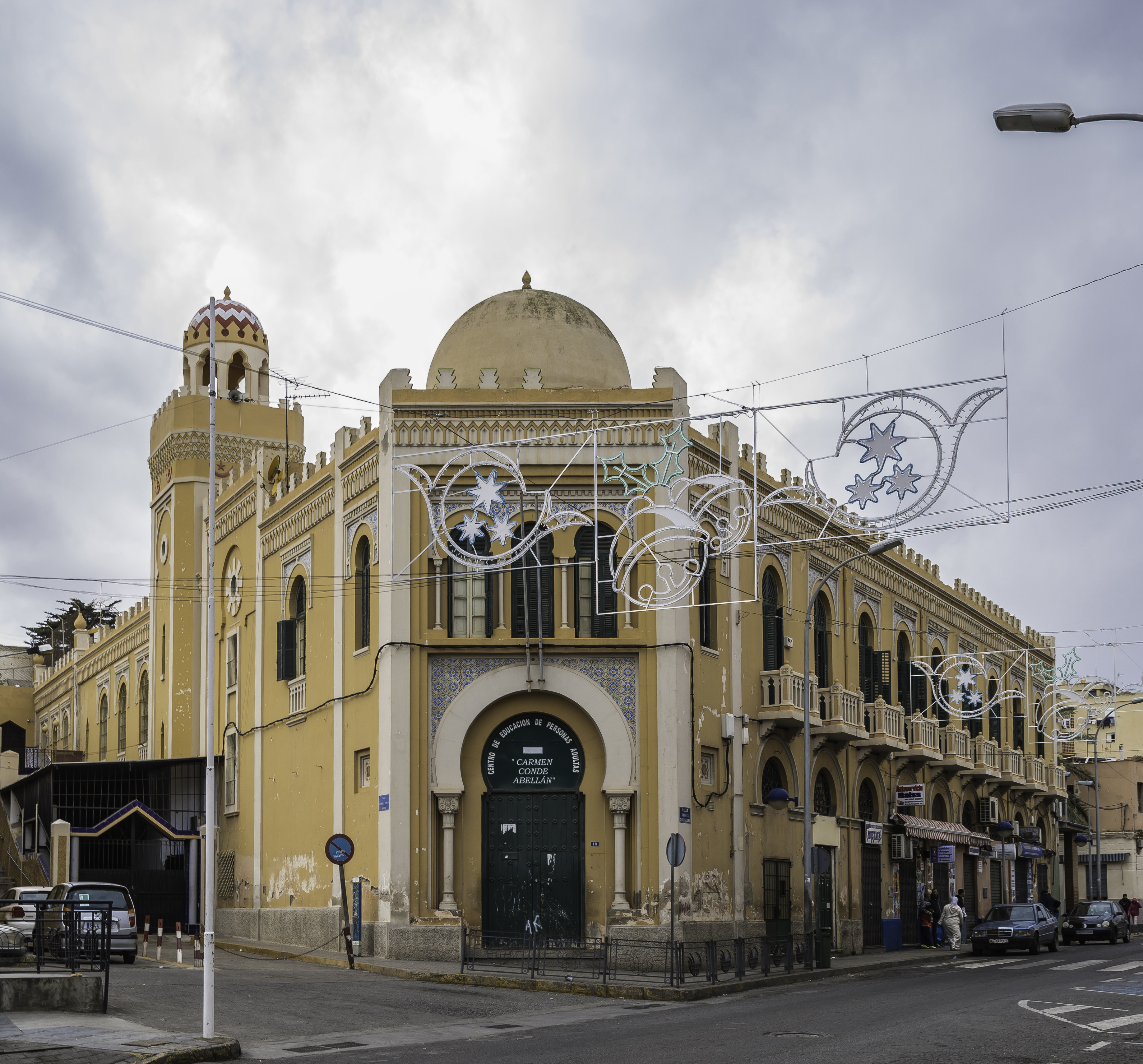
Mesquita Central

Também há edifícios historicistas e ecléticos.

### Cemitério municipal da Puríssima Concepción
É o principal cemitério da cidade espanhola de Melilla. Está localizado na praça do Cemitério, no final da cañada del Agua. Começou a ser construído em 1890, sob o projeto do comandante de engenheiros Eligio Suza e contrato de Manuel Fernández. Foi inaugurado em 1º de janeiro de 1892 e foi abençoado pelo vigário Juan Verdejo. O primeiro cadáver a ser enterrado foi o de Francisco López López, uma criança de quatro meses de idade.

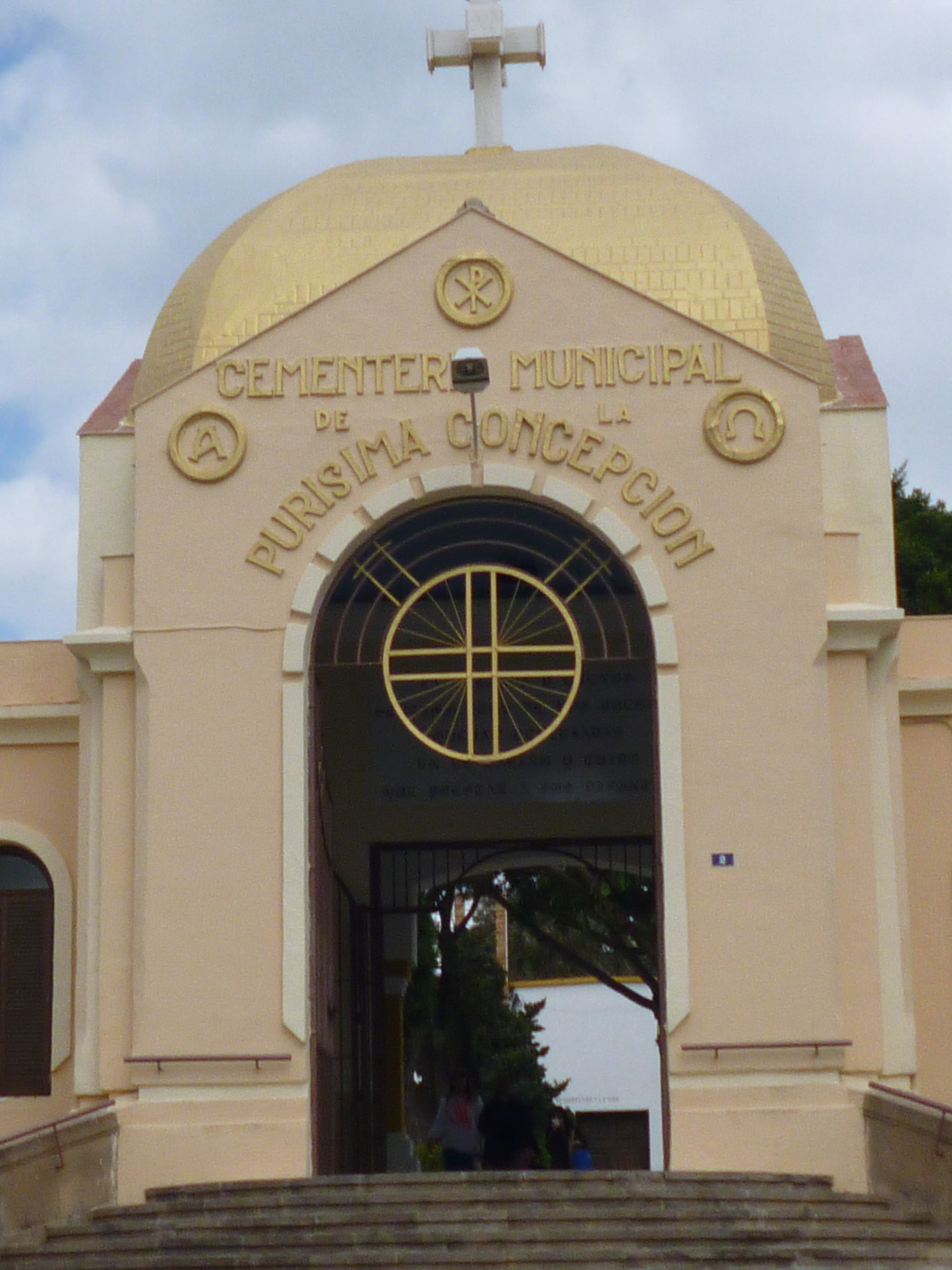
Entrada do cemitério municipal de La Puríssima Concepción
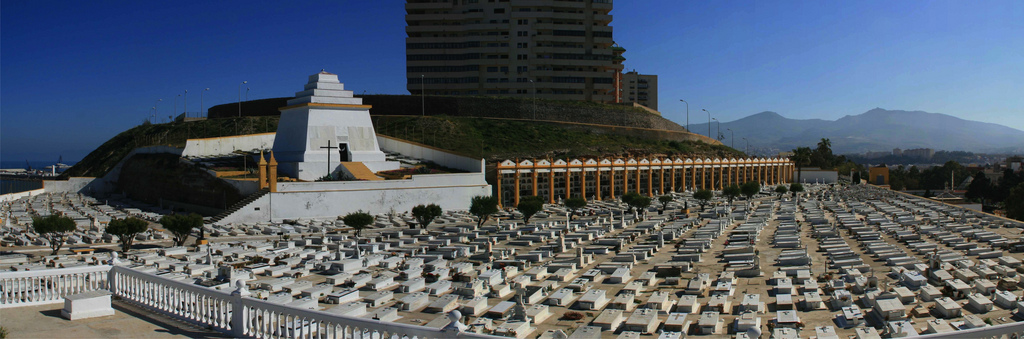
Cemitério de Melilla
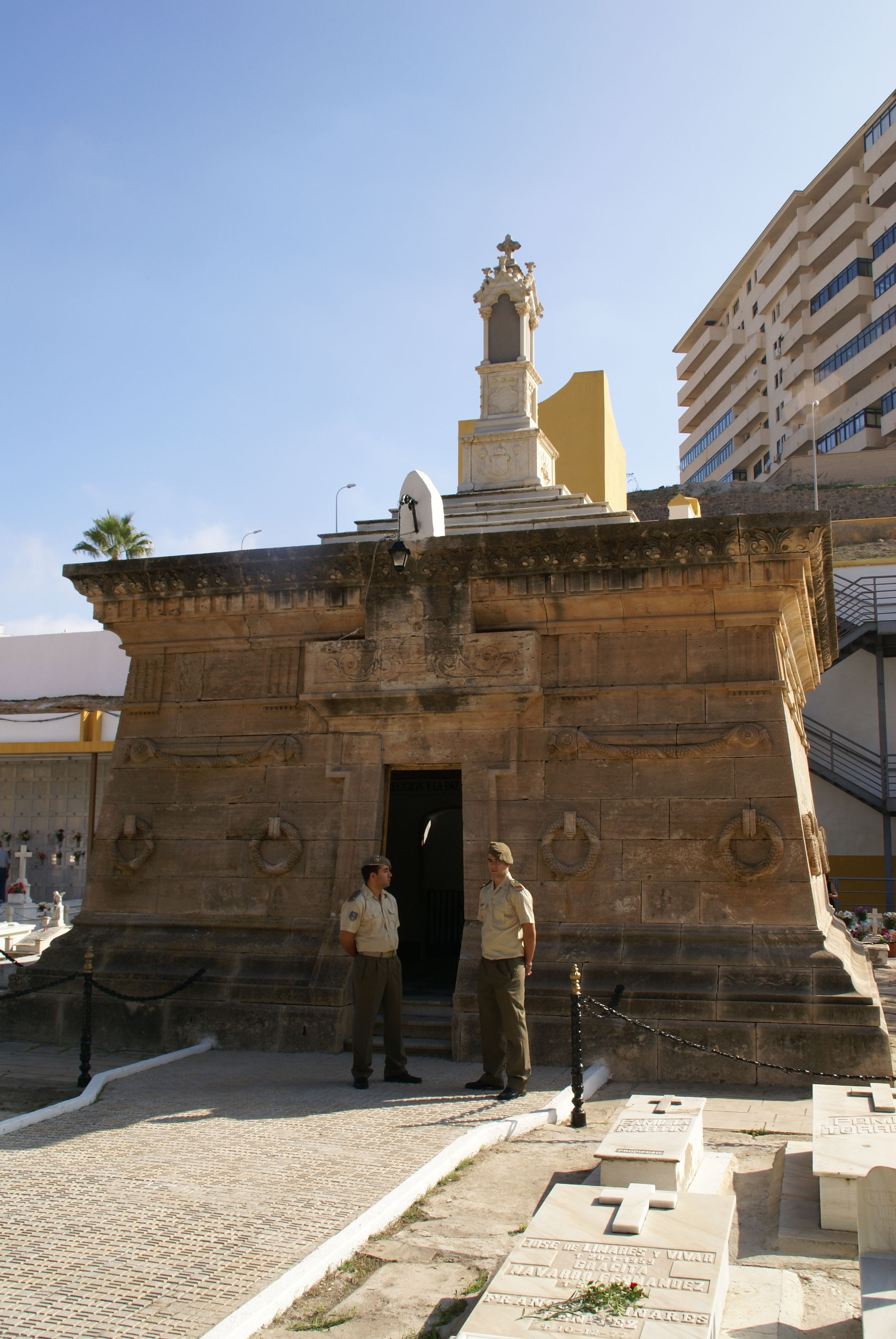
Panteão Margallo
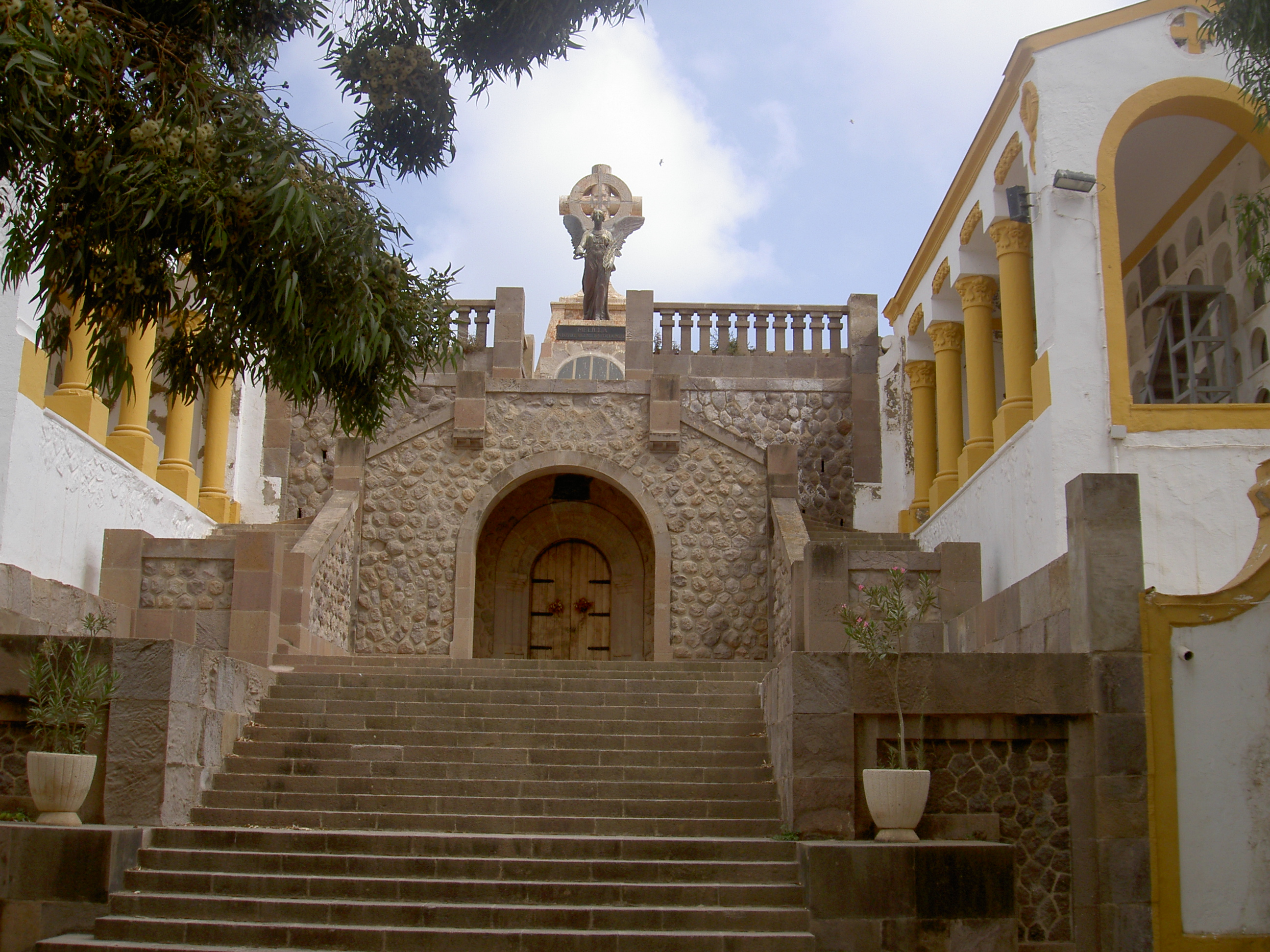
Panteão dos Heróis
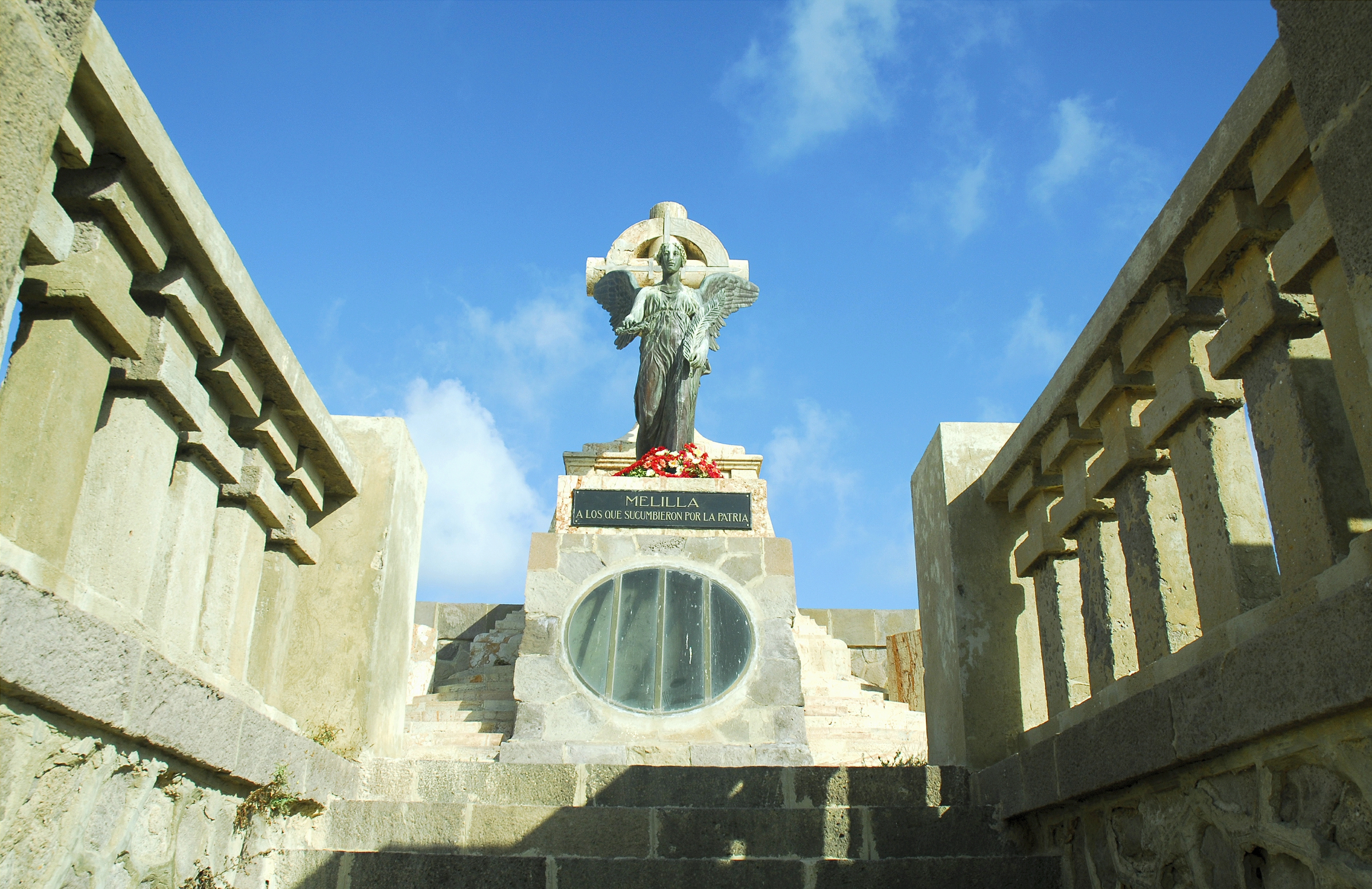
Panteão dos Heróis
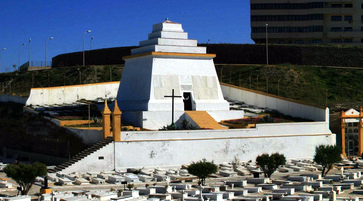
Panteão Regulares número 5

### Outros lugares de interesse

#### Praças
Existem a praça de Espanha, a praça Menéndez Pelayo e a praça Comandante Benítez.

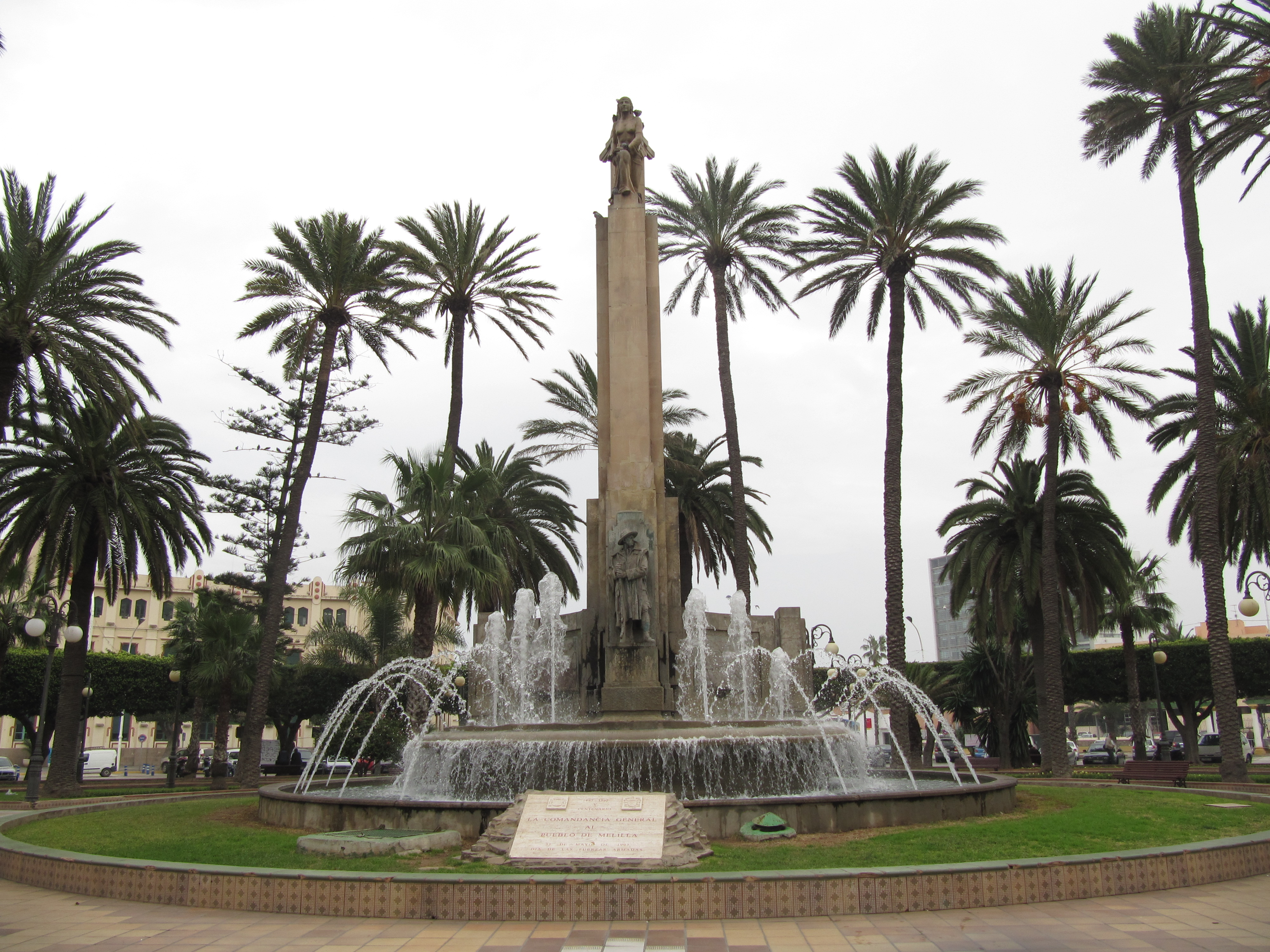
Praça de Espanha
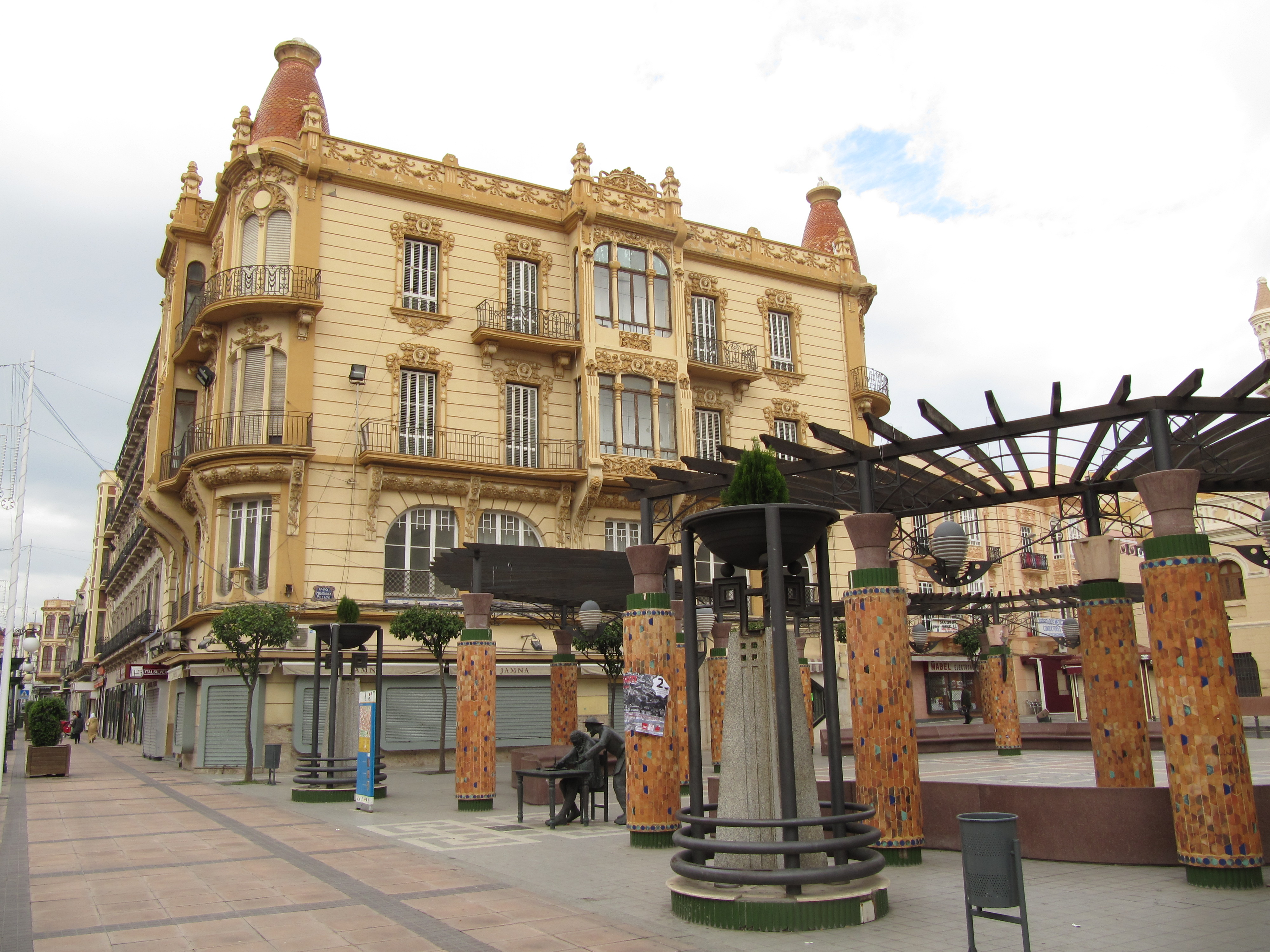
Praça Menéndez Pelayo
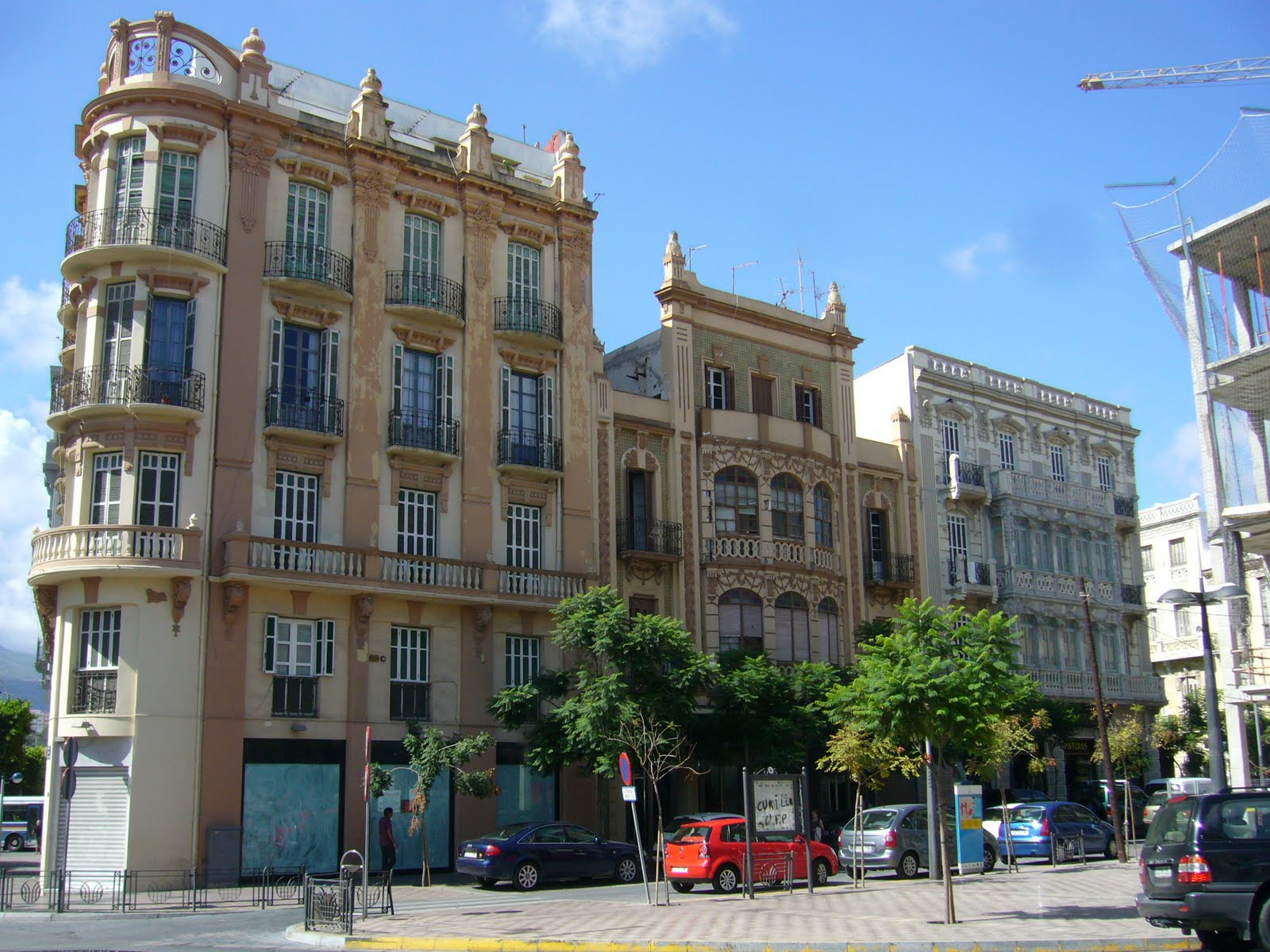
Praça Comandante Benítez

#### Parque Hernández
É o parque mais importante de Melilla, foi realizado em 1902 com forma de trapézio segundo o design do engenheiro Vicente García del Campo, e está localizado na praça de Espanha.

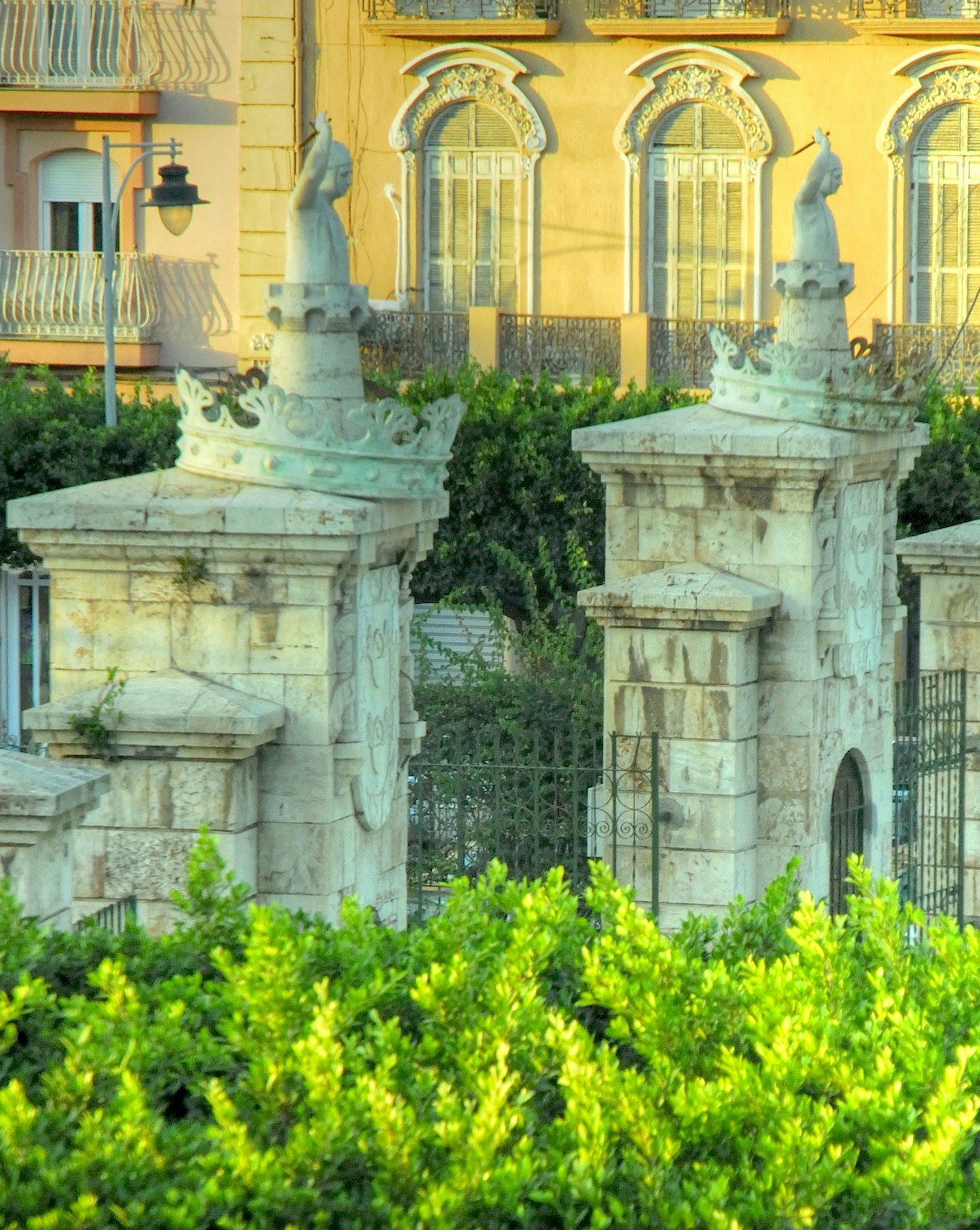
Parque Hernández
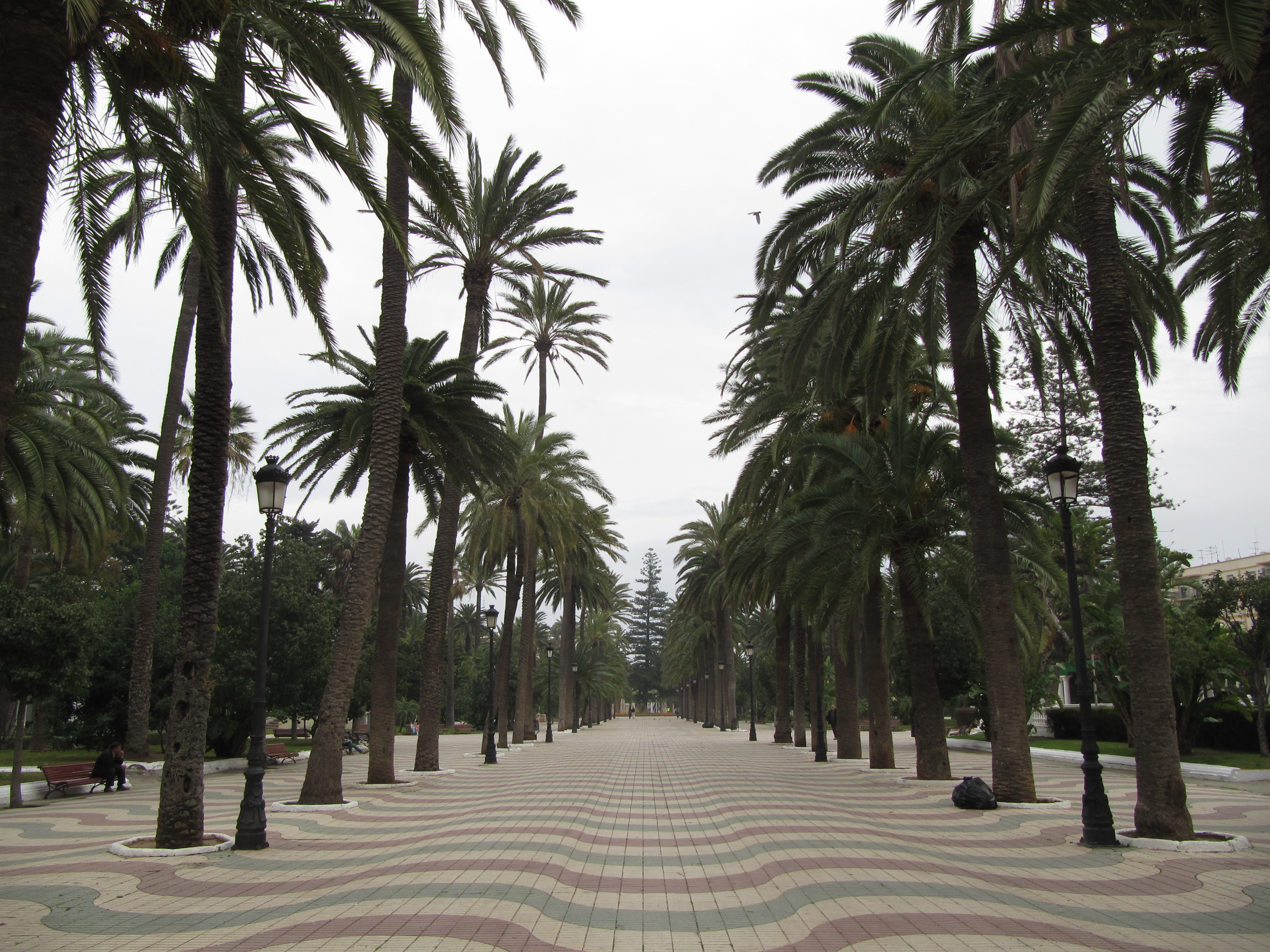
Parque Hernández
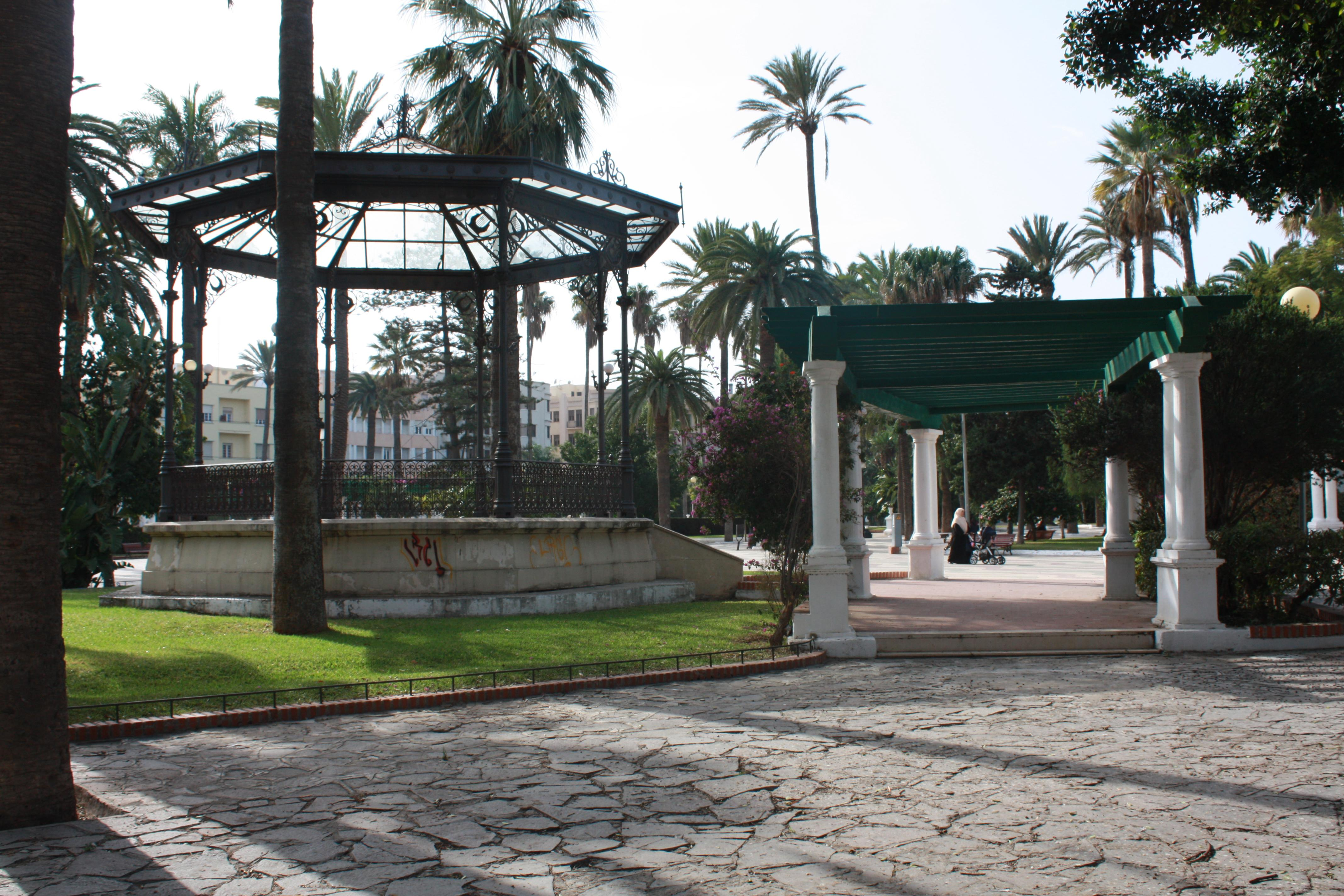
Parque Hernández
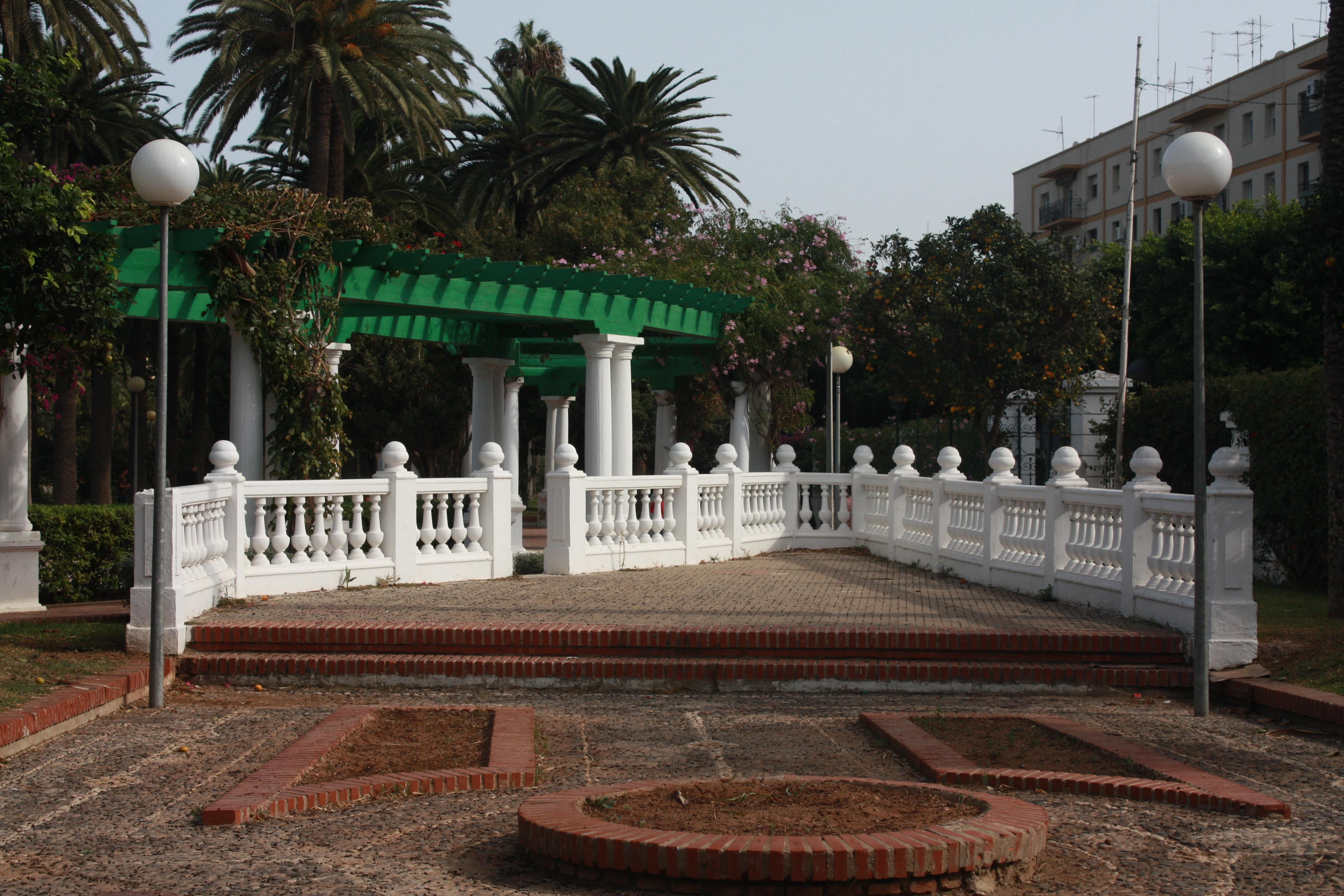
Parque Hernández
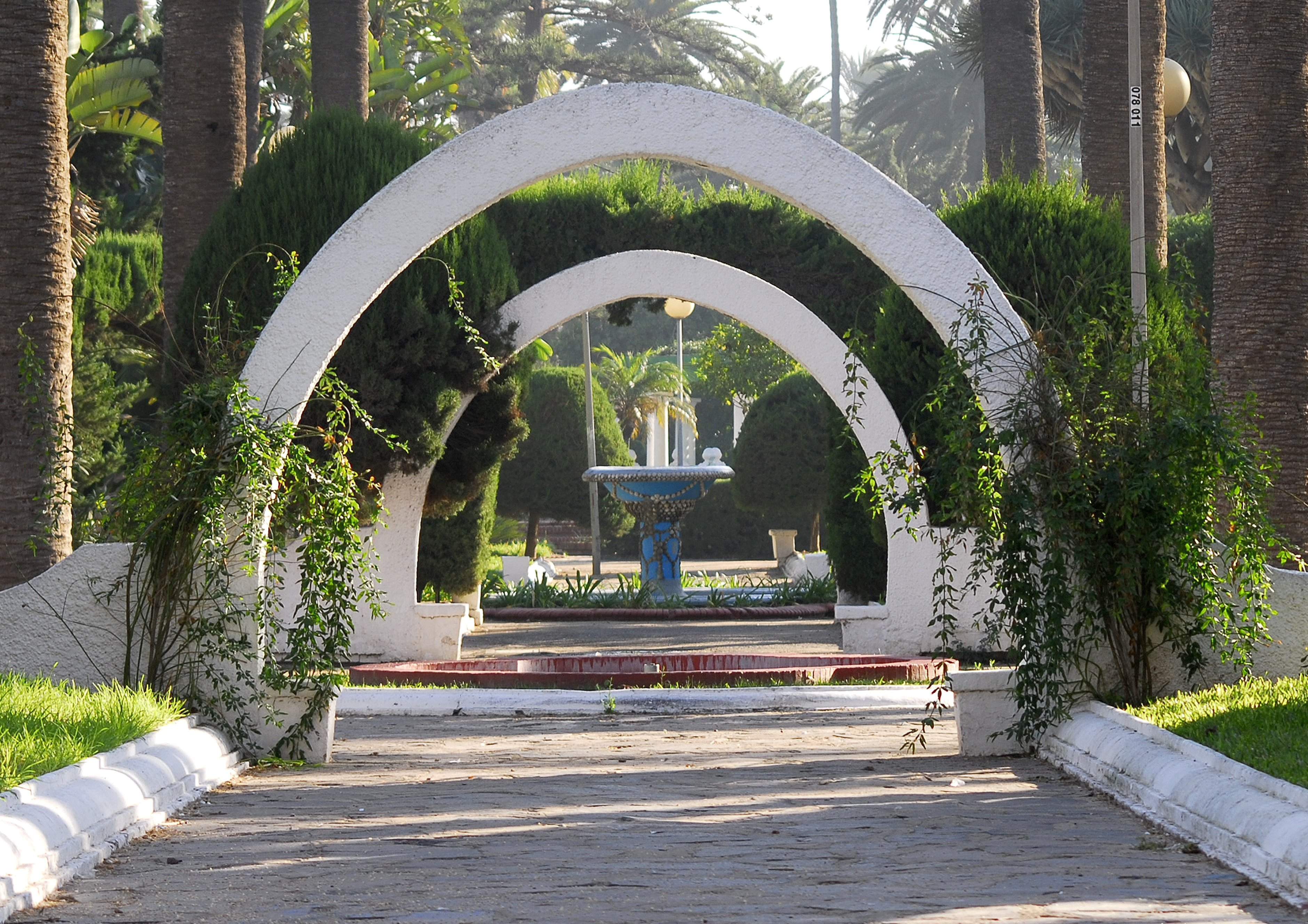
Parque Hernández

#### Parque Lobera

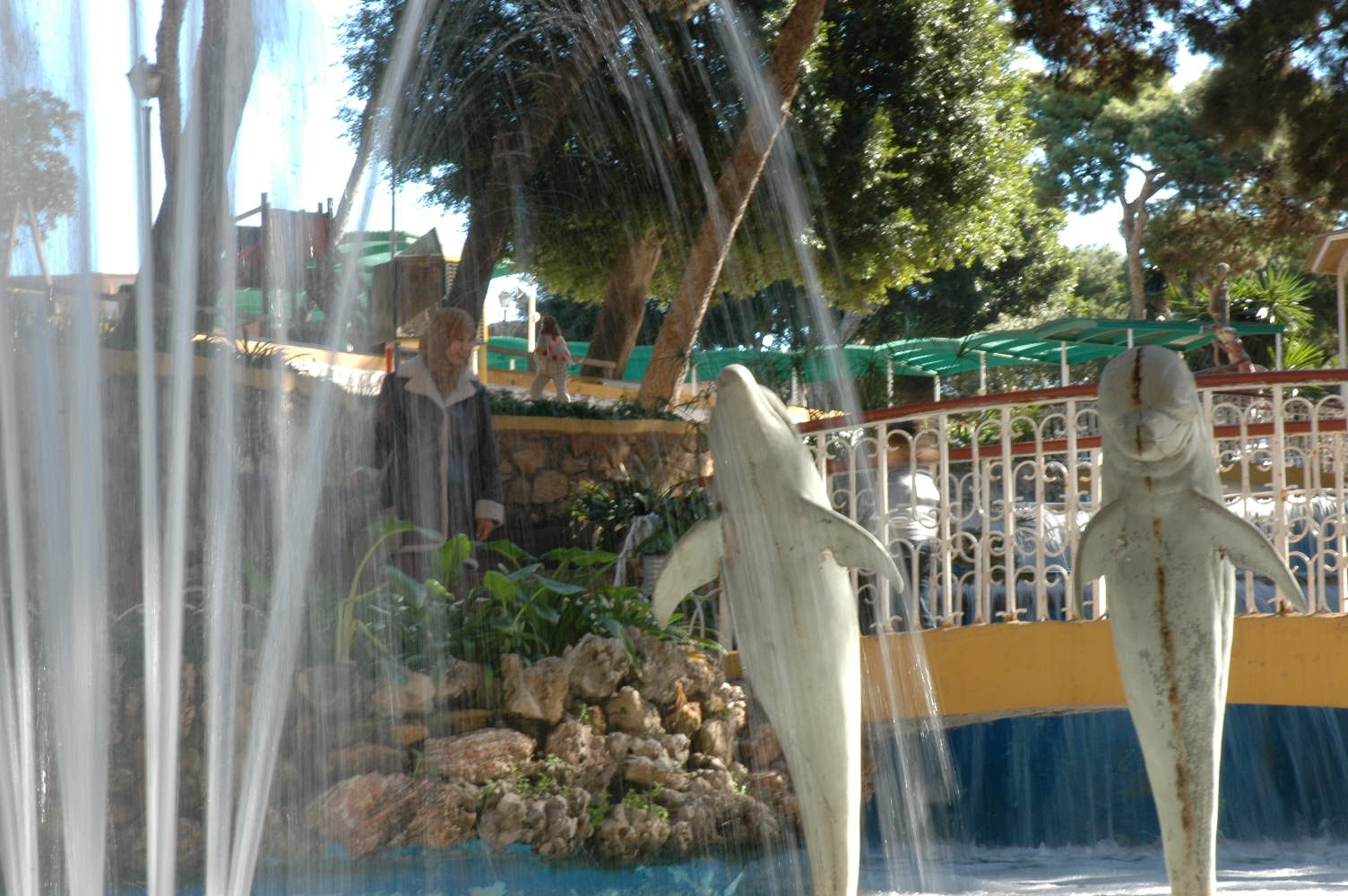
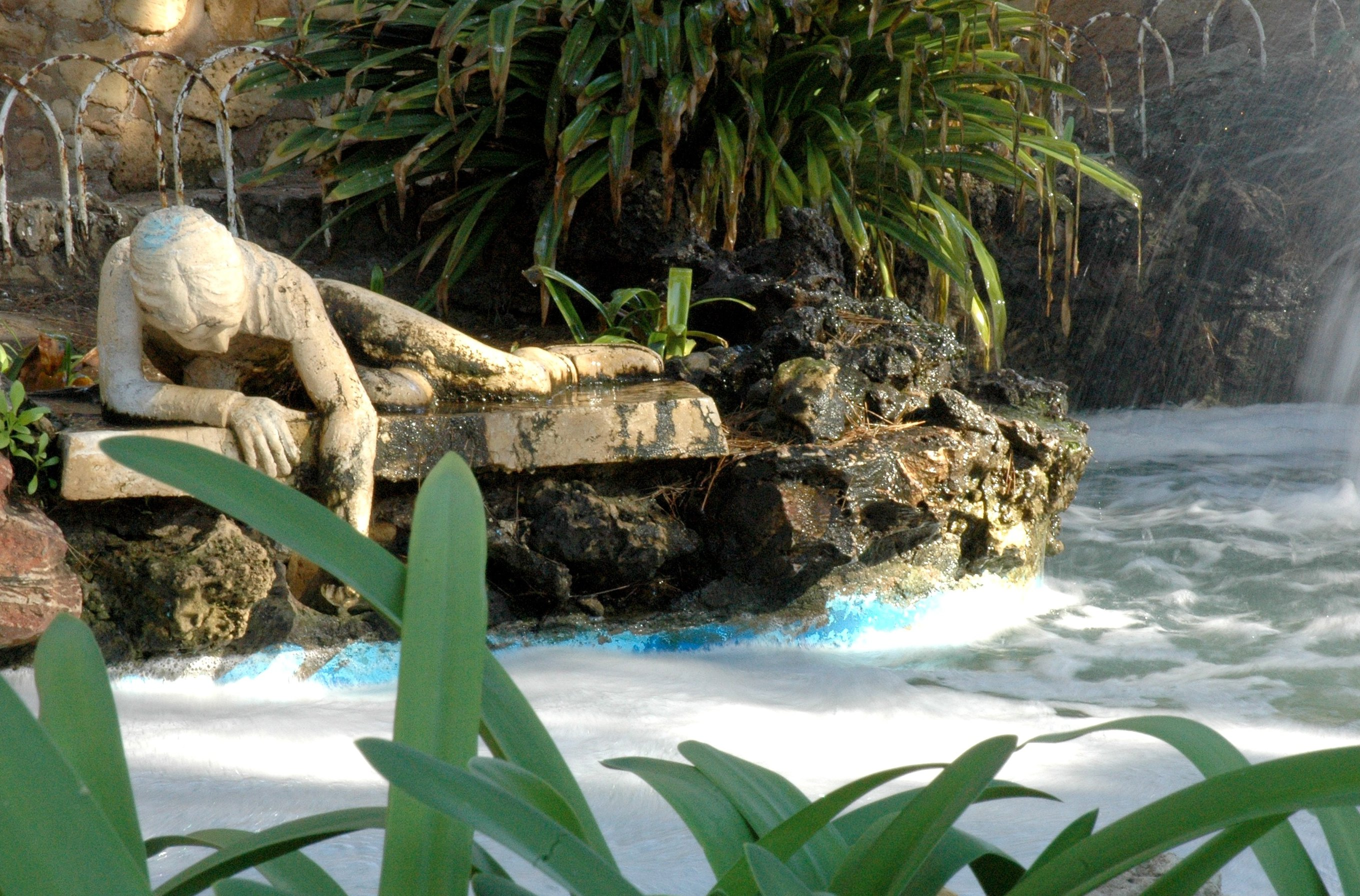
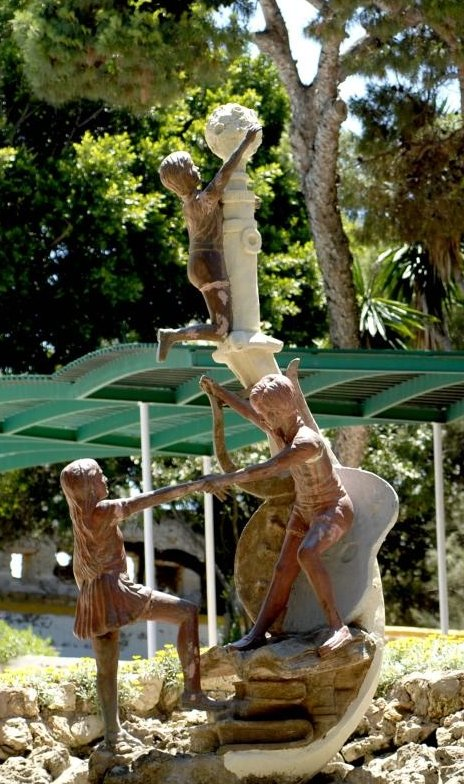

Recebe o nome de seu fundador Cándido Lobera Girela, que quando era presidente da Junta de Arbitragem, criou este parque para evitar a construção de barracos em seu terreno.

#### Parque Agustín Jerez

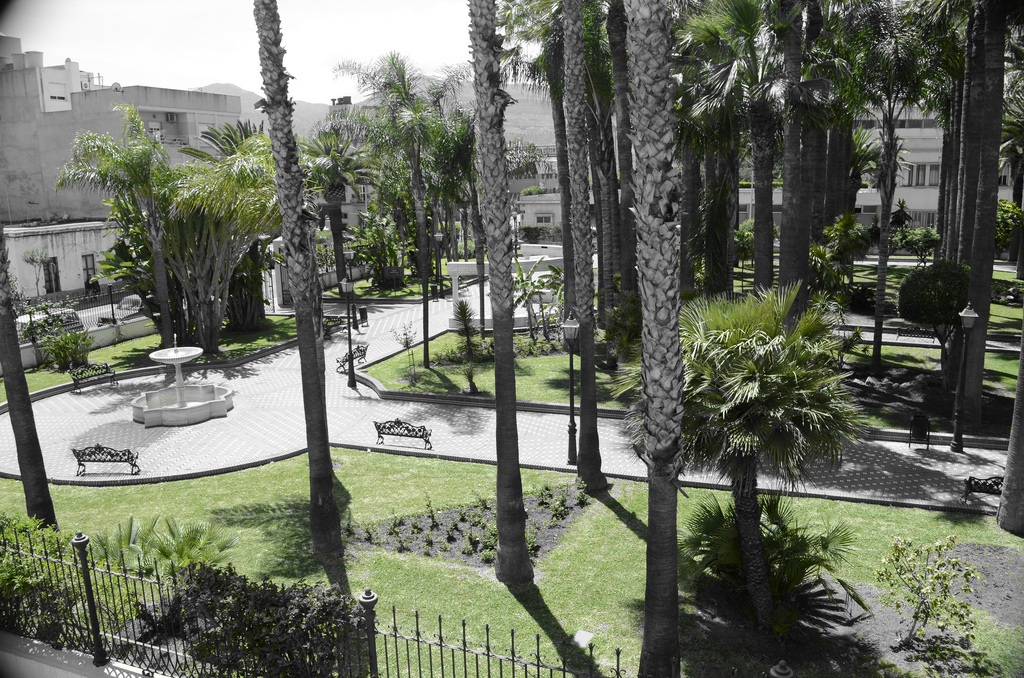

#### Jardins da Água

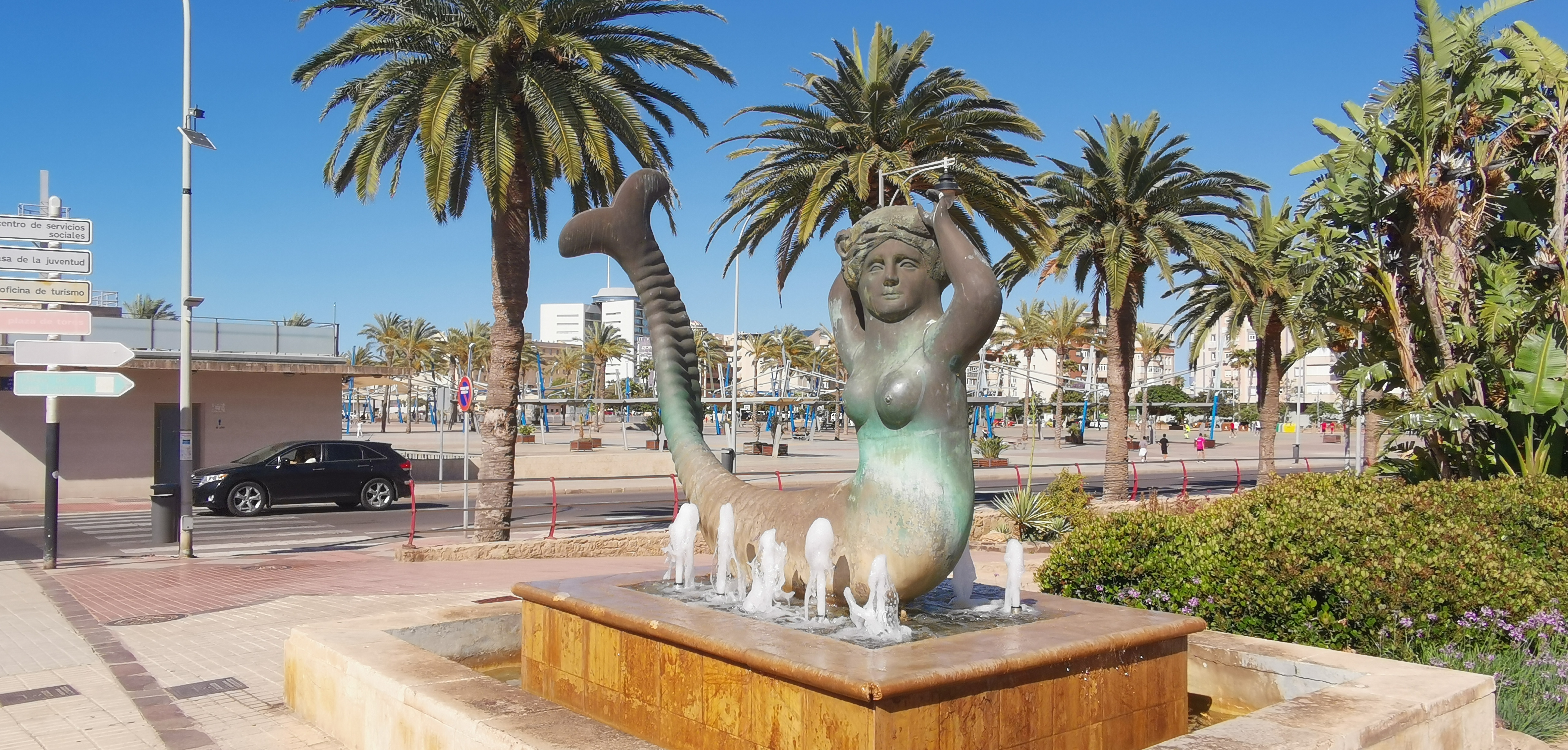
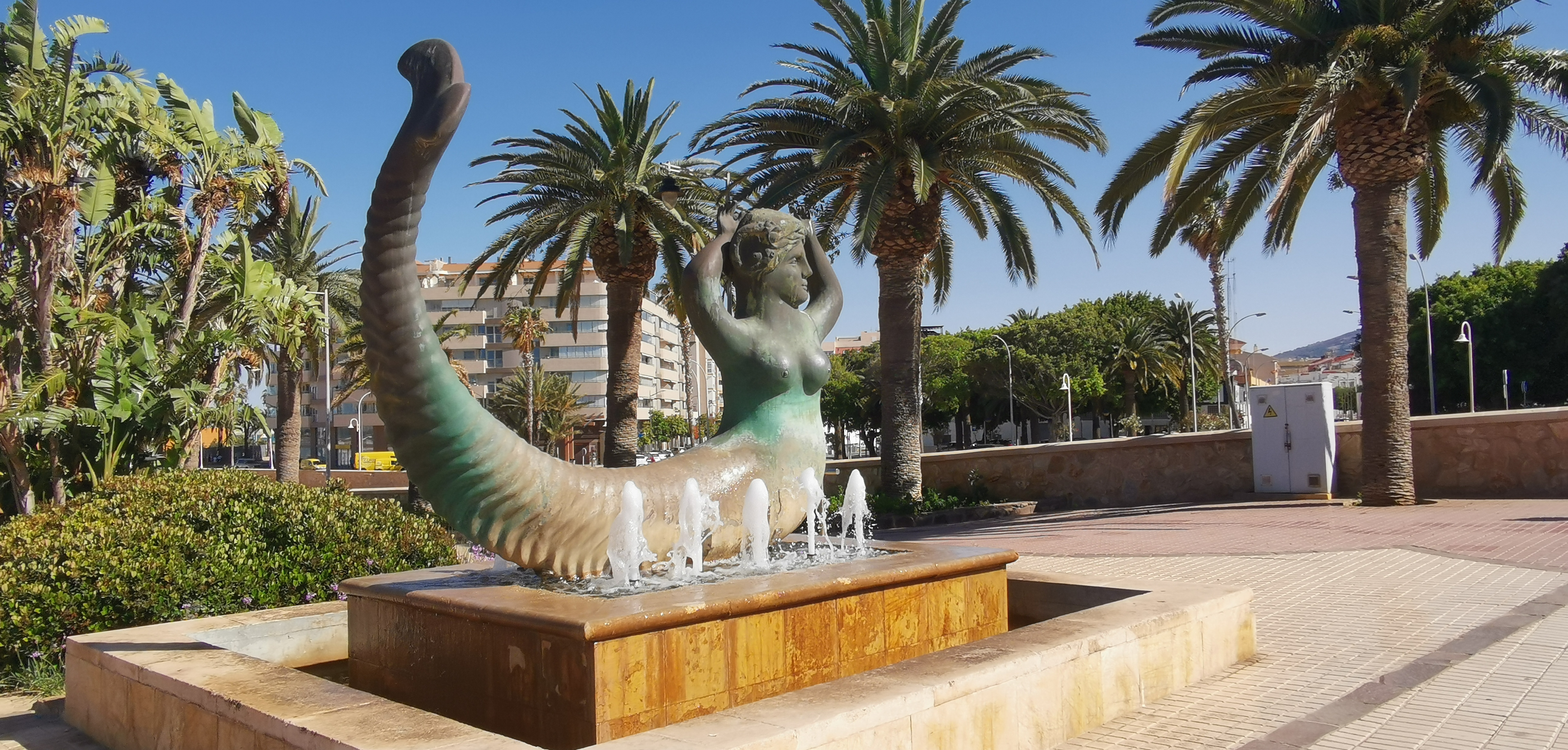

## Cultura

### Arte

#### Arquitetura
A arquitetura de Melilla responde a várias tipologias e modelos, desde as técnicas de fortificação, séculos XVI ao XIX, até arquiteturas modernas e contemporâneas, a partir do XIX, mas especialmente durante o século XX, entre as quais se destaca a arquitetura modernista, com outras correntes arquitetônicas que a precedem e continuam, tornando a cidade africana a cidade espanhola com maior representação do modernismo depois de Barcelona e a maior representação do modernismo em África, com mais de mil edifícios catalogados que fazem parte do Conjunto Histórico Artístico da Cidade de Melilla, um Bem de Interesse Cultural, e que se encontram espalhados pelo Ensanche central e pelos seus bairros.

#### Escultura
Destacam-se também elementos escultóricos, como os erigidos para comemorar os heróis das campanhas no Marrocos: Monumento aos Heróis de Taxdirt (1910) e o Monumento aos Heróis e Mártires das Campanhas (1927-1931), os do regime franquista, como o Monumento aos Heróis de Espanha (1941) ou a Estátua do Comandante da Legião Francisco Franco e outros contemporâneos, Homenagem ao Modernismo Melillense, Monumento a Pedro de Estopiñán e Virués, Encontros ou Homenagem a Fernando Arrabal. Os autores mais destacados são: Mustafa Arruf e Carlos Baeza Torres entre outros.

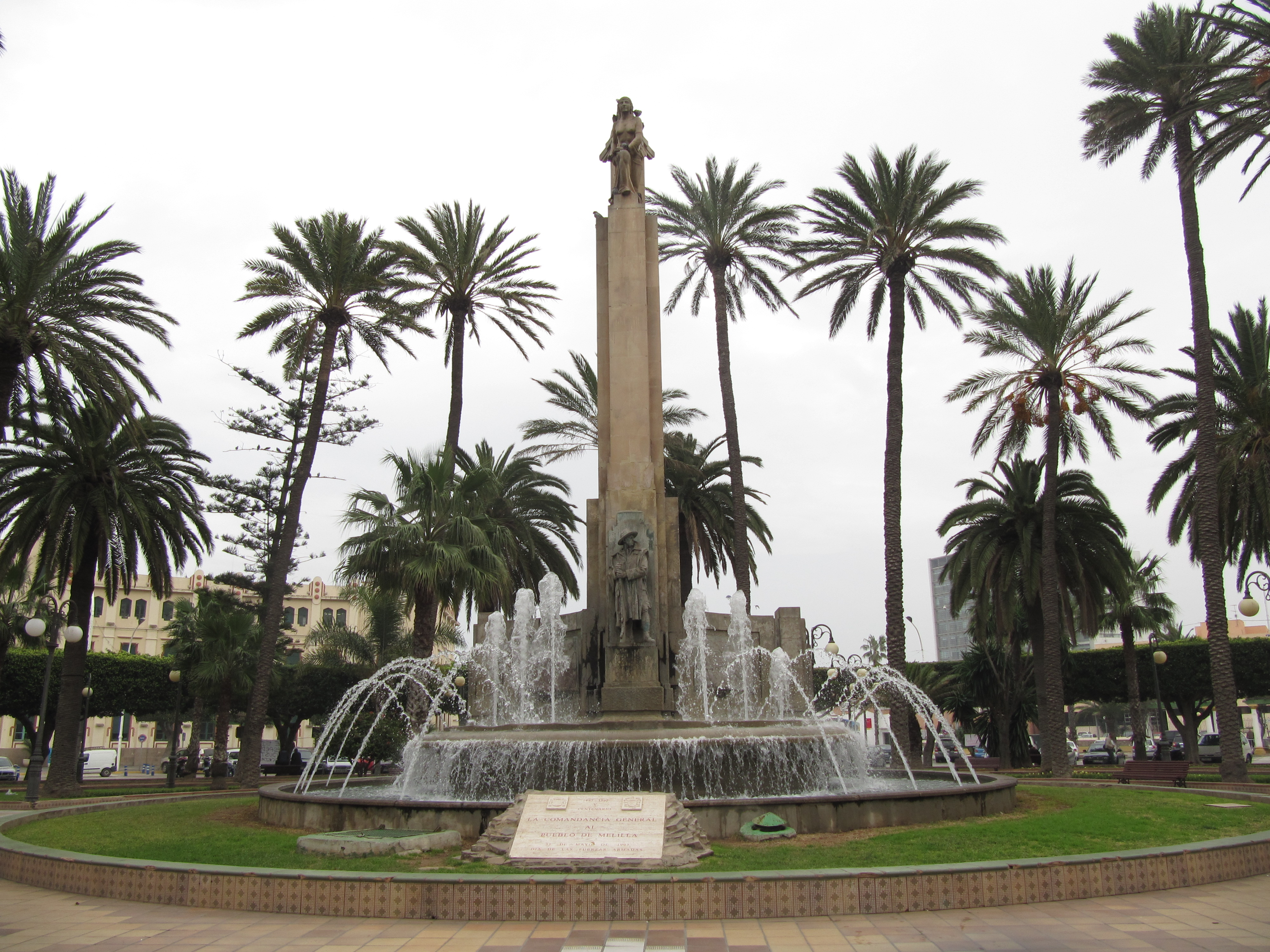
Monumento aos Heróis e Mártires das Campanhas
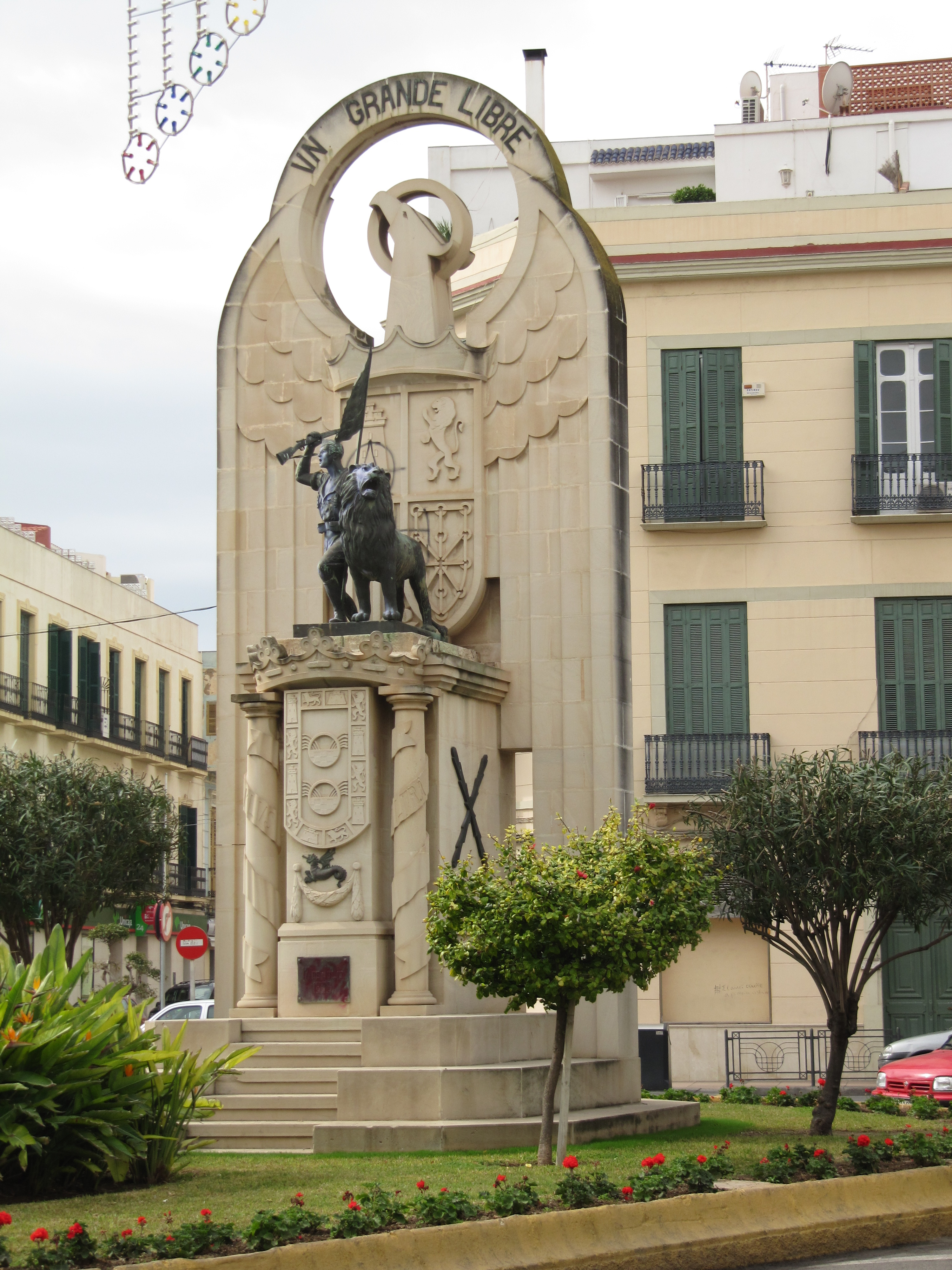
Monumento aos Heróis de Espanha
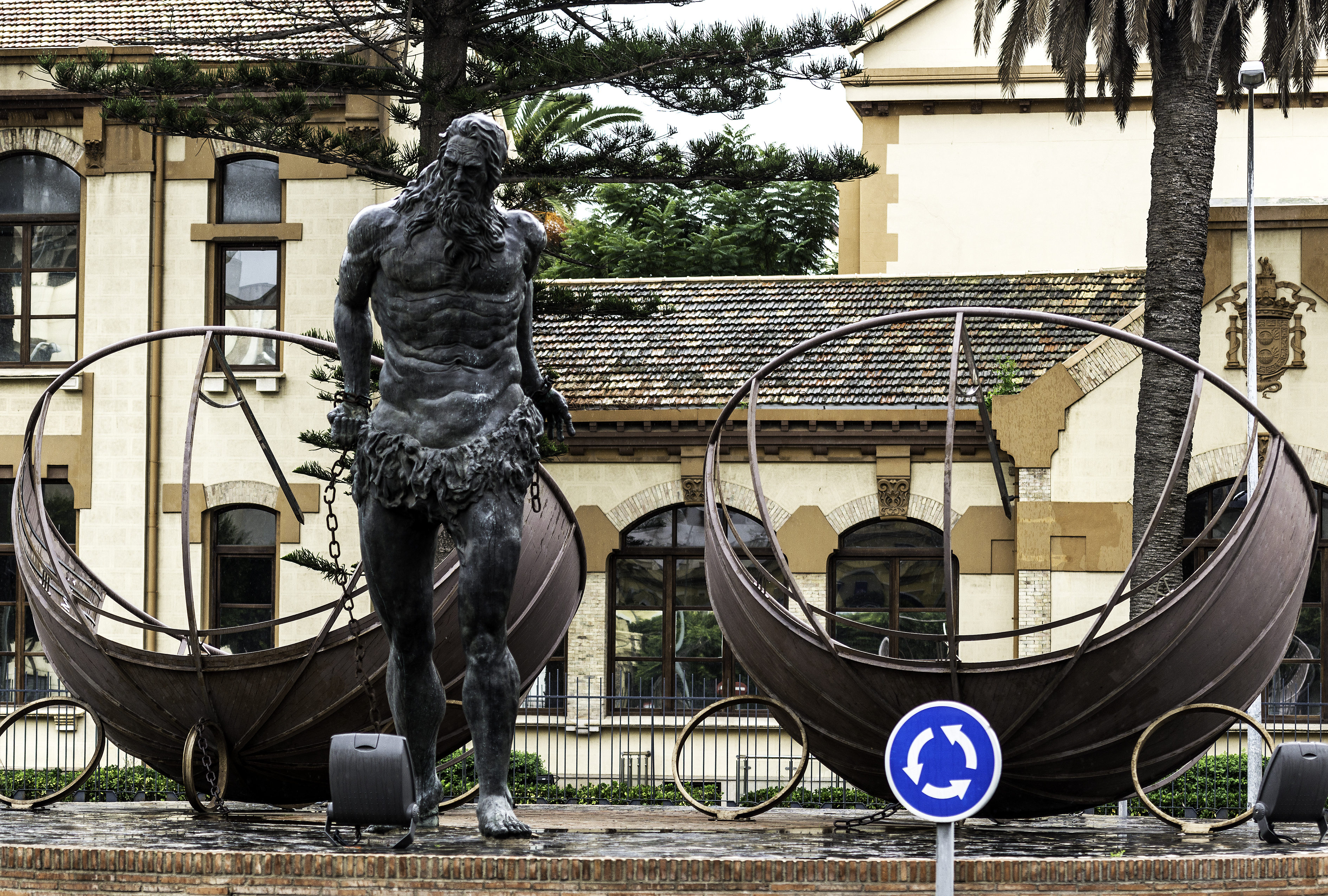
Relojo Solar
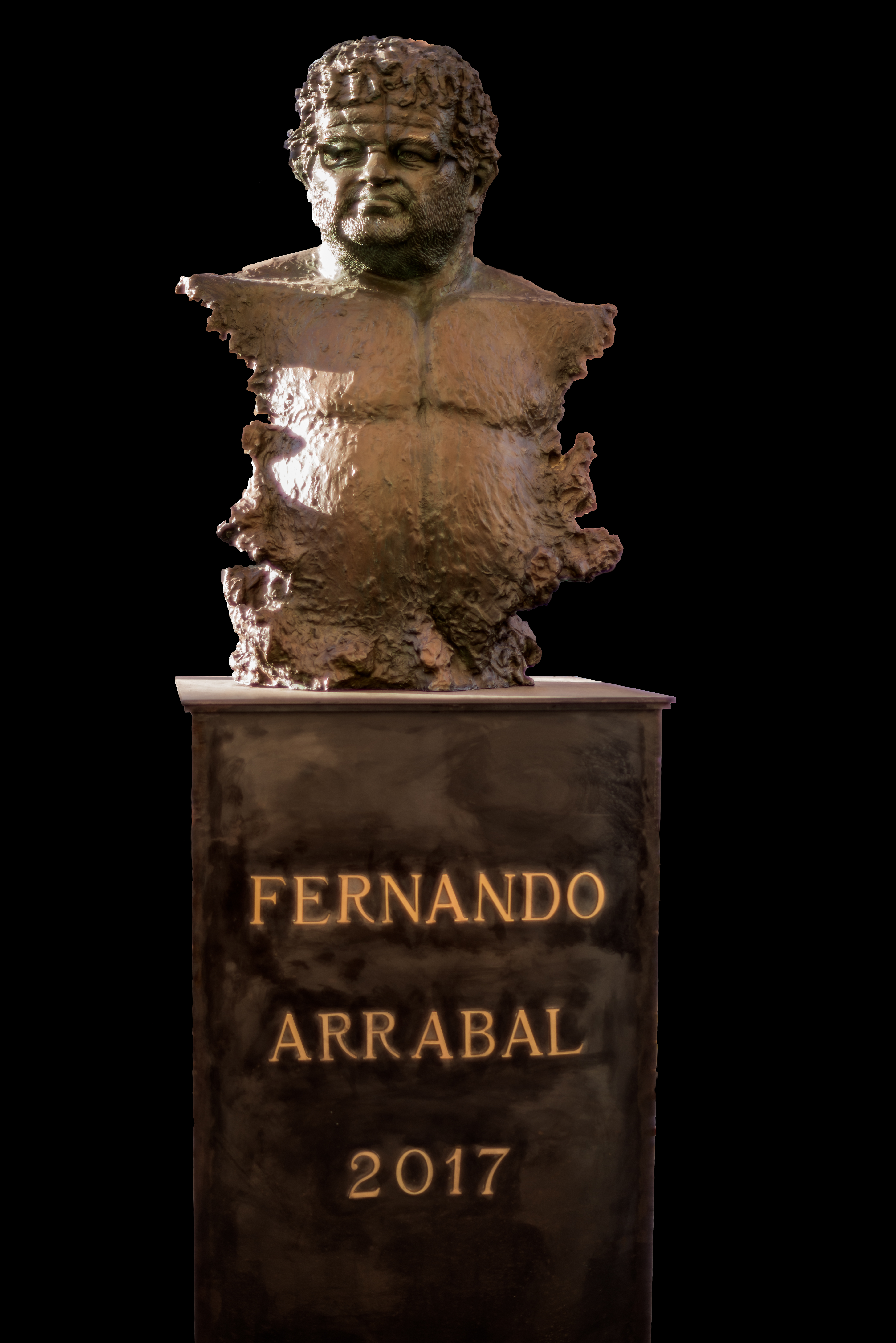
Homenagem a Fernando Arrabal
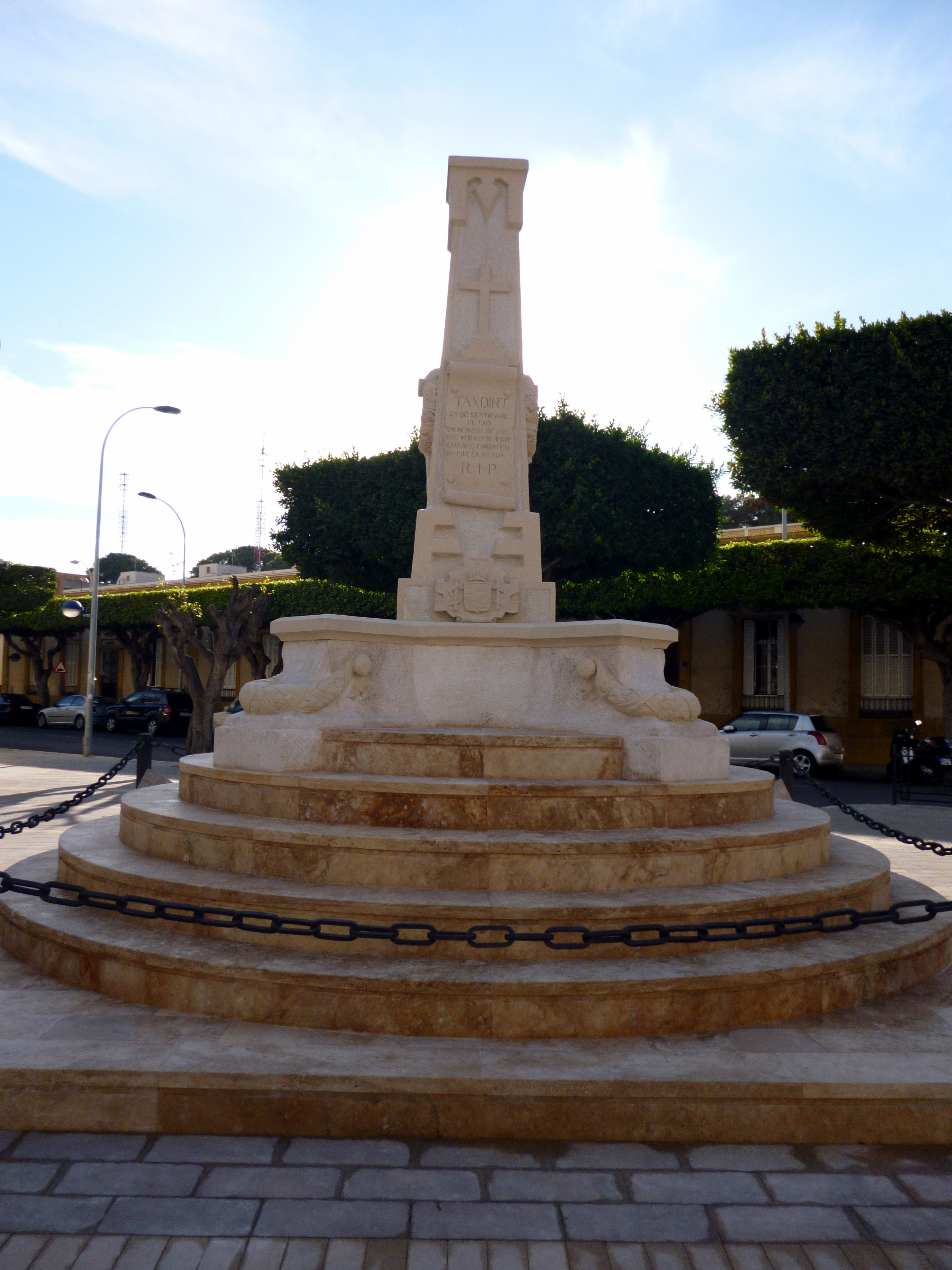
Monumento aos Heróis de Taxdirt
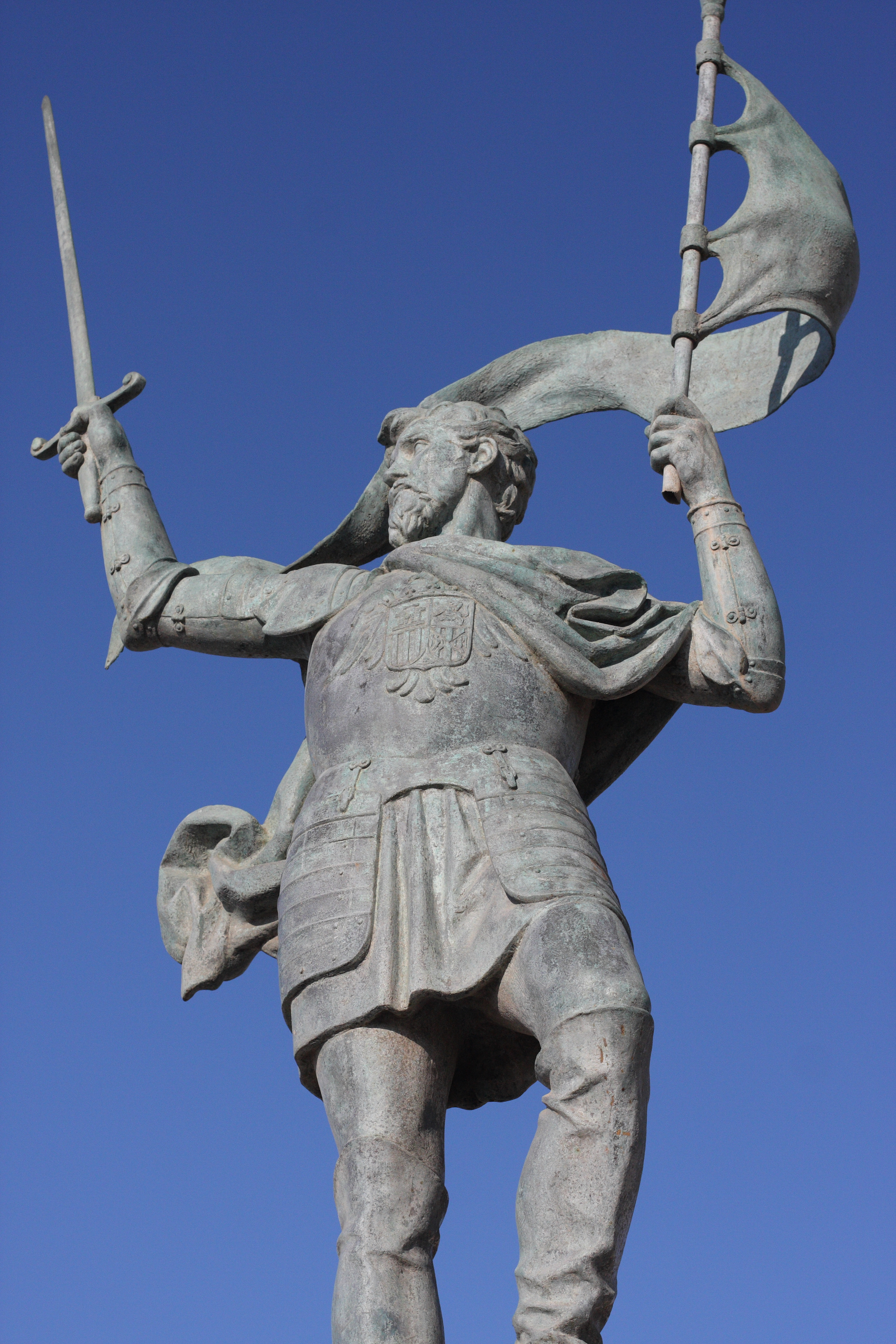
Monumento a Pedro de Estopiñán e Virués
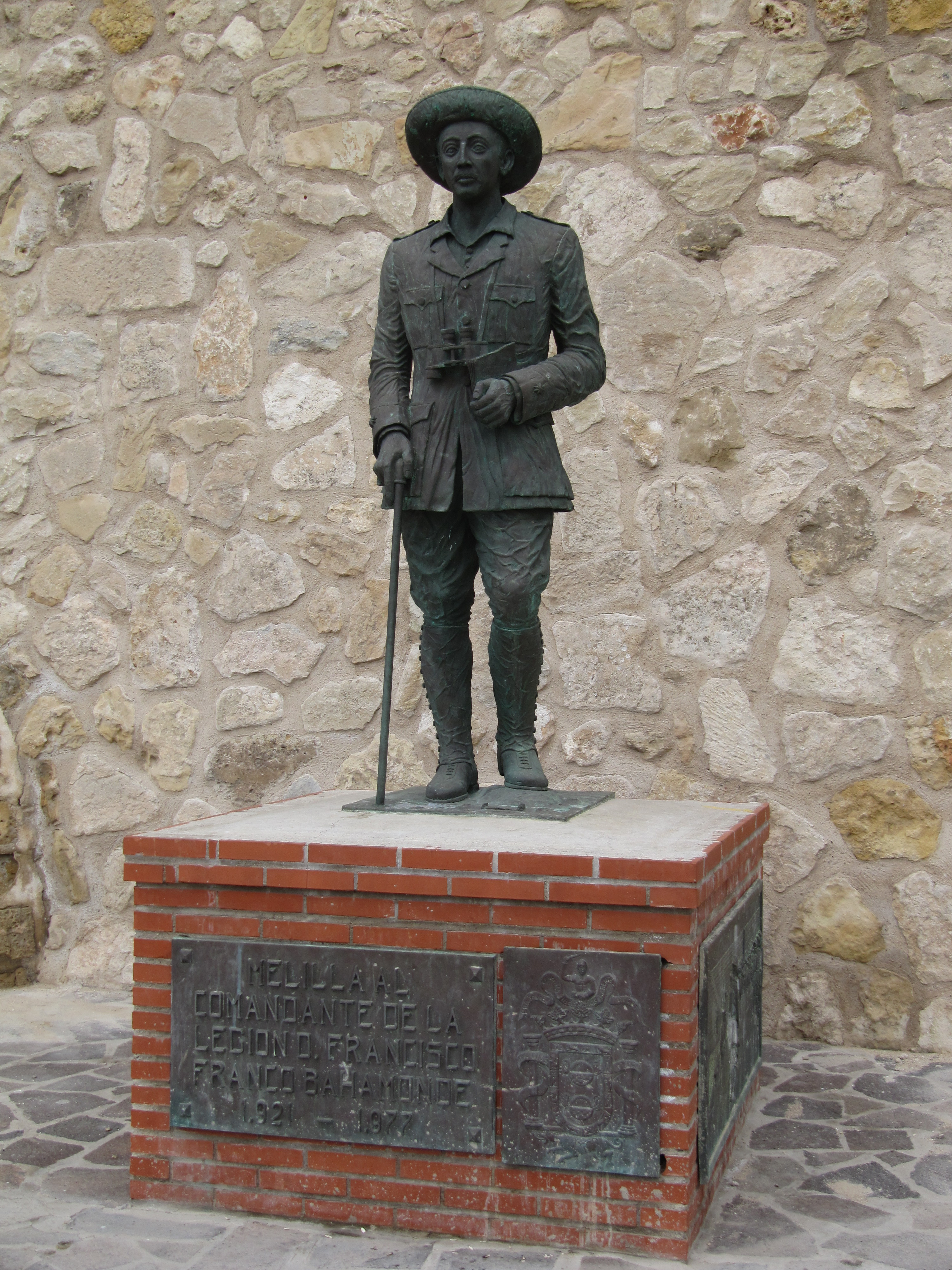
Estátua do comandante da Legião Francisco Franco Bahamonde
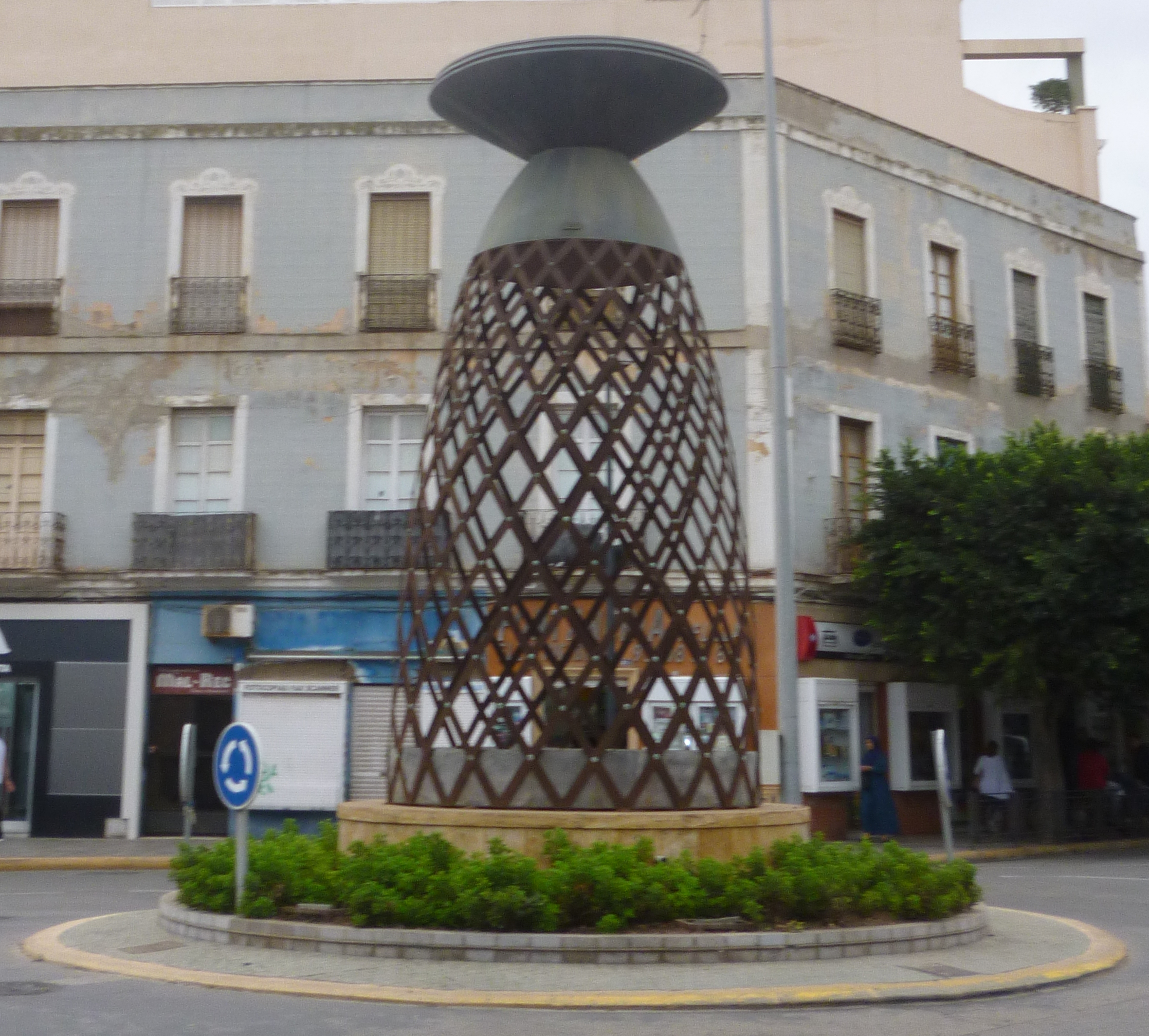
Homenagem ao Modernismo Melillense
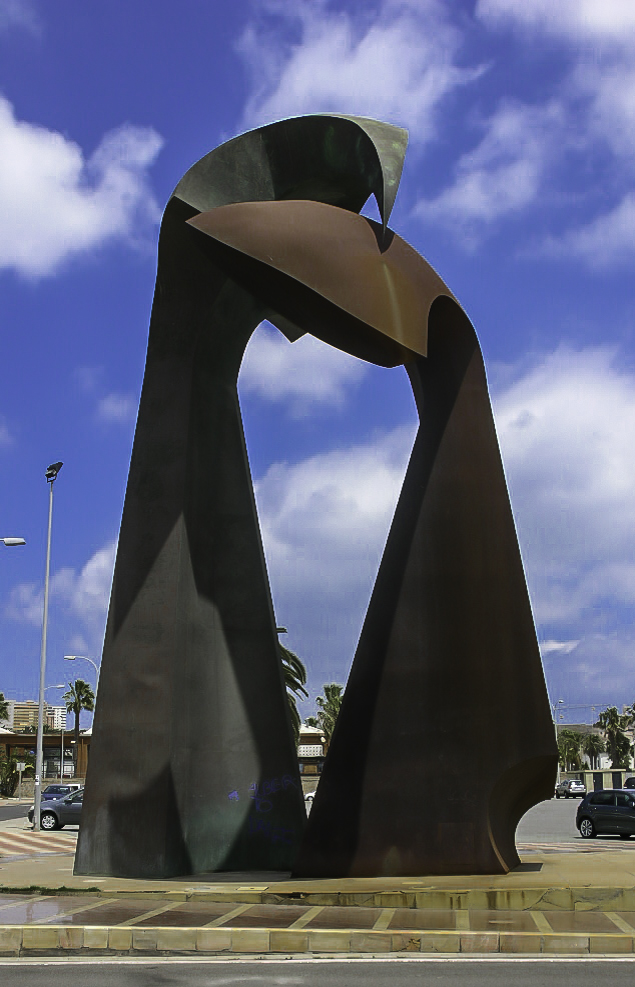
Encontros (escultura)

#### Pintura
A pintura de Melilla foi fortemente influenciada pelo seu ambiente multicultural, com diversos estilos artísticos. Destaca-se o pintor Eduardo Morillas, reconhecido por sua conexão com a história e a paisagem da cidade, capturando a luz, as cores e a arquitetura modernista de Melilla. Sua obra funde a arte contemporânea com as tradições locais, contribuindo para o reconhecimento de Melilla como um centro artístico. Também é notável a obra de Carlos Baeza, especialmente sua série A Cidade das Cúpulas, que destaca a arquitetura modernista. Além disso, o Museu de Arte Contemporâneo alberga uma coleção representativa da evolução artística da cidade de Victorio Manchón.

### Literatura
Os autores melillenses mais destacados são: Miguel Fernández González, Fernando Arrabal, Juan Guerrero Zamora, Carmen Conde entre outros.
O município de Melilla concede anualmente o Prêmio Internacional de Poesia Cidade de Melilla, criado em 1979 em honra a Miguel Fernández, o poeta mais distinto da cidade.

### Museus e salas de exposições
Em Melilla existem os museus de Melilla, nos Almacenes de las Peñuelas, o Museu Arqueológico e Histórico e Museu Sefardí e Bereber, o Museu Militar de Melilla, no Baluarte de la Concepción Alta, o Museu de Arte Sacro com acesso às Grutas do Conventico, o Museu Andrés García Ibáñez de Arte Moderno e Contemporâneo, na Torre de la Vela, o Museu de Artes e Costumes Populares de Melilla, na Asociación de Estudios Melillenses, o Museu Gaselec da Eletricidade, o Museu do Automóvel de Melilla e as salas de exposições do Hospital del Rey da Fundação Gaselec, a Sala de Exposições Vicente Manchón no centro cultural Federico García Lorca e a do Real Club Marítimo de Melilla.

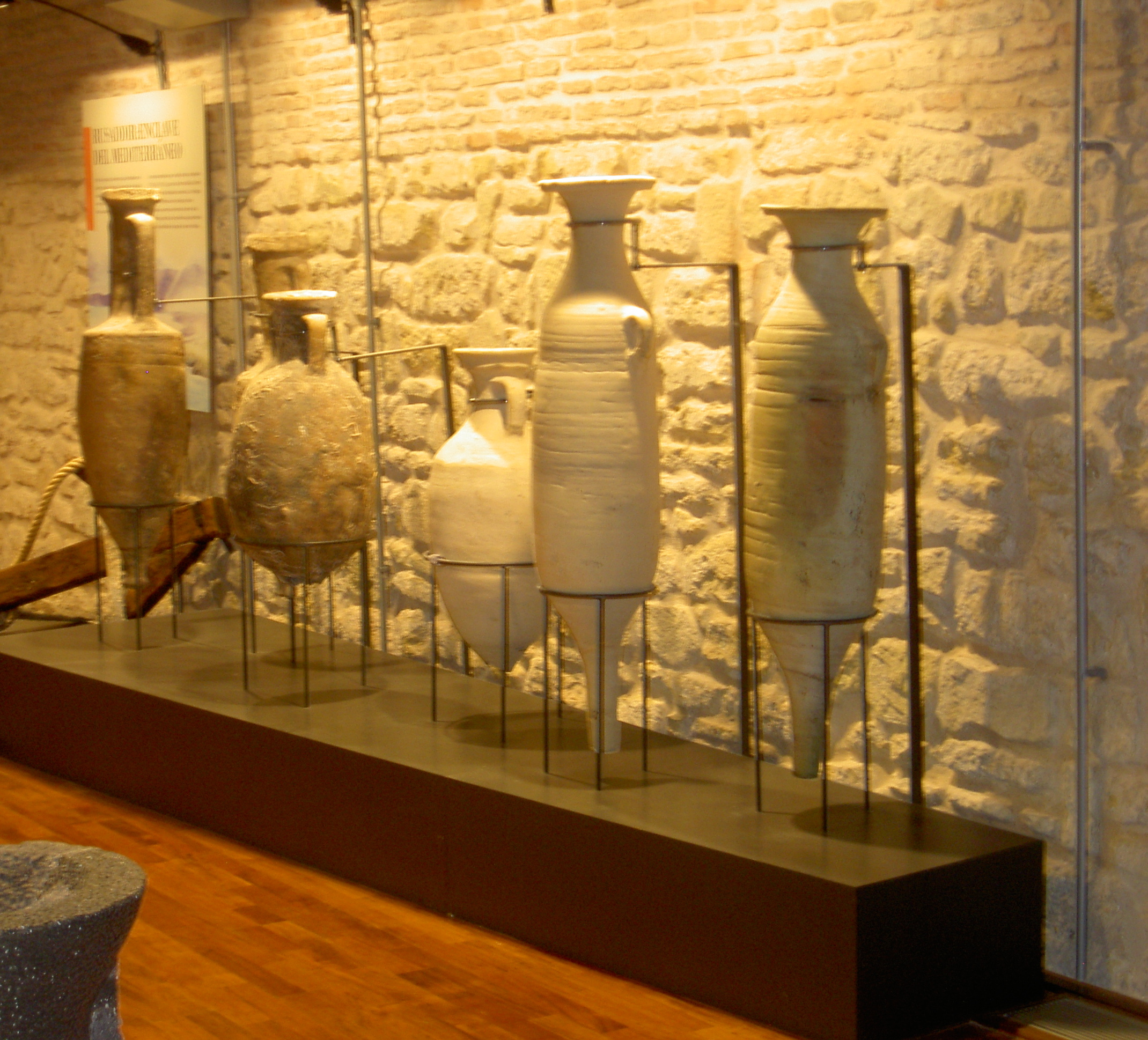
Museu de Arqueologia e História
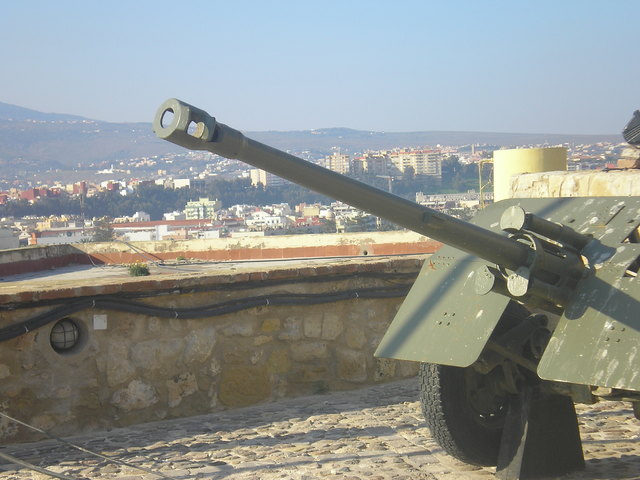
Museu Histórico Militar de Melilla
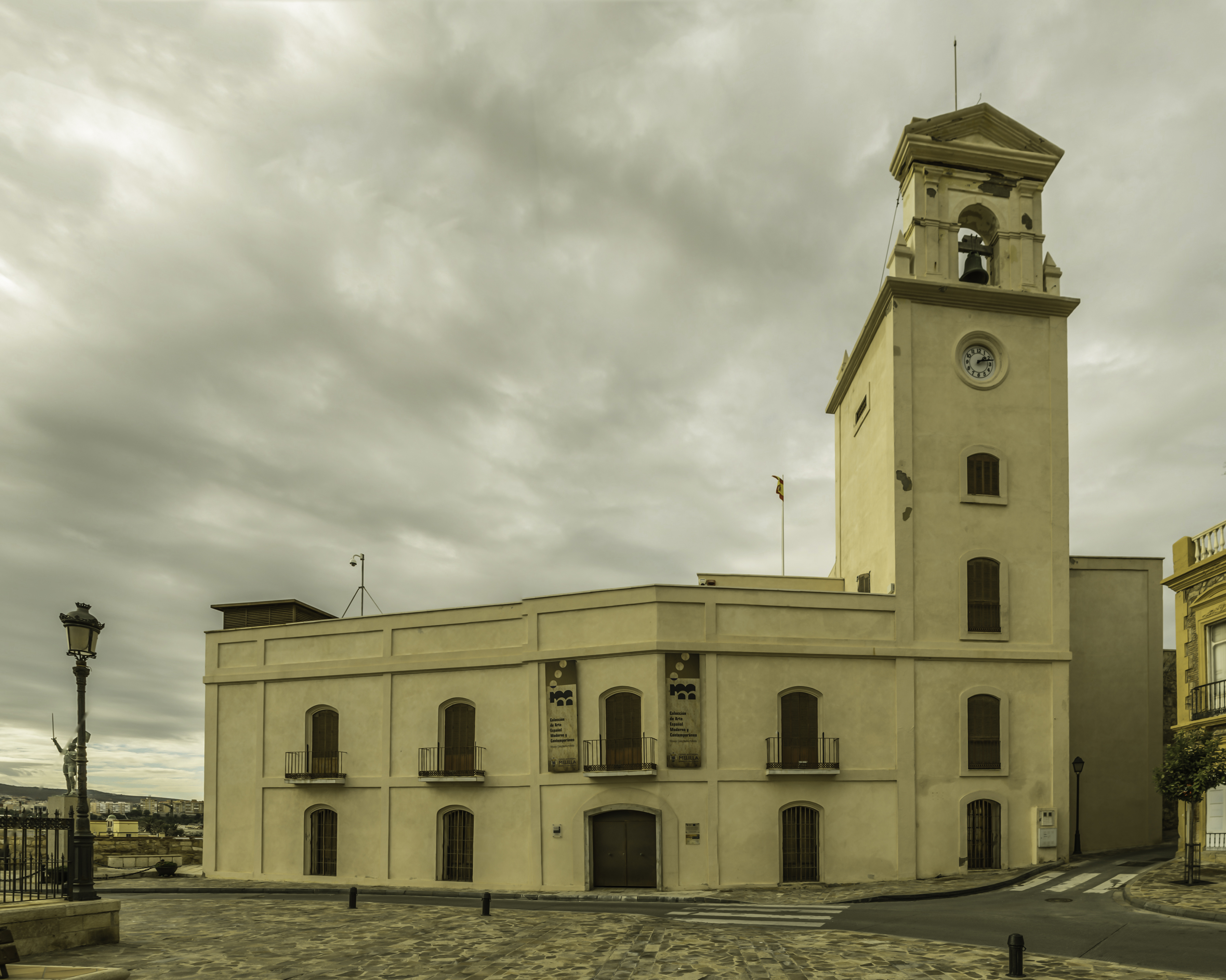
Museu Andrés García Ibáñez de Arte Moderno e Contemporâneo
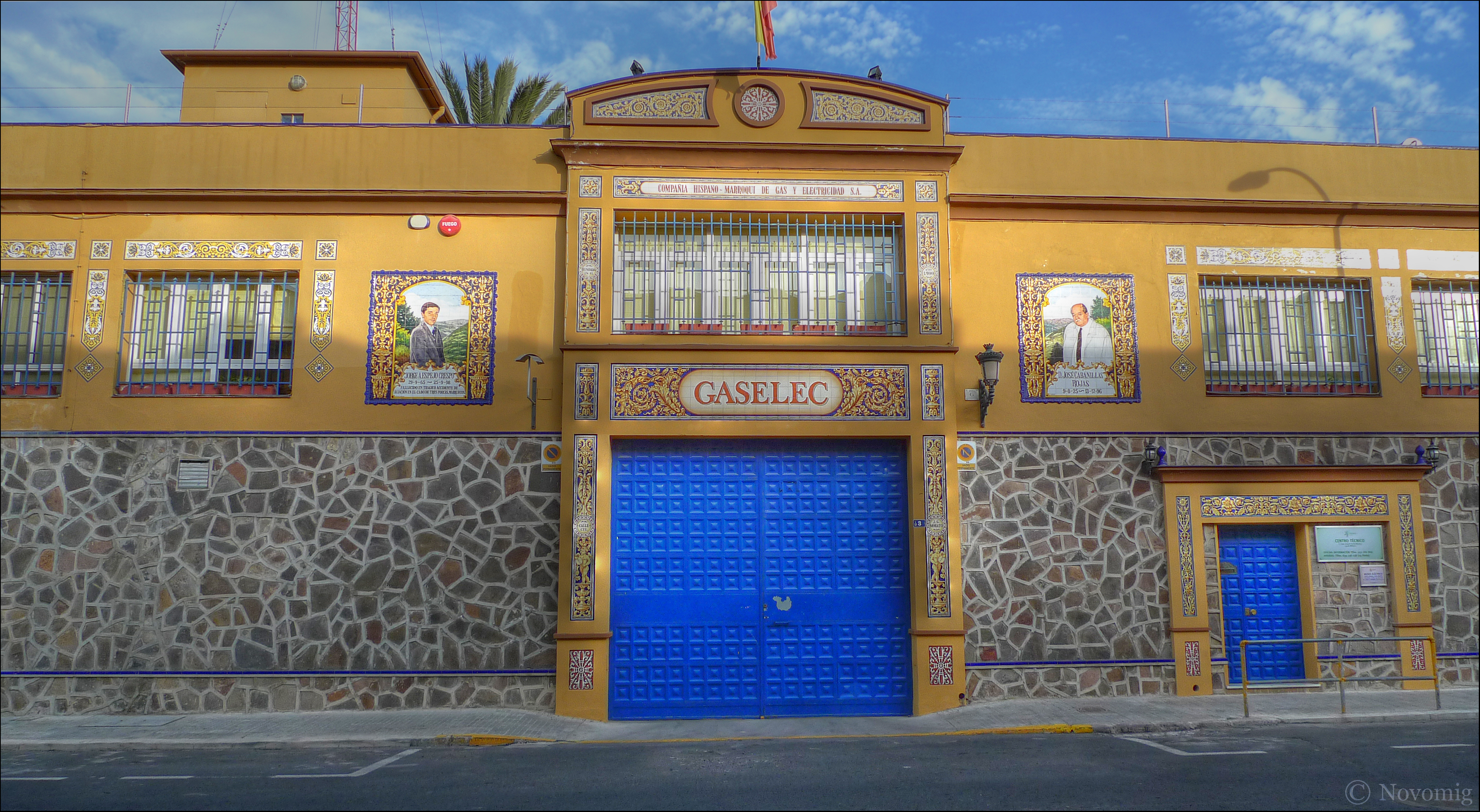
Museu Gaselec da Eletricidade
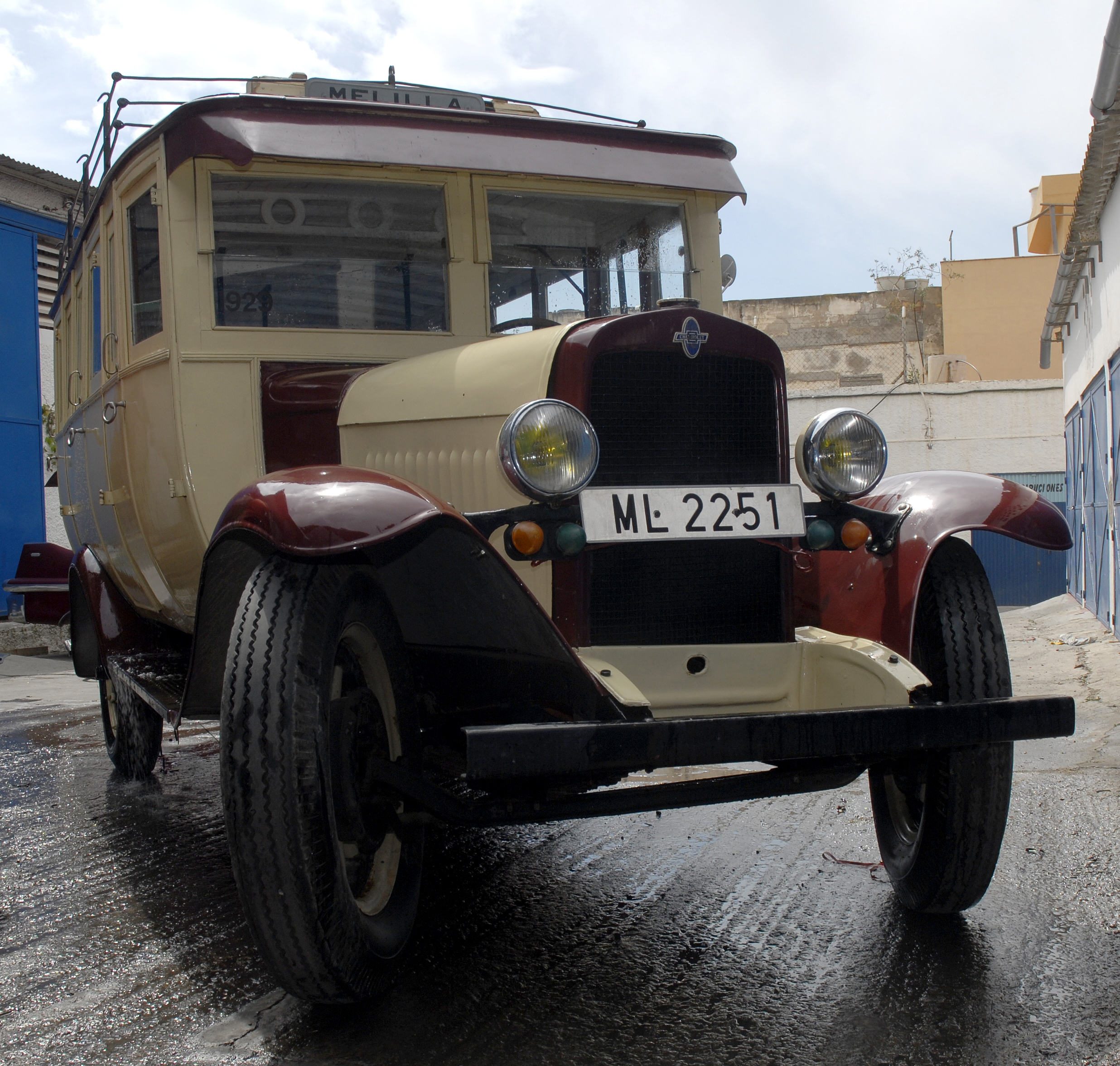
Museu do Automóvel de Melilla
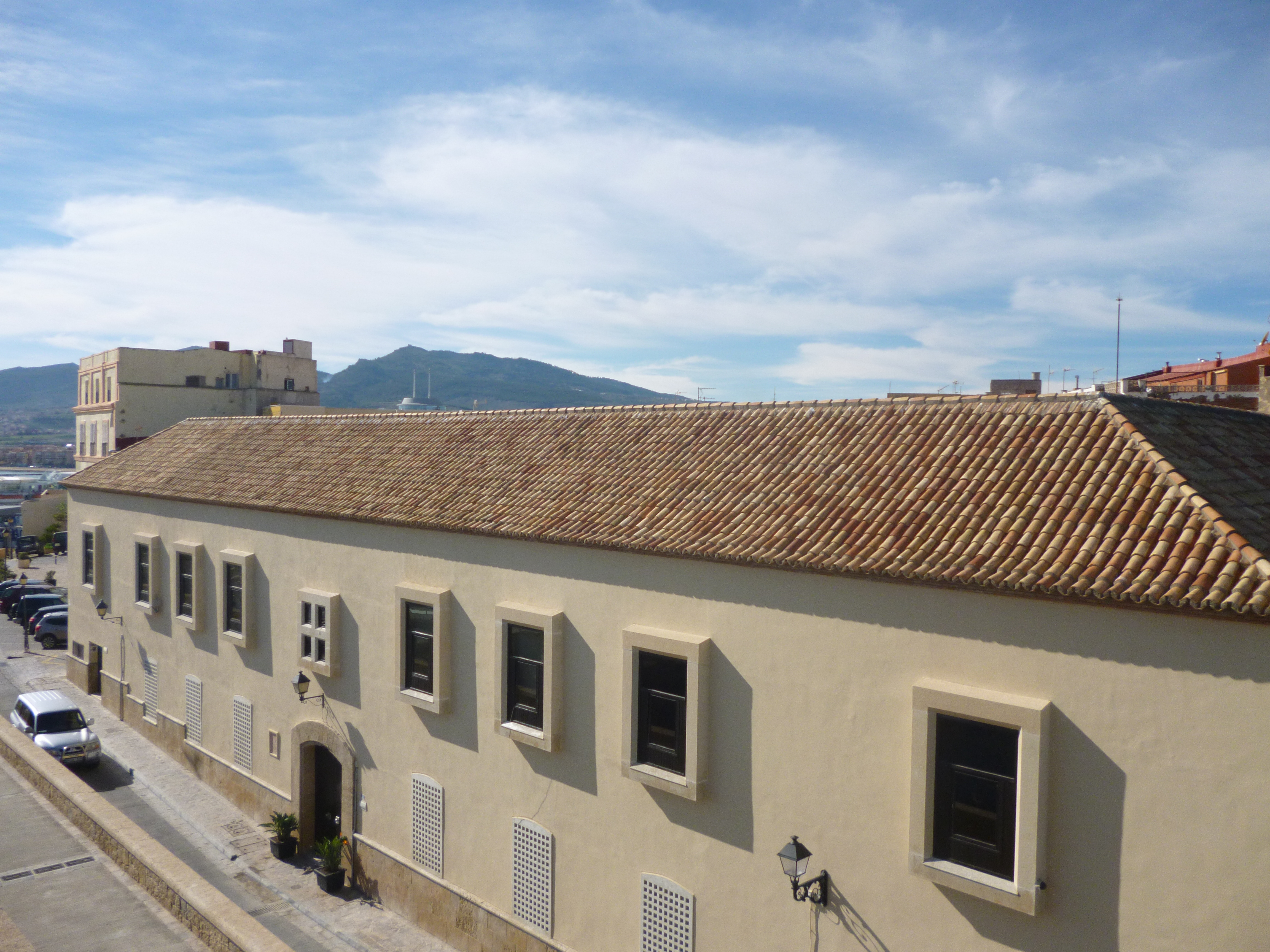
Hospital del Rey
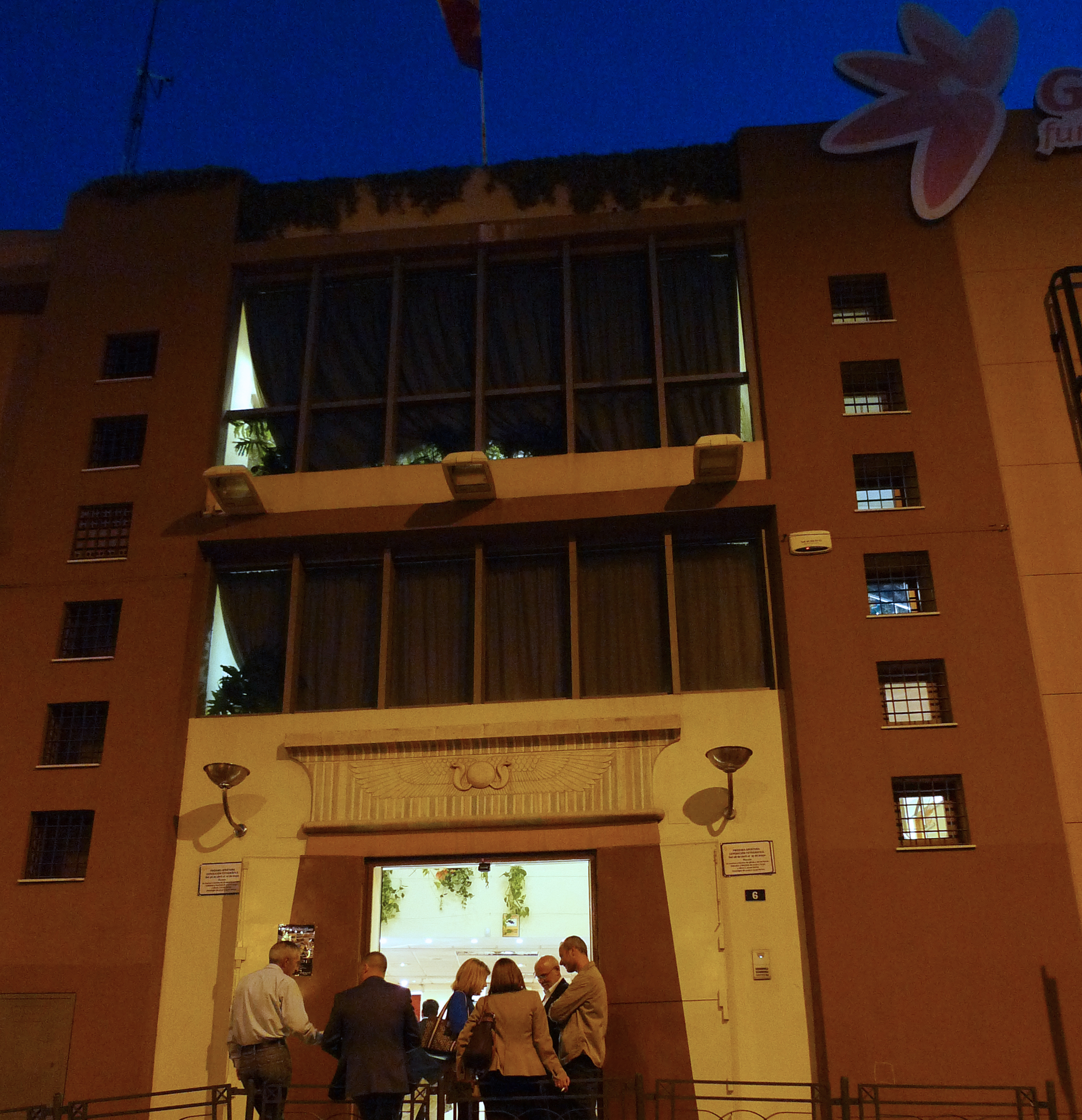
Sala de Exposições da Fundação Gaselec
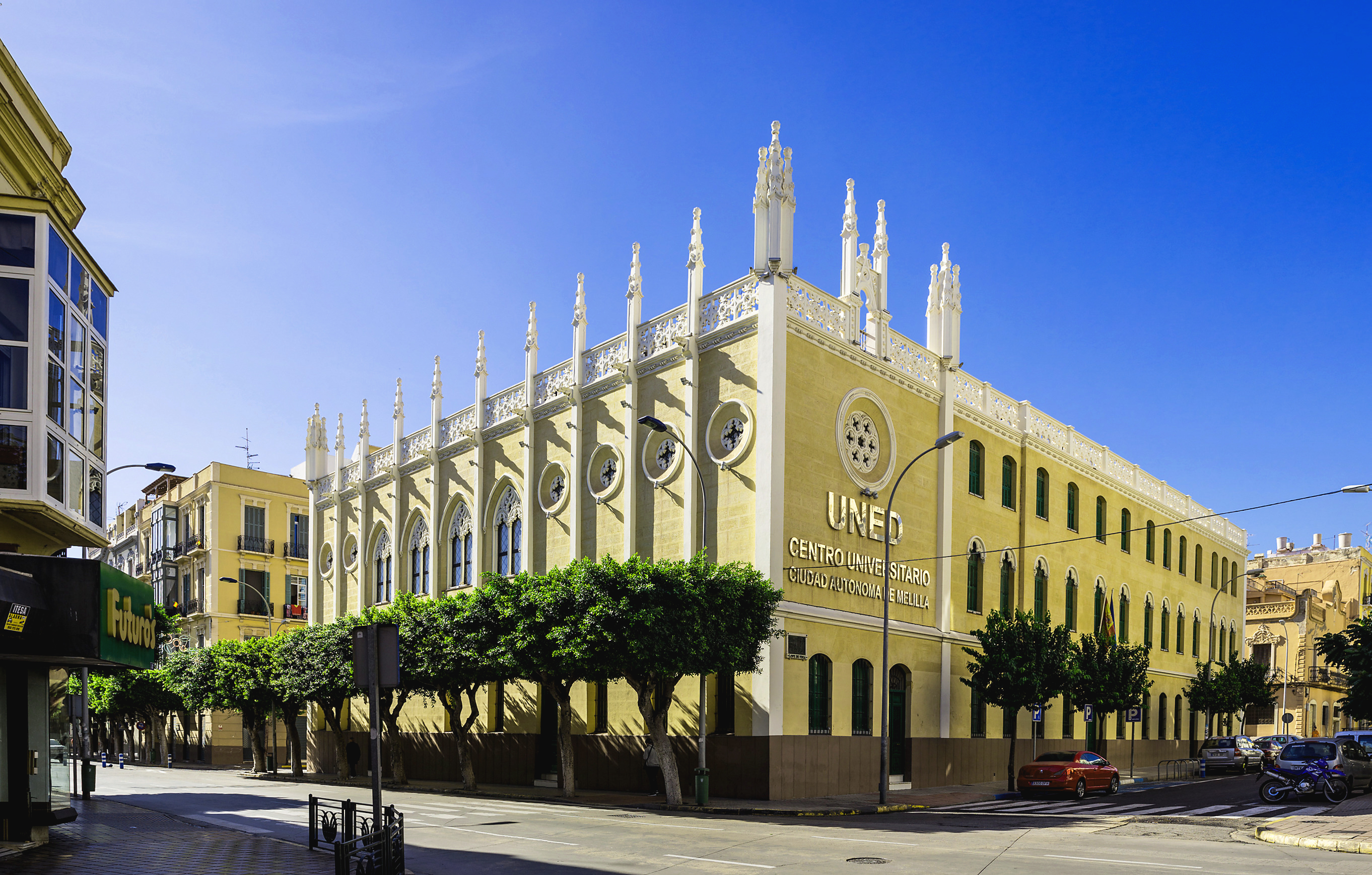
Antigo Colégio do Bom Conselho
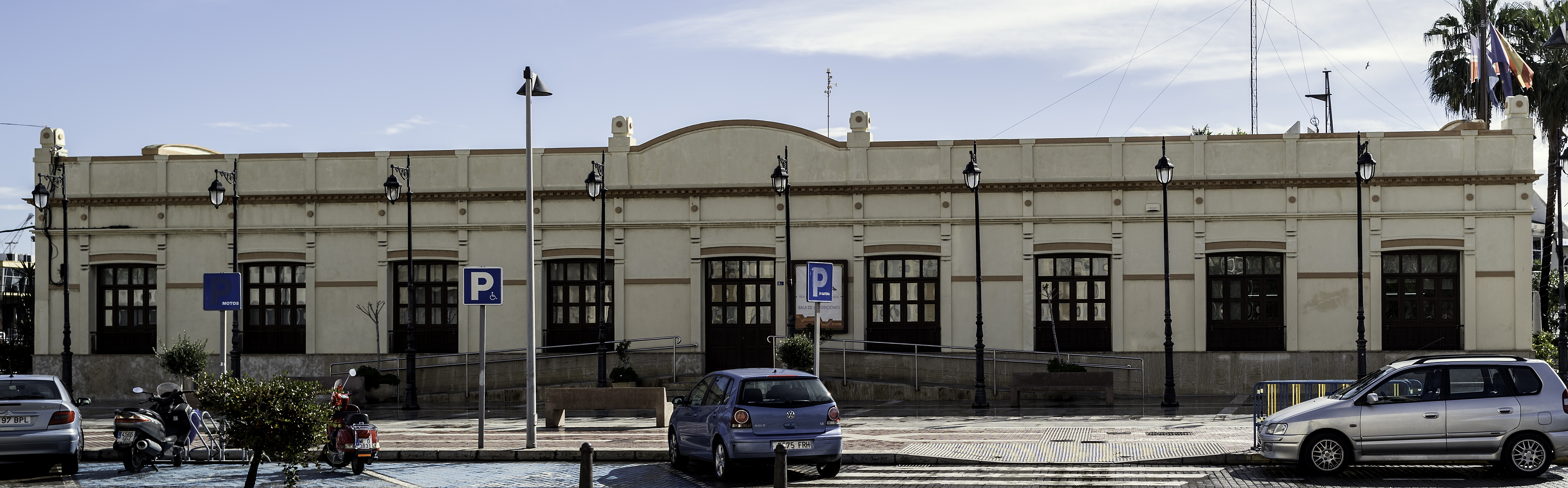
Real Club Marítimo de Melilla

### Cinema e teatro

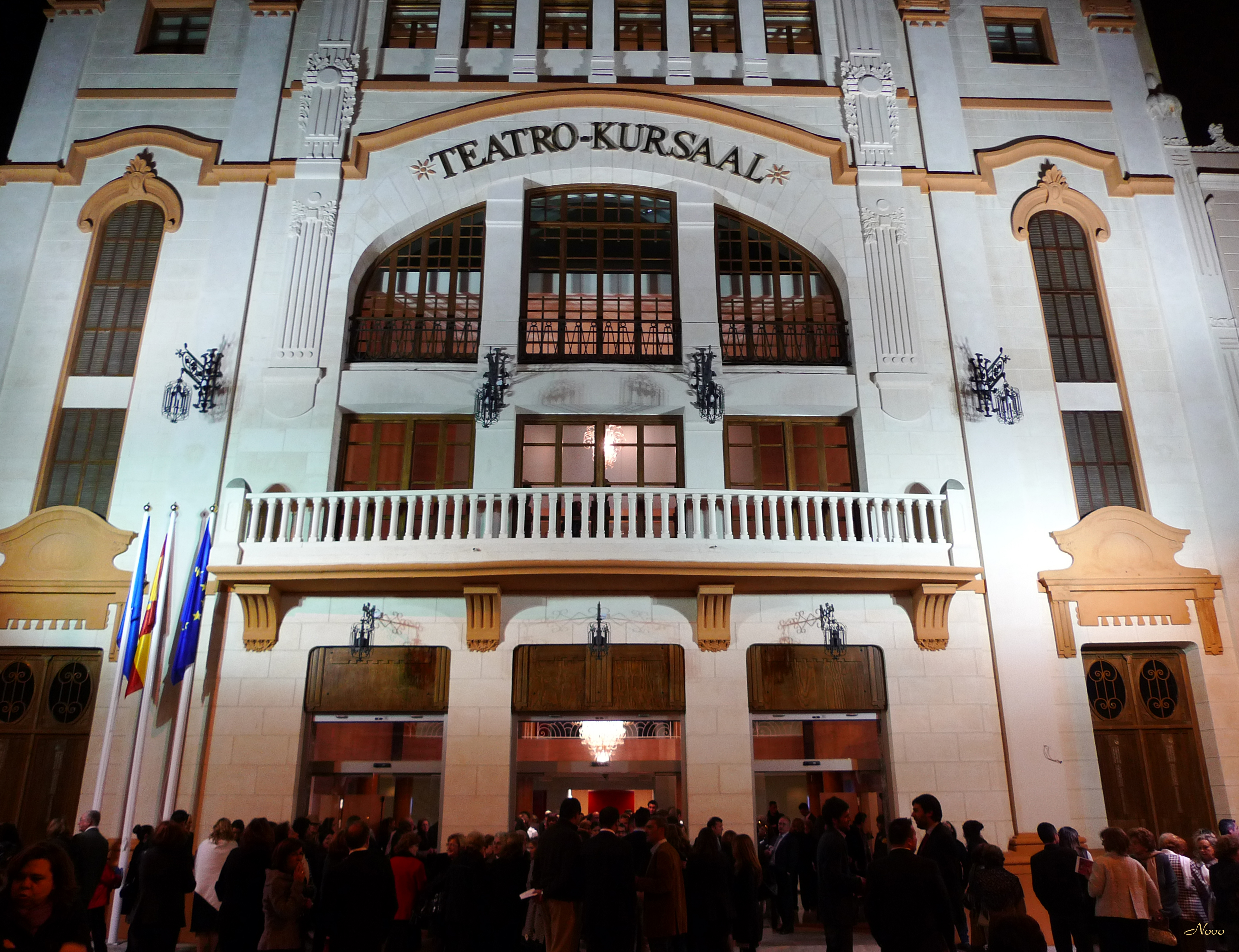
Teatro Kursaal - Fernando Arrabal

Em Melilla existem o Teatro Kursaal-Fernando Arrabal, dependente da Secretaria de Cultura da Cidade Autónoma de Melilla, e o Palácio de Exposições e Congressos, dependente do Patronato de Turismo de Melilla, que concentram a oferta de teatro, dança, musicais e representações em Melilla. O Teatro-Cine Perelló é o único cinema comercial de Melilla, em funcionamento desde 1932. No verão, realizam-se concertos em Melilla la Vieja, no Auditorium Carvajal e no recinto ferial, com artistas nacionais e internacionais. Durante todo o ano, há grande atividade de agrupações musicais locais, principalmente em salas privadas e locais de copas.
O Teatro Kursaal é a sede da Semana de Cinema de Melilha, um dos acontecimentos culturais mais significativos da cidade. Desde 2009, anualmente, as estrelas do cinema espanhol se apresentam e o Prêmio José Sacristán é entregue a trajetórias cinematográficas.

#### Atores e comediantes
Entre os atores e atrizes mais relevantes de Melilla, encontram-se: José Tallaví, que se destacou especialmente representando personagens criados por Henrik Ibsen, Calderón de la Barca e Ángel Guimerá; uma das principais ruas de Melilla leva o nome de "Ator Tallaví". Antonio César Jiménez Segura, a quem a cidade de Melilla erigiu a escultura Monumento a Antonio César Jiménez, localizada na rua General Chacel, o humorista Goyo Jiménez, conhecido por sua colaboração em diversos programas de televisão, mas, sobretudo, por sua faceta como cômico de stand-up comedy, entre outros.

### Línguas
O castelhano é a língua oficial. Esta língua é falada pela maioria da população melillense e também é a língua materna de sete a cada dez habitantes. A língua rifeña ou língua amazigh também é a língua materna de uma grande parte da população, e seu uso, embora limitado ao âmbito familiar e social, está muito disseminado.
Uma parte da comunidade muçulmana fala árabe, assim como a comunidade judaica fala hebraico, embora em menor número. Embora o inglês seja o idioma estrangeiro mais estudado, o uso do francês é muito comum, principalmente para fins comerciais e devido à proximidade com o Marrocos e a Argélia, onde o idioma é amplamente falado.

### Melilla na cultura popular
Aparece em romances como Quando Leres Esta Carta de Vicente Gramaje, Demiurgo: o Despertar dos Tolos de Francisco Elipe Torné e Ferrán Cubells Tomeo. Destacam-se especialmente os romances de Arturo Pérez Reverte, como Corsários do Levante e A Rainha do Sul. Além disso, a cidade é mencionada em Mi Melilla Entrevista (1949) de Vicente Aleixandre, Canto a Melilla (1920) de Alberto Álvarez de Cienfuegos e várias obras de Carmen Conde, incluindo Empezando la Vida. Memórias de uma Infância em Melilla (1914-1920). Também se destaca a obra de Carmen Burgos En la Guerra: Episódios de Melilla (1909) e seus trabalhos como correspondente de guerra durante a guerra de Melilla. Além disso, Uma Mulher na Guerra da Espanha de Carlota O'Neill, La Buena Reputación de Ignacio Martínez de Pisón, A Filha do Coronel de Martín Casariego, O Noivo do Mundo de Felipe Benítez Reyes, A Filha de Marte de Francisco Carcaño, Melilla, a Codiciada de Juan Berenguer, Murillo 11: Melilla de Juan Guerrero Zamora, e A Rainha do Açúcar de Dolores García Ruíz. O impacto da guerra do Rif em Melilla foi relatado por vários jornalistas em suas crônicas, como Crónicas de Guerra: Melilla 1921 (1921) de Indalecio Prieto e Teresa de Escoriaza e Del Dolor de la Guerra (1921).
Também aparece em séries, como em A Rainha do Sul (2011), na histórica Tempos de Guerra (2017), na policial A Unidade (2020) e em Sagrada Família (2022).
Também aparece nos filmes Em Ghentar se Morre Fácil (1967) (simulando a fictícia república africana de Ghentar), Ovos de Ouro (1993) e Morrerás em Chafarinas (1995), com localizações em Melilla. Recentemente, O Homem que Conhecia o Infinito (2015), Chavela (2017), também parte da trama de Adú (2020) ocorre na cidade norte-africana, Alegria (2021) e O Salto (2024).

### Festividades

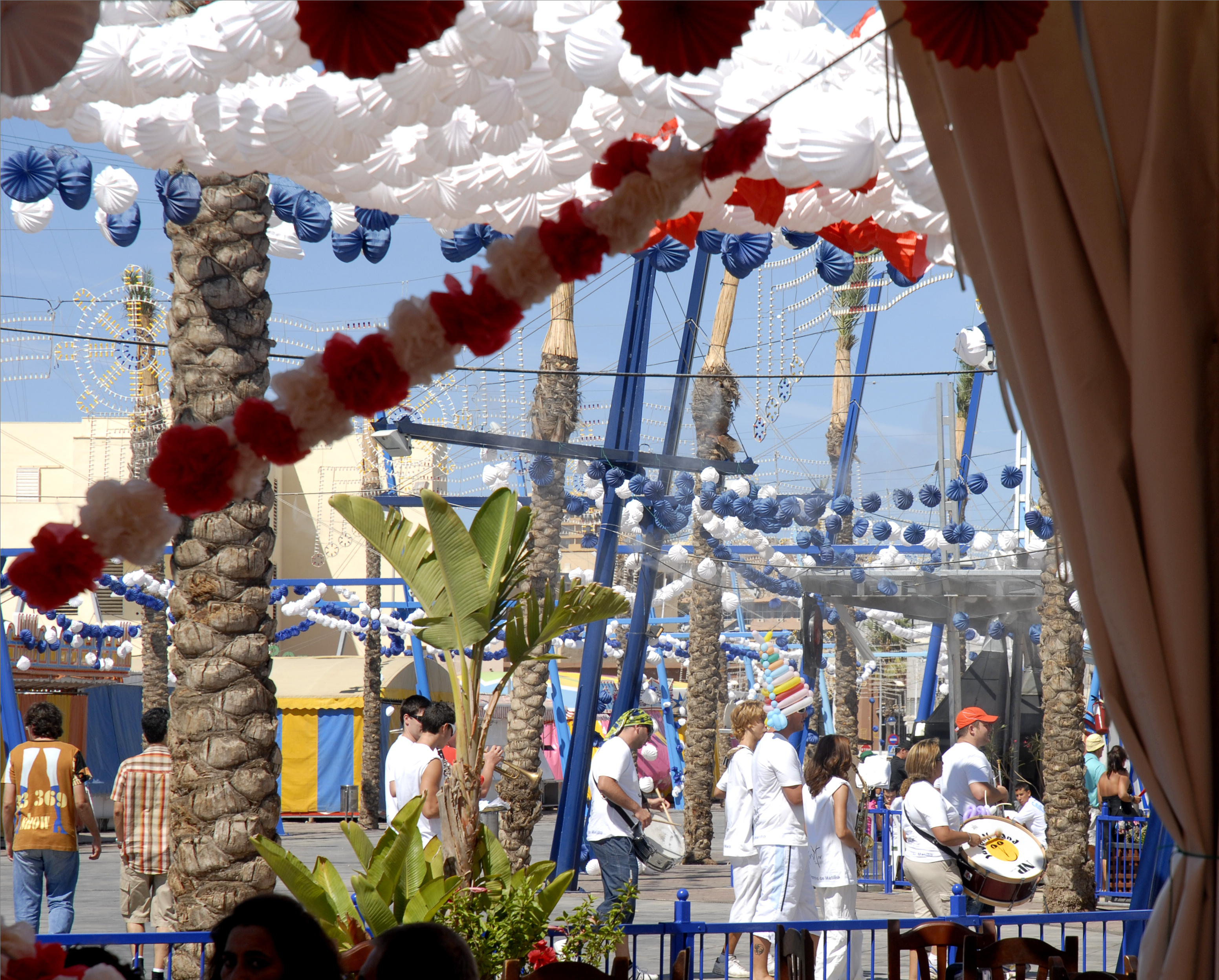
Feira de Melilha

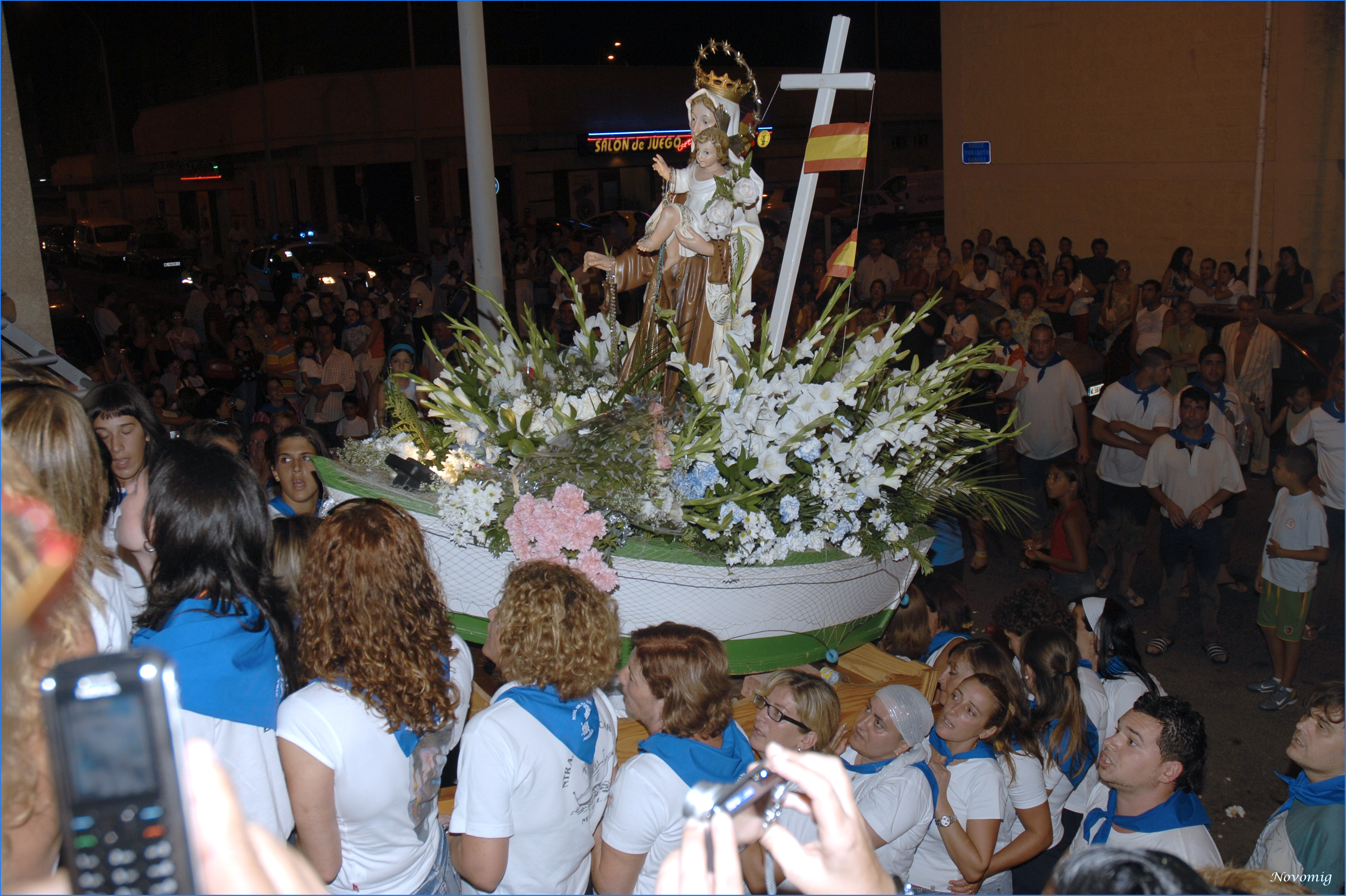
Virgem do Carmo em Melilla

Como em quase todas as cidades e vilas do Sul da Espanha, em Melilla comemoram-se anualmente o Natal, a Véspera de Ano Novo, o Ano Novo, a festividade dos Reis Magos, a Semana Santa, a Noite de São João, o Carnaval, as Cruzes de Maio, a Assunção de Maria, o Dia da Hispanidade, o Dia da Constituição e o Dia da Imaculada Conceição de Maria, além de outras festividades mais recentes e de origem estrangeira como o Halloween, que coincide com a Festividade de Todos os Santos.  A Festividade de Nossa Senhora do Carmen é celebrada em 16 de julho e consiste em uma procissão terrestre e posterior procissão marítima de imagens sob a advocação de Nossa Senhora do Carmen, padroeira dos marinheiros. Há uma que é a Virgem do Carmen Coroada do Perchel, que sai no domingo seguinte ao seu santo, desde pela manhã em direção à Igreja de São Agostinho, até à tarde, com seu embarque no porto de Melilha e sua posterior procissão de retorno ao templo.

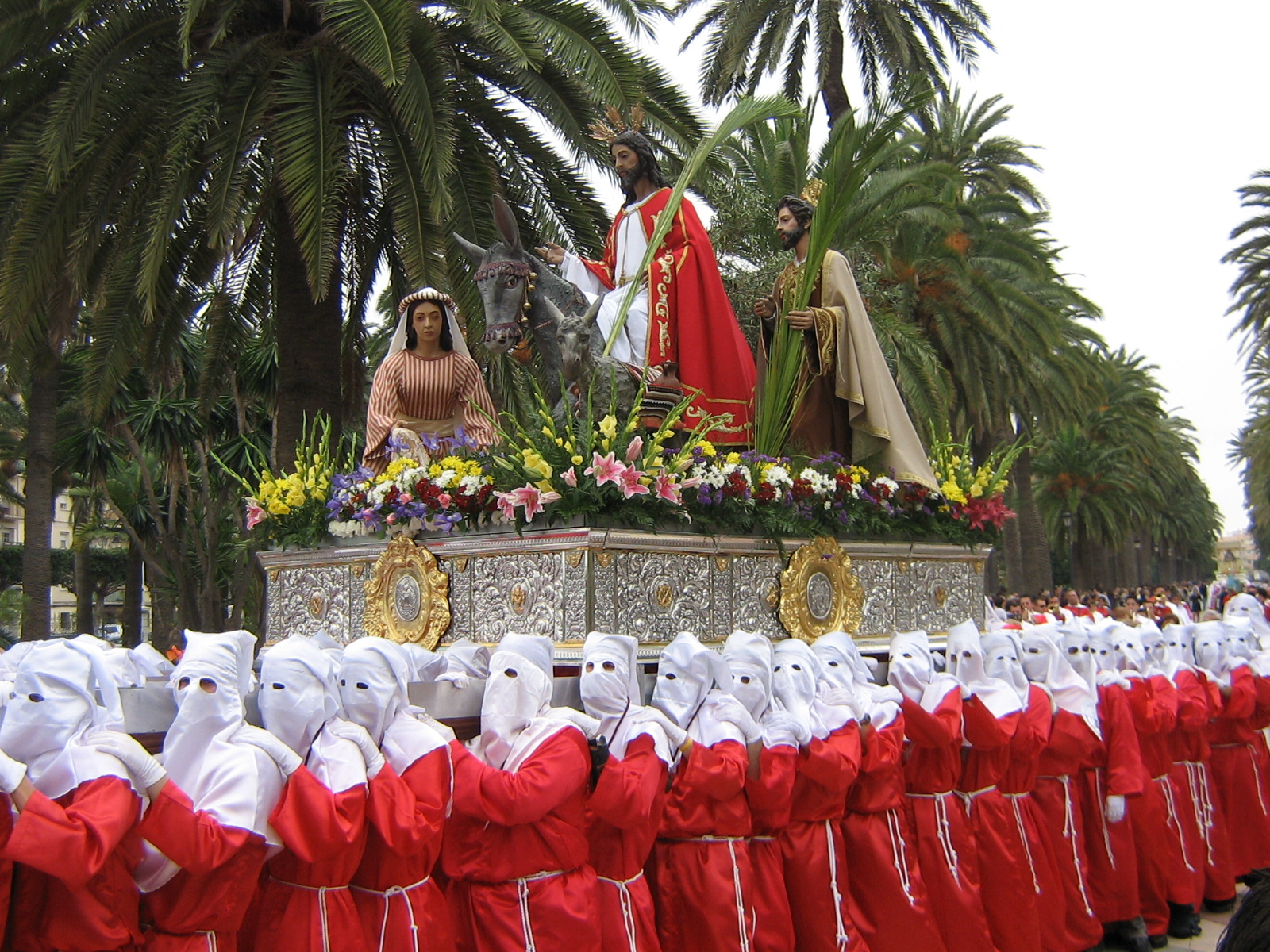
Procissão de Semana Santa, a Pollinica no Segunda-feira Santa no parque Hernández

De última sexta-feira de agosto até o domingo da semana seguinte, celebra-se a Virgem do Carmo, a grande festa do verão, que começa com uma exibição de Fogos de Artifício. À noite, a festa se desloca até a Praça de São Lourenço, onde além das atrações mecânicas, estão as tendas. Também se realizam festejos de touros na Praça de Toiros de Melilha e vários concertos de música.
O último fim de semana de junho celebra-se o Mercado Renacentista de Carlos V, uma festa que se celebra em Melilla La Vieja, recriando um mercado medieval durante três dias.
Todo dia 8 de setembro é celebrada a festa da Virgem da Vitória, Santa Padroeira de Melilla.
No dia 17 de setembro de cada ano, comemora-se o Dia de Melilla. Ele recorda a tomada de Melilla no ano de 1497 por Pedro de Estopiñán, quando Melilla passou a fazer parte da Corôa de Castela.
Além disso, é oficial Ramadão: Eid al-Fitr e Eid al-Adha.
Cada comunidade celebra suas festas, como o Chanucá hebraico o Diwali hindu ou a celebração do Eid al-Fitr muçulmano.
Aqui está o texto reescrito com base nas informações fornecidas:

#### Feriados
Melilla tem 15 feriados ao longo do ano: nove fixados pela Administração Geral do Estado, cinco fixados pela Assembleia de Melilla e um fixado por cada município em homenagem ao seu santo padroeiro. Os 14 dias não laborais são:
- 1º de janeiro: Ano Novo.
- 6 de janeiro: Epifania dos Reis Magos.
- Ramadão: Eid al-Fitr.
- 1º de maio: Dia Internacional do Trabalho.
- Semana Santa: Quinta-feira Santa.
- Semana Santa: Segunda-feira de Páscoa.
- Eid al-Adha
- 15 de agosto: Assunção de Maria.
- 17 de setembro: Dia de Melilla.
- 12 de outubro: Festa Nacional da Espanha.
- 1º de novembro: Dia de Todos os Santos.
- 6 de dezembro: Dia da Constituição Espanhola.
- 8 de dezembro: Imaculada Conceição.
- 25 de dezembro: Natal.

### Tauromaquia
A importância da tauromaquia em Melilla remonta a 1946, quando ocorreu a primeira corrida de touros na cidade, antes da conclusão da construção da Praça de Toiros de Melilha, cuja inauguração oficial ocorreu um ano depois.

### Gastronomia
A gastronomia tradicional de Melilla é muito variada. Faz parte da dieta mediterrânea, baseada em azeite de oliva, cereais, legumes, verduras, peixe, frutos secos e carne, além de uma forte tradição no consumo de vinho. A cidade possui uma fusão única de influências espanhola, rifenha, andaluza, magrebina e sefardita, o que resulta em uma culinária rica, diversificada e cheia de sabores intensos. Alguns dos pratos mais representativos de Melilla são:
- Robalo à Rusadir: Prato típico de Melilla, conhecido pela sua preparação com robalo e uma variedade de ingredientes locais.
- Paella: Um clássico da cozinha espanhola, também adotado na região rifeña.
- Olla gitana: Prato tradicional andaluz, feito com legumes, carnes e hortaliças.
- Frango à moruna: Carne de frango especiada e marinada ao estilo rifeño, uma das especialidades mais destacadas.
- Harira: Sopa magrebina feita com carne, lentilhas, grão-de-bico e especiarias, ideal para o início da refeição.
- Cazuela de peixes: Guisado de peixe, típico da culinária espanhola, preparado com produtos frescos do mar.
- Peixe frito: Típico da culinária andaluza e rifeña, onde o peixe é frito em óleo quente até ficar crocante.
- Mariscos: Especialmente coquinas, camarões e lagostins, que são cozinhados ao alho ou grelhados, destacando a frescura e sabor.
- Pinchitos de carne especiada: Espetinhos de carne marinada com especiarias da cozinha rifeña, muito populares nas parrillas de Melilla.
- Tajine: Guisado tradicional magrebino de peixe, frango, carne bovina, cordeiro ou kefta (carne picada), cozido lentamente em um tajine de barro.
- Salada Cocha (Matbuja): Prato sefardita feito com hortaliças e temperos frescos, de sabor leve e refrescante.
- Cuscuz: Clássico magrebino, preparado com sêmola de trigo e servido com uma variedade de guisados.
- Msemen: Pão folhado típico da culinária rifeña, semelhante aos pãezinhos ou crepes.
- Pastilla: Pastel tradicional da culinária magrebina, recheado com carne, frutos secos e especiarias, envolto em massa folhada.
- Chebakia: Doce tradicional magrebino, feito de massa frita, coberta com mel e polvilhada com gergelim.
- Cortadillo: Doce espanhol, semelhante a um bolo, preparado com farinha, açúcar e azeite.
- Chá com hortelã: Bebida refrescante muito popular na região rifeña, geralmente consumida após as refeições.

Essa diversidade culinária reflete a rica herança cultural de Melilla, fundindo ingredientes e técnicas das cozinhas mediterrâneas e africanas.

### Religião
De acordo com os dados de março de 2019 publicados pelo Centro de Investigações Sociológicas (CIS) sobre sentimento religioso, os dados para Melilla são os seguintes:
- 49 % muçulmanos
- 33 % católicos não praticantes e 6 % católicos praticantes
- 11 % agnósticos e ateus
- 1 % judeus

#### Judaísmo

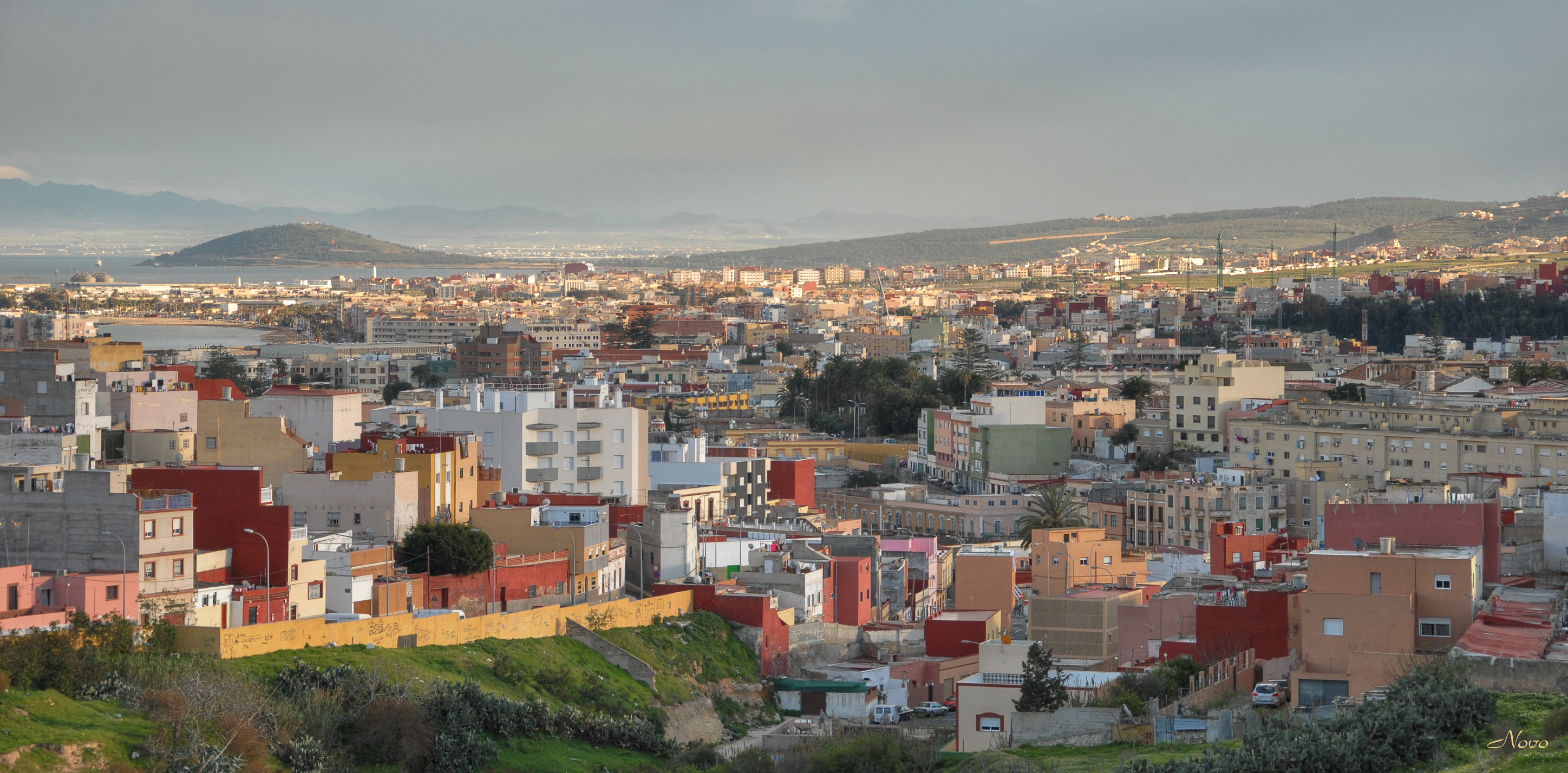
Antigo bairro judeu

Após a expulsão dos judeus da Espanha em 1492, muitos permaneceram em Melilla. Na cidade, chegaram a viver cerca de 7.000 judeus até meados do século XX, devido à Segunda Guerra Mundial e à criação do Estado de Israel. Em 2018, a estimativa era de cerca de 1.200 judeus.
A partir de 1864, judeus sefarditas das cidades de Marrocos que buscavam segurança em Espanha se estabeleceram na cidade.
Em 1903, as tropas imperiais marroquinas e as do pretendente ao trono realizaram massacres contra os judeus da cidade de Tata, o que provocou o êxodo massivo de famílias judaicas para Melilla, que as acolheu e, em pouco tempo, as famílias adquiriram a nacionalidade espanhola.
Em 17 de julho de 1936, 17 judeus foram executados pelos franquistas, sendo 16 deles devido à sua militância em partidos de esquerda.

#### Cristianismo
De acordo com o Centro de Investigações Sociológicas (CIS), o catolicismo é a religião mais praticada em Melilla. Em 2019, a proporção de melillenses que se identificam como católicos foi de 65,0% (31,7% se definem como não praticantes e 33,3% como praticantes). Aproximadamente 30% se identificam como seguidores de outras religiões, 2,7% como não crentes e 2,3% como ateus.
As igrejas católicas de Melilla pertencem à Diocese de Málaga.

#### Islã
Algumas fontes indicam que os muçulmanos constituem cerca da metade da população de Melilla, o que entra em conflito com os números reportados pelo Centro de Investigações Sociológicas.

#### Hinduísmo
Há uma pequena comunidade hindú em Melilla, de importância comercial, que tem diminuído nas últimas décadas à medida que seus membros se mudam para a Península Ibérica. Atualmente, a comunidade conta com cerca de 100 membros.

#### Templos
Os cristãos de Melilla têm uma série de locais de culto, incluindo a Real e Pontifícia Igreja da Puríssima Concepção, a Igreja do Sagrado Coração de Jesus, a Capela Castrense, a Paróquia de São Francisco Javier, a Paróquia da Medalla Milagrosa, a Igreja Paroquial de Santa Maria Micaela e a Igreja de São Agostinho, assim como as capelas do Cristo Rei, as dos colégios cristãos de São João Batista de La Salle, Nossa Senhora do Bom Conselho e a Divina Infanta, além de diversos locais de culto das igrejas cristãs protestantes e evangélicas.
As principais mesquitas muçulmanas são a Mesquita do Bom Acordo, a Mesquita Central e a mesquita Arahma, conhecida como a do cemitério. Existem também outras mesquitas de bairro, como a mesquita Assalam, a mesquita Abubakr Sadik, a mesquita Bacha, a mesquita Azegag, a mesquita do Mantelete, a da Bola, a de Altos del Real, a de Bateria Jota, a de Rainha Regente, a do Monte ou a Zauia Al Alauia.
A principal sinagoga hebraica é a Sinagoga Or Zaruah ou de Yamín Benarroch. Também há outras sinagogas conhecidas, como a de Isaac Benarroch, a de Almosnino, a de Chocrón, a de Benguigui ou a de Foinquinos.
Além disso, Melilla tem um Templo Hindu.

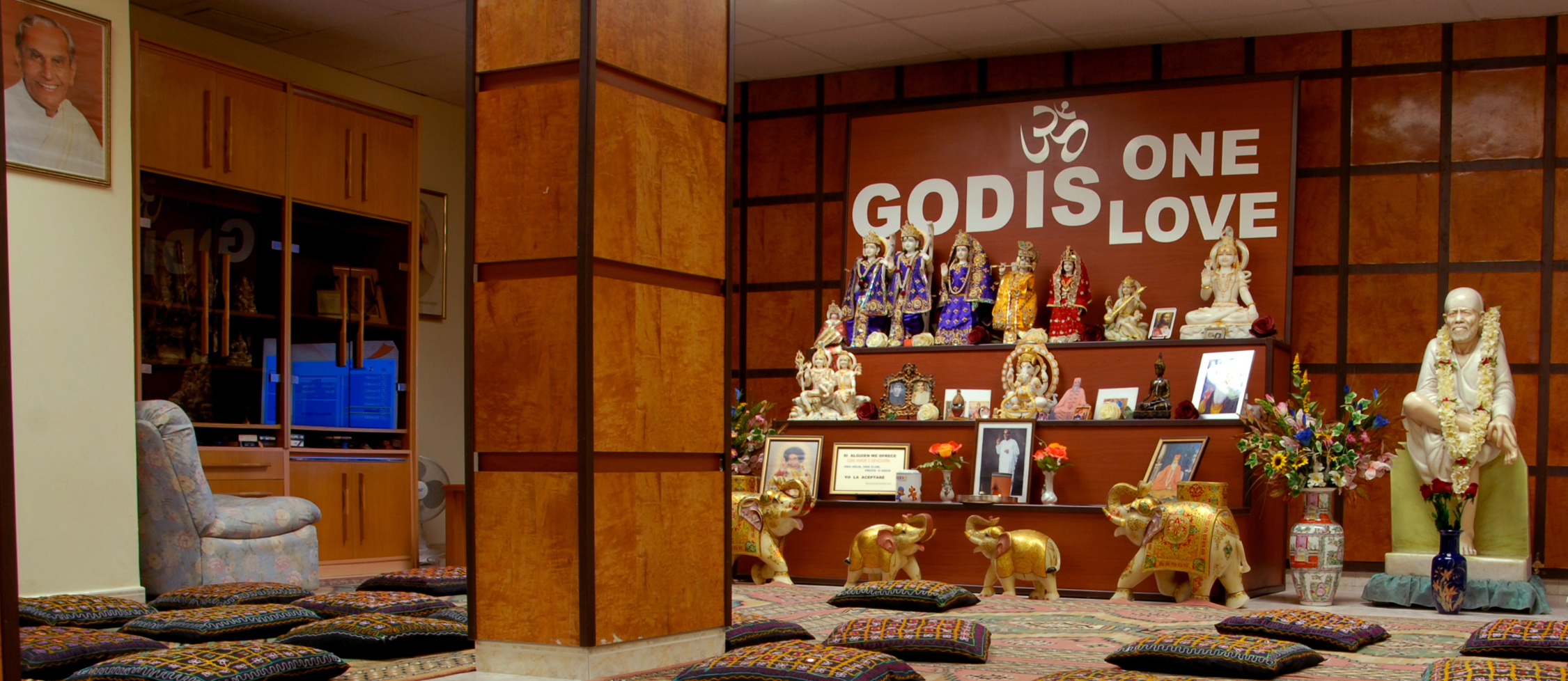

### Esportes
A atividade esportiva em Melilla é regulamentada pela Consejería de Educação, Juventude e Esporte, que oferece uma ampla gama de atividades físicas nos diversos centros esportivos da cidade, como ginástica, aeróbicos, musculação, artes marciais, tênis, entre outras. Em 2015, a ACES Europa designou Melilla como Cidade Europeia do Esporte 2016, em reconhecimento ao esforço da cidade na promoção do esporte.

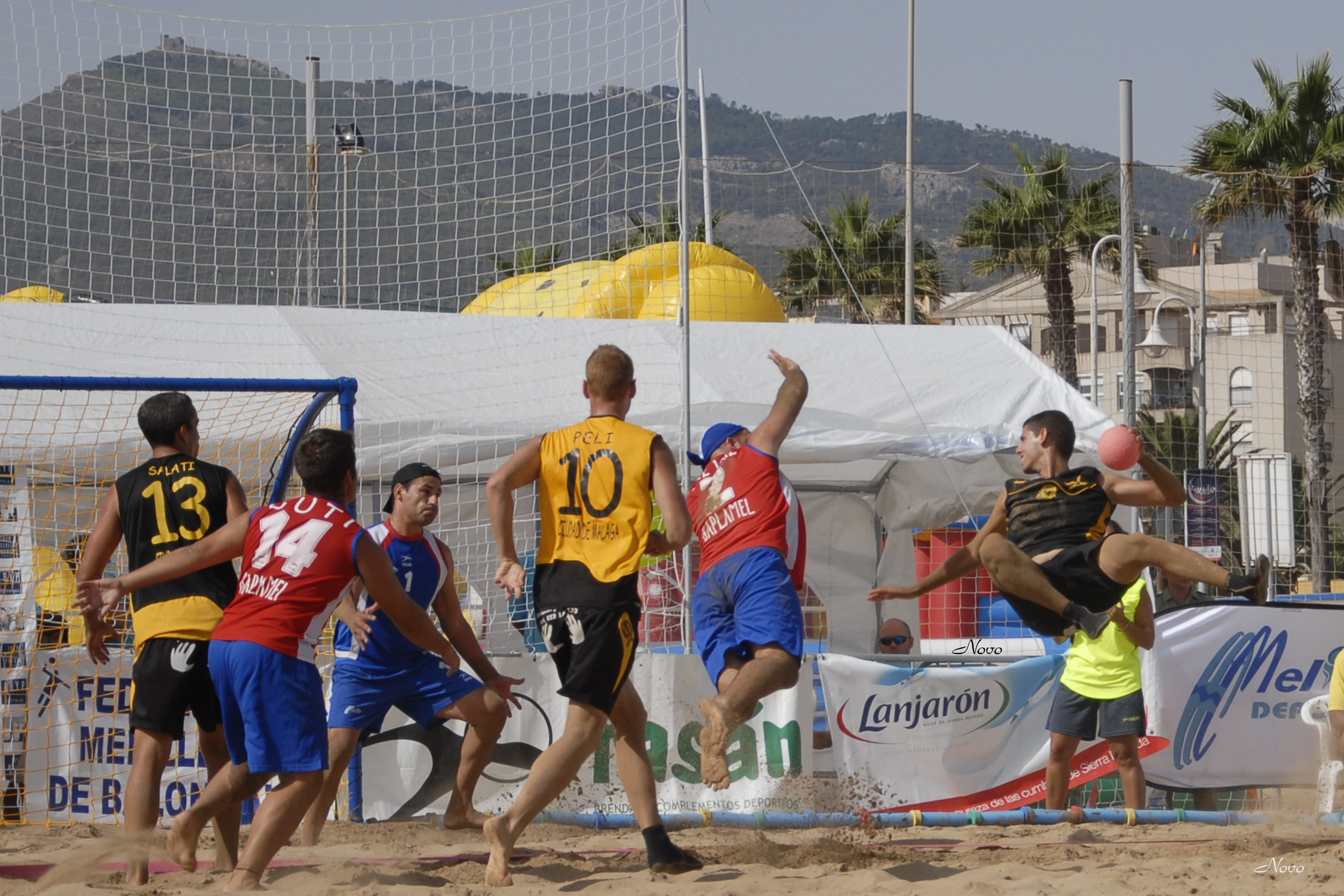

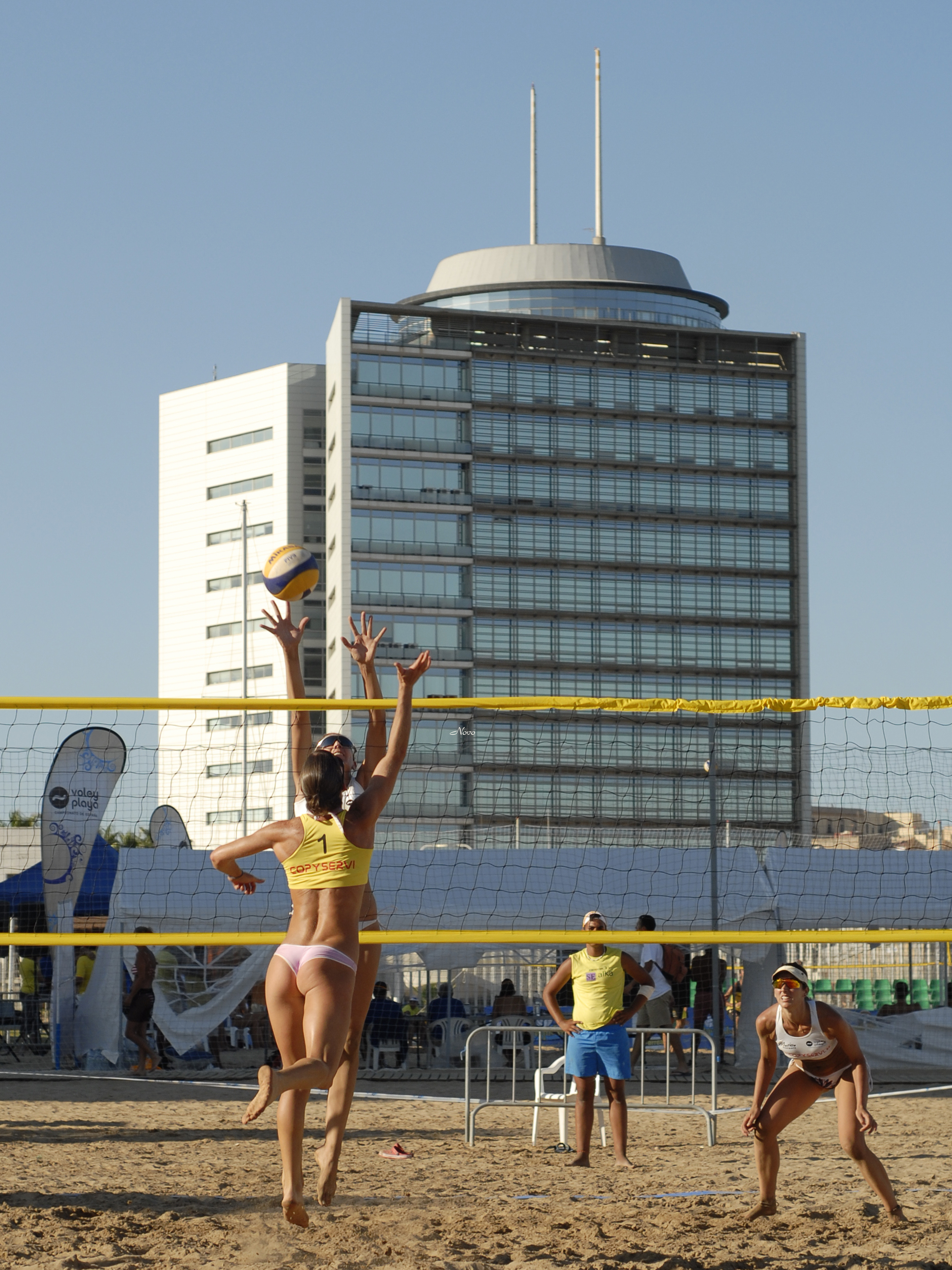
Campeonato de Espanha de Vôlei de Praia na praia de San Lorenzo e Torres V Centenário

#### Instalações esportivas
Melilla possui uma boa infraestrutura esportiva, com o Pavilhão Javier Imbroda, com capacidade para 3.800 pessoas, e o Estádio Municipal Álvarez Claro, com capacidade para 12.000 pessoas. A cidade também conta com o centro esportivo sociocultural militar Hípica General Bañuls, fundado em 1904, que possui pistas de tênis, pádel, hípica, futebol, piscina, basquete, entre outros. Outras instalações incluem o Real Club Marítimo de Melilla, diversos campos de futebol e futebol 7, circuitos de motocross e de automóvel teledirigido, clubes de pádel, petanca, e o campo de golfe de Melilla, entre outros.

#### Basquete
O Clube Melilla Baloncesto é o time de basquete da cidade e disputa a LEB Oro (21-22). O clube conquistou três vezes a Copa do Príncipe de Asturias de Basquete.

#### Futebol
O time de futebol da cidade, UD Melilla, compete na Primeira Divisão RFEF (22-23), enquanto o CD Intergym Melilla joga no Grupo IX da Tercera Divisão RFEF (21-22). A cidade também possui o Melilla Futsal na segunda divisão da LNFS.
Além disso, em Melilla se realiza a Semana Náutica de Melilla, com competições de vela de cruzeiro desde 1997 e de vela leve desde 2013. Anualmente, desde 2012, ocorre a Carrera Africana de la Legión, uma corrida de aproximadamente 50 km.

### Meios de Comunicação

#### Jornais escritos
Além dos jornais de circulação nacional, existem dois jornais locais: Melilla Hoy e El Faro de Melilla.

#### Televisão
Em Melilla, é possível assistir a todas as canais nacionais e à rede pública andaluza Canal Sur Televisión. A cidade possui duas emissoras locais: Televisão Melilla e Popular TV. Além disso, a Radio Televisión Española também possui um estúdio que transmite notícias locais.

#### Rádio
Existem várias estações de rádio que transmitem em Melilla, incluindo as nacionais, como COPE e Onda Cero.

#### Internet
Com a difusão da internet e das redes sociais, surgiram alguns meios e portais, como o MelillaMedia, que é dependente da cidade autônoma. Em 2022, foi criado um fundo documental sobre a história de Melilla e da região do Rif, com material de interesse para pesquisadores e estudantes.

### Distinções Honoríficas Concedidas pela Câmara Municipal
Os títulos e condecorações honoríficas concedidos pela Câmara Municipal de Melilla incluem o título de Filho Predileto ou Filho Adotivo de Melilla, a Medalha de Honra de Melilla e a Medalha da Cidade de Melilla em três categorias: Ouro, Prata e Bronze.
As mais altas distinções concedidas pela Câmara Municipal são o título de Filho Predileto para cidadãos nativos de Melilla, como Fernando Arrabal e Javier Imbroda, e Filho Adotivo para pessoas notáveis não nascidas em Melilla, como José Manuel García-Margallo e Carlota O'Neill.

### Radioamadores
O padrão ISO 3166-1 reserva a extensão EA como o código para Ceuta e Melilla. O código de chamada (call sign) utilizado pelos Radioamadores nessas cidades é EA9, e cada uma delas é considerada uma "entidade" separada.

## Relações Institucionais

### Irmãs Cidades
Almería (Espanha)
Antequera (Espanha)
Caracas (Venezuela)
Cavite (Filipinas)
Mântua (Itália)
Ceuta (Espanha)
Málaga (Espanha)
Montevidéu (Uruguai)
Motril (Espanha)
Toledo (Espanha)
Vélez-Málaga (Espanha) 

### Convênios
Regiões que têm um convênio de colaboração:
 Andaluzia, Espanha (2024).